# Fricův mlýn
Fricův mlýn je vodní mlýn v bývalém městysi Dědicích, dnes části Vyškova, který stojí u řeky Hané. Ta v Dědicích vzniká spojením Velké Hané a Malé Hané v nadmořské výšce 260 m n. m. (Ivanovická brána, Morava, Česká republika).

## Historie

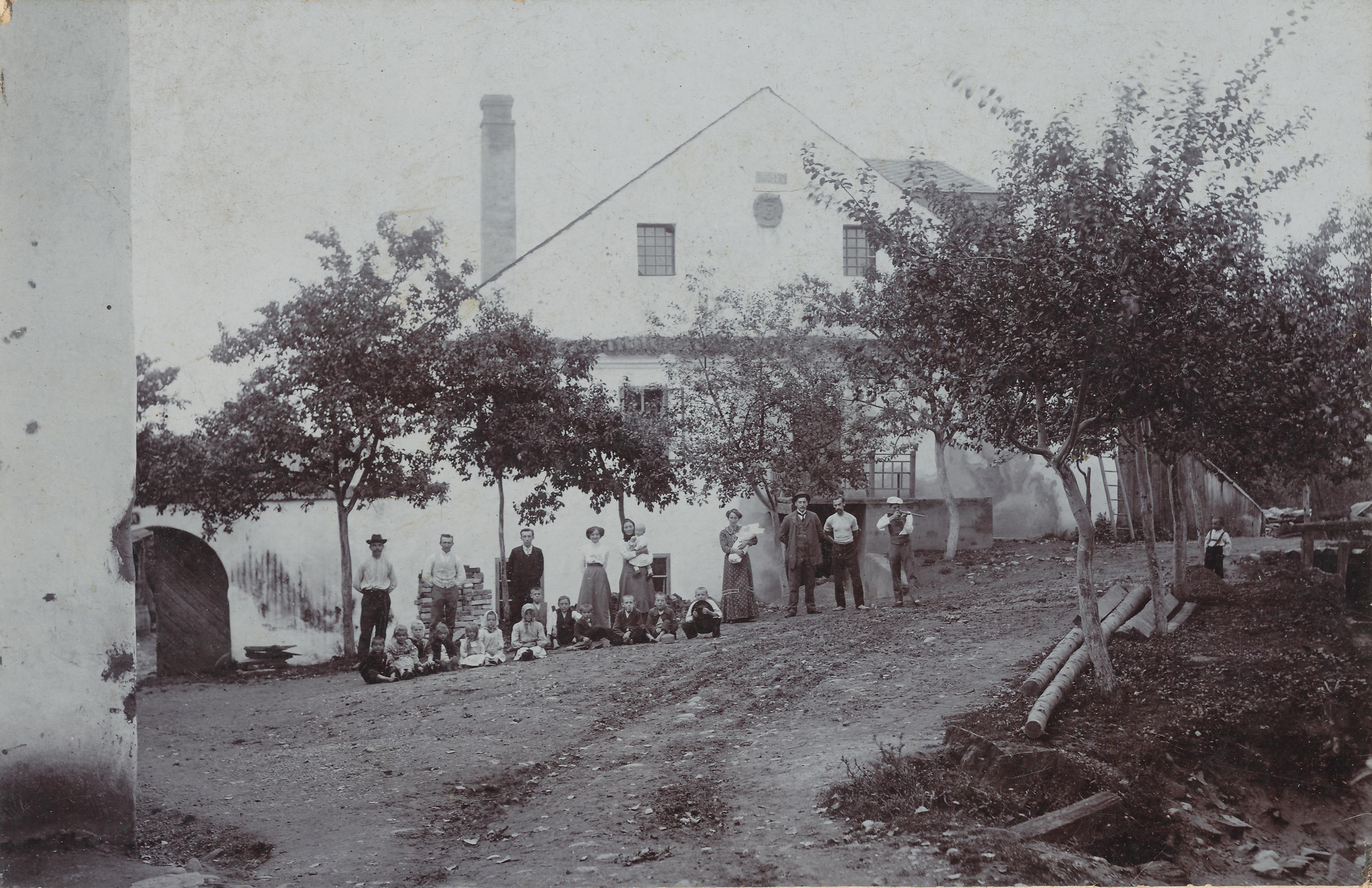
Starý Fricův mlýn na začátku 20. století, 1. polovina desátých let

První z osmi doložených mlynářů Friců, Johann Frietz, se narodil 21. června 1691 a působil jako mlynář v Moravské Chrastové. Franz Frietz působil v Zářečí, Ignatz Fritz v Březové, Valentin Fritz v Boskovicích a Emanuel Fritz v Drnovicích. Vodní mlýn v Dědicích nesl na štítě letopočet 1600 a původně patřil k arcibiskupskému panství.
V roce 1858 mlýn od mlynáře Kummera koupil Emanuel Fritz. V rodině Friců mlýn zůstal až do znárodnění provedeného k 1. červenci 1959 zpětně 1. ledna 1953. Florian Fritz, který se na začátku 80. let 19. století stal nástupcem Emanuela Fritze, k mlýnu roku 1898 od olomouckého arcibiskupství přikoupil vedle stojící pilu.
V roce 1911 Florián a Amálie Fricovi mlýn prodali svému synovi Josefu Fricovi (31. 12. 1885 – 17. 12. 1946) a jeho manželce Filoméně Fricové (20. 5. 1885 – 30. 1. 1934).

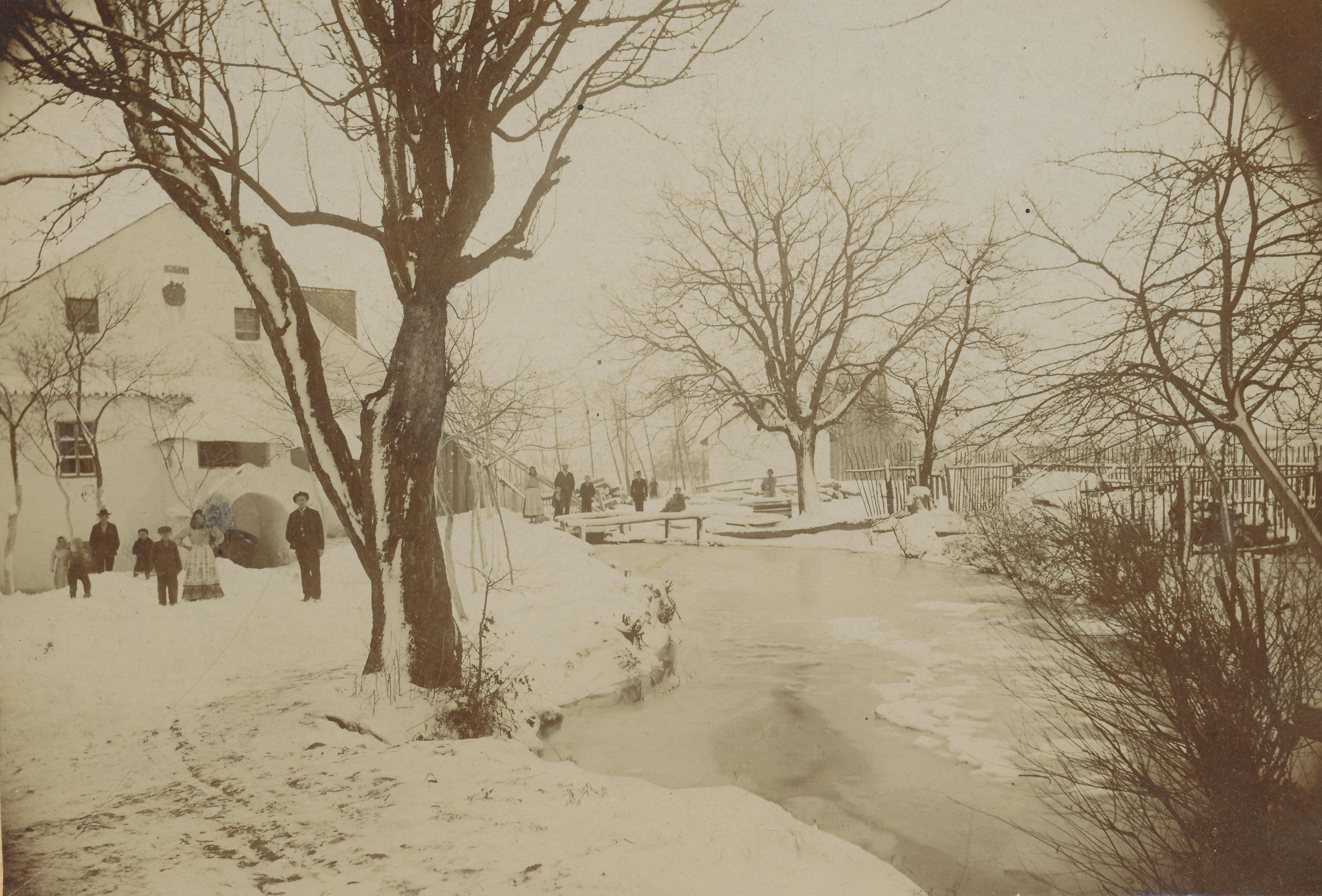
Starý Fricův mlýn a rybníček v zimě na začátku 20. století
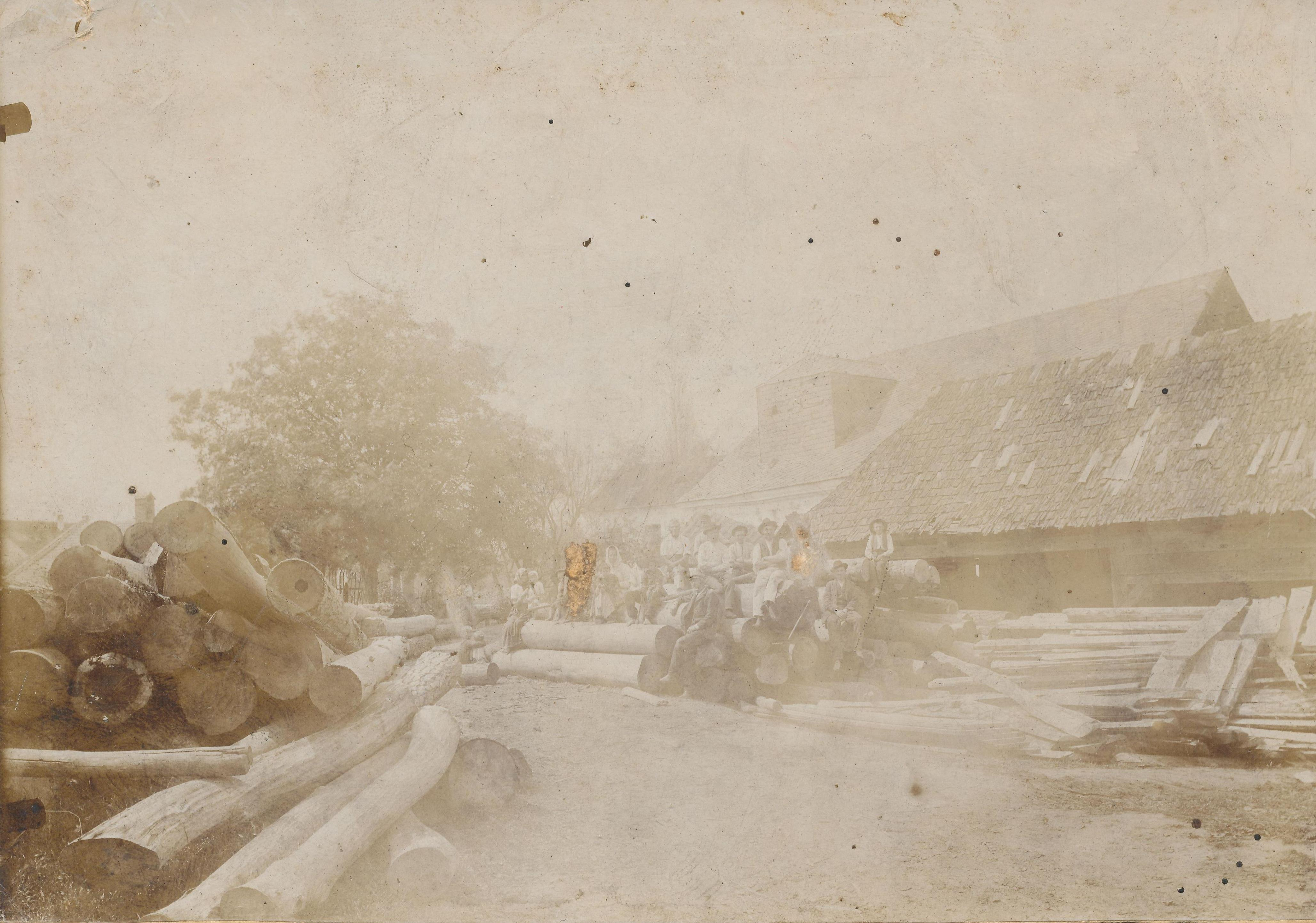
Stará pila vedle mlýna na začátku 20. století
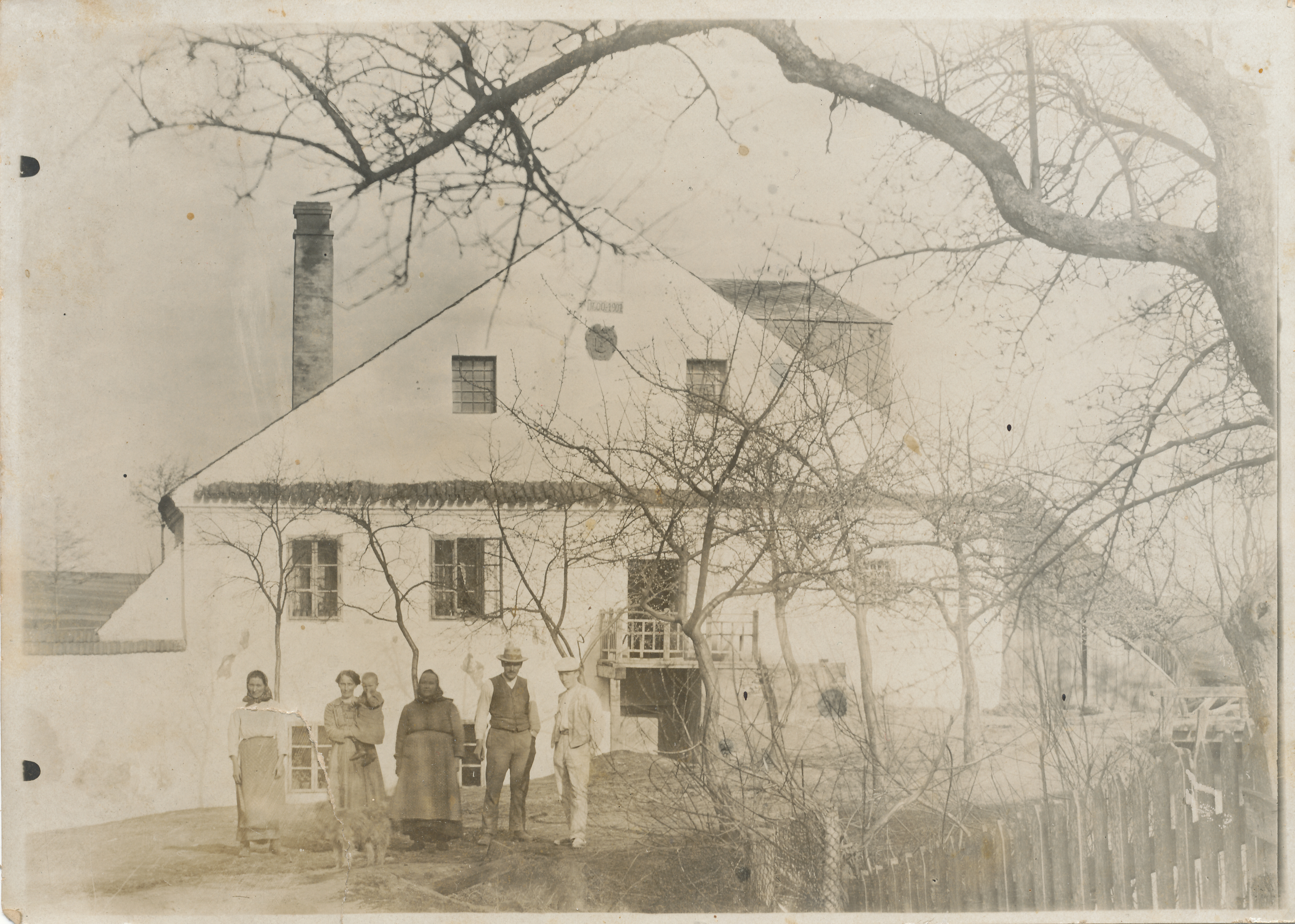
Starý Fricův mlýn a náměstíčko před ním v 10. letech 20. století

### 20. léta 20. století
Hlavně během prvních let po skončení 1. světové války panovaly příznivé podmínky pro rozvoj mlynářského odvětví. Byly rozšiřovány stávající provozy a byla prováděna i výstavba nových mlýnů. Poté následovalo určité pozastavení tohoto vývoje, protože trh byl v polovině 20. let nasycen. Také ve Fricově mlýně došlo k provádění modernizace.
Provoz mlýna a pily v roce 1922: semleto 1600 q, šrotováno 800 q, řezáno 80 m³ dřeva. V roce 1923 bylo semleto 800 q, šrotováno 500 q, řezáno 60 m³ námezdního dřeva.

#### Nový jez

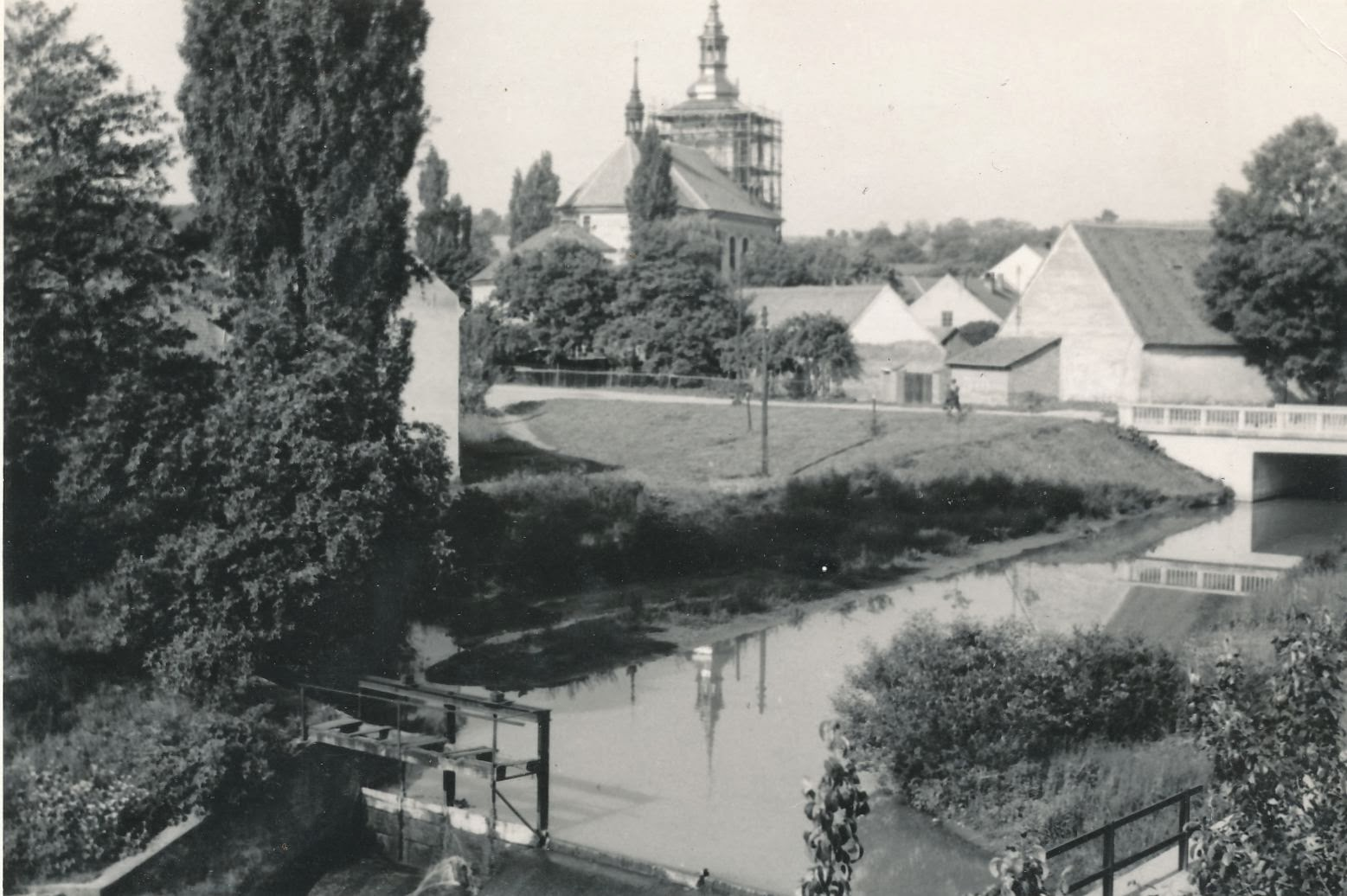
Fricův jez na Hané

Na řece Hané byl v roce 1919 postaven nový jez, jenž byl schválen až dodatečně v roce 1922 společně s v témže roce postavenými turbínami.

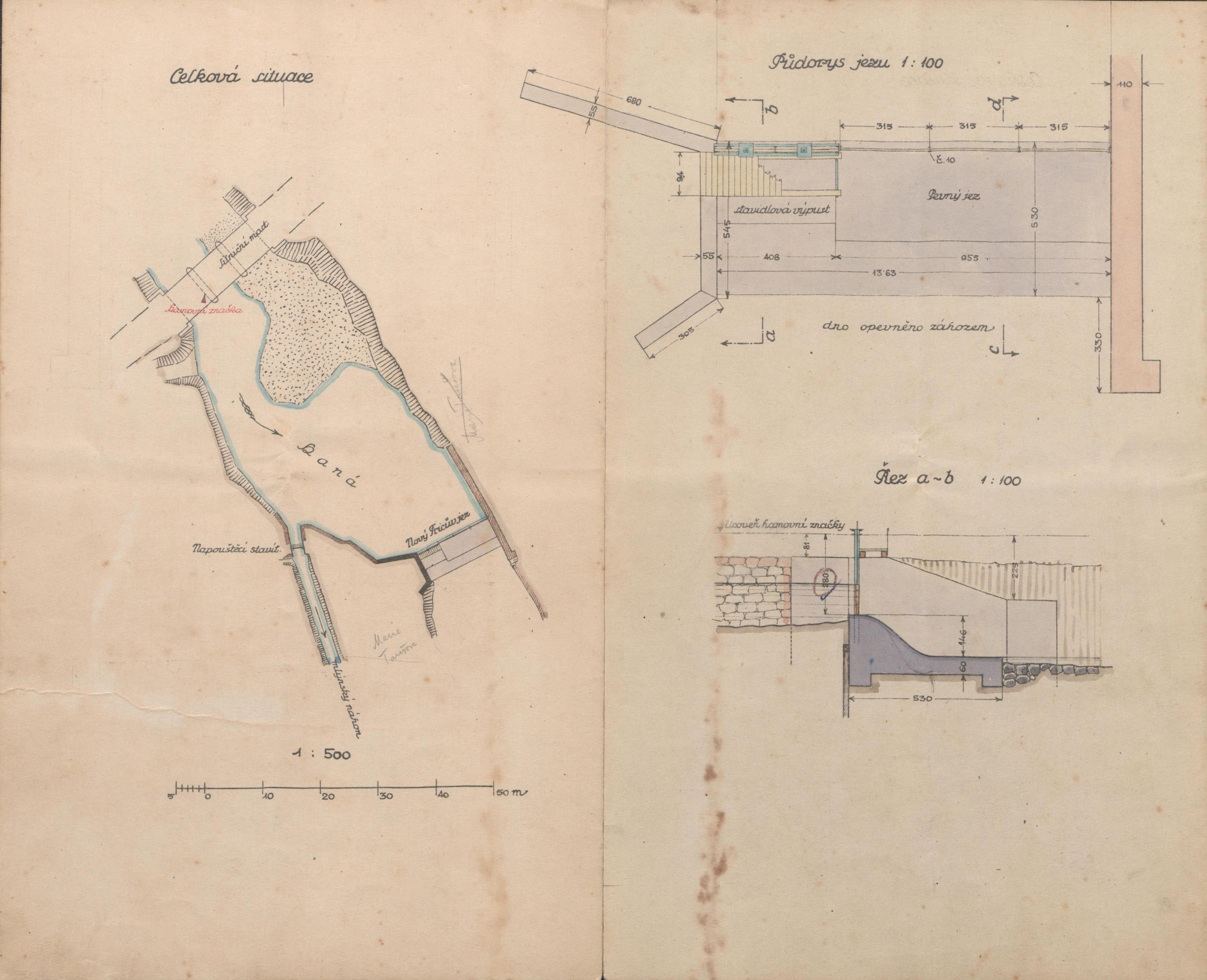
Plán jezu mlynáře Josefa Frice na řece Hané
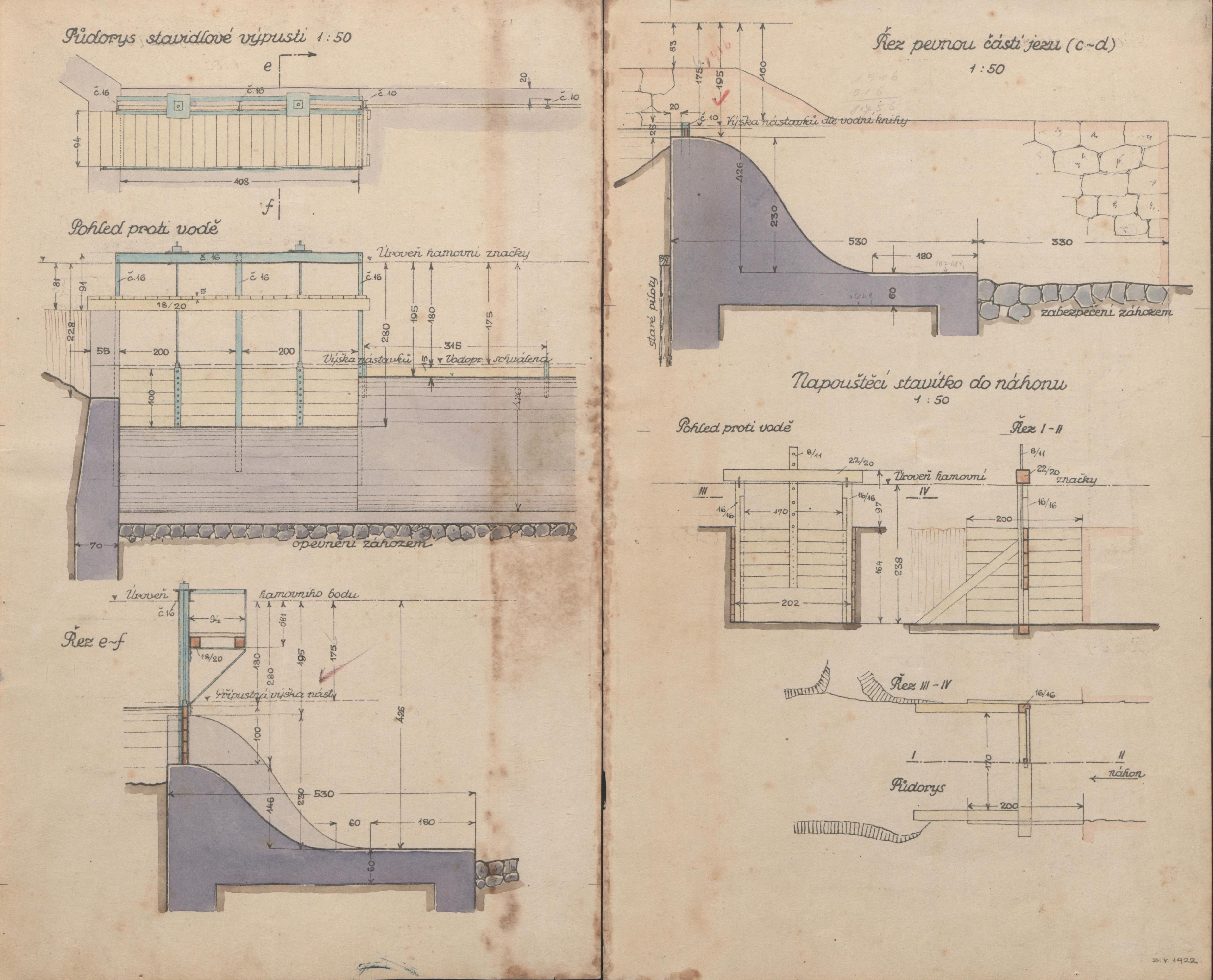
Plán jezu mlynáře Josefa Frice na řece Hané
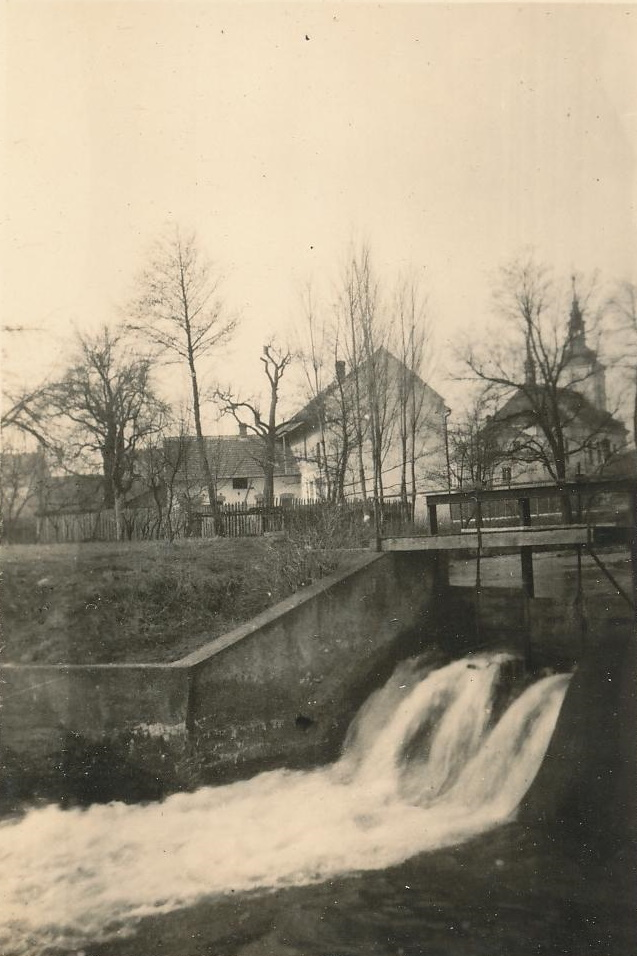
Fricův jez (splav) na řece Hané v Dědicích, bez data (asi 30. léta 20. století)
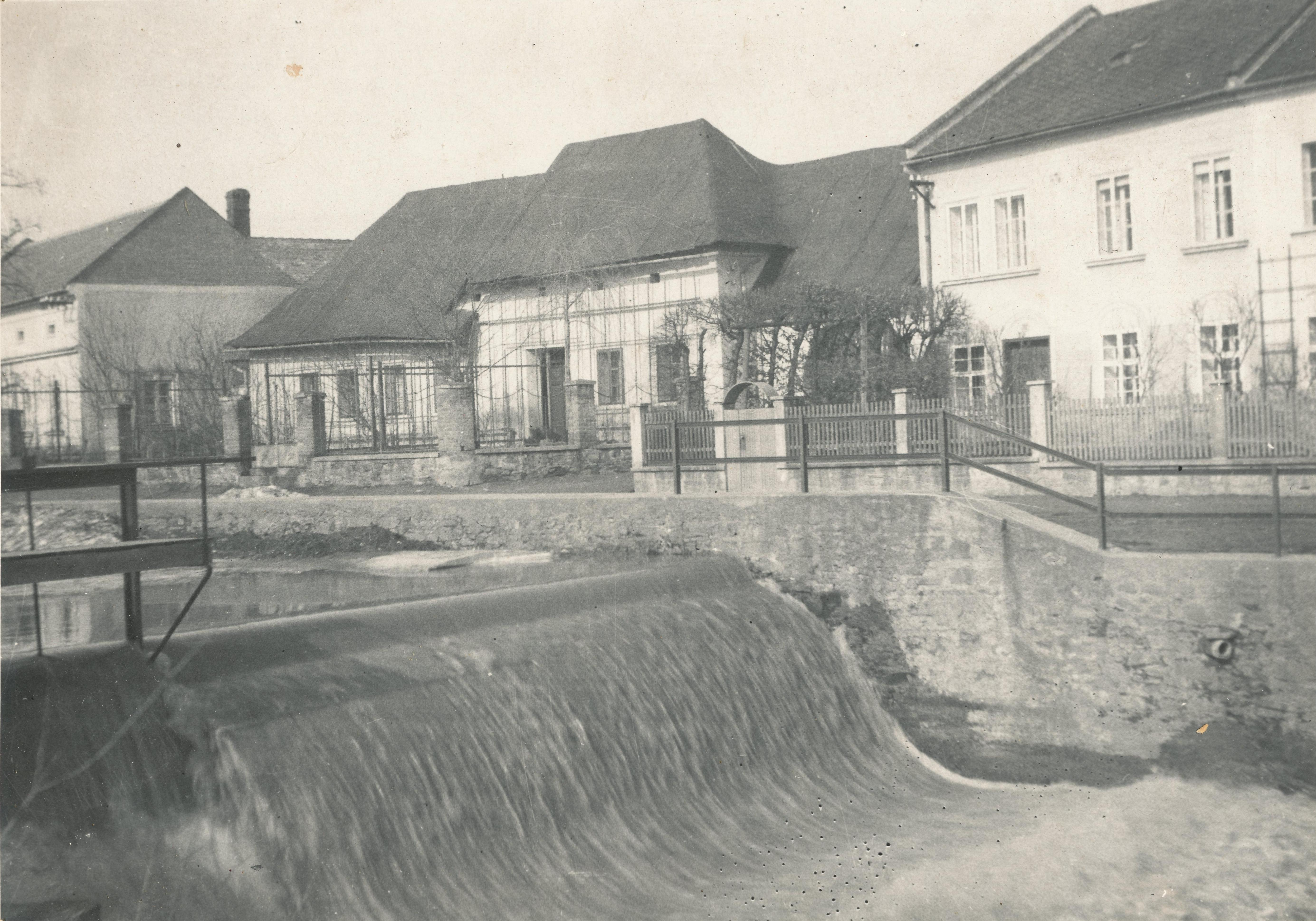
Jez v Dolním Závodí na řece Hané, bez data (30. léta 20. století)
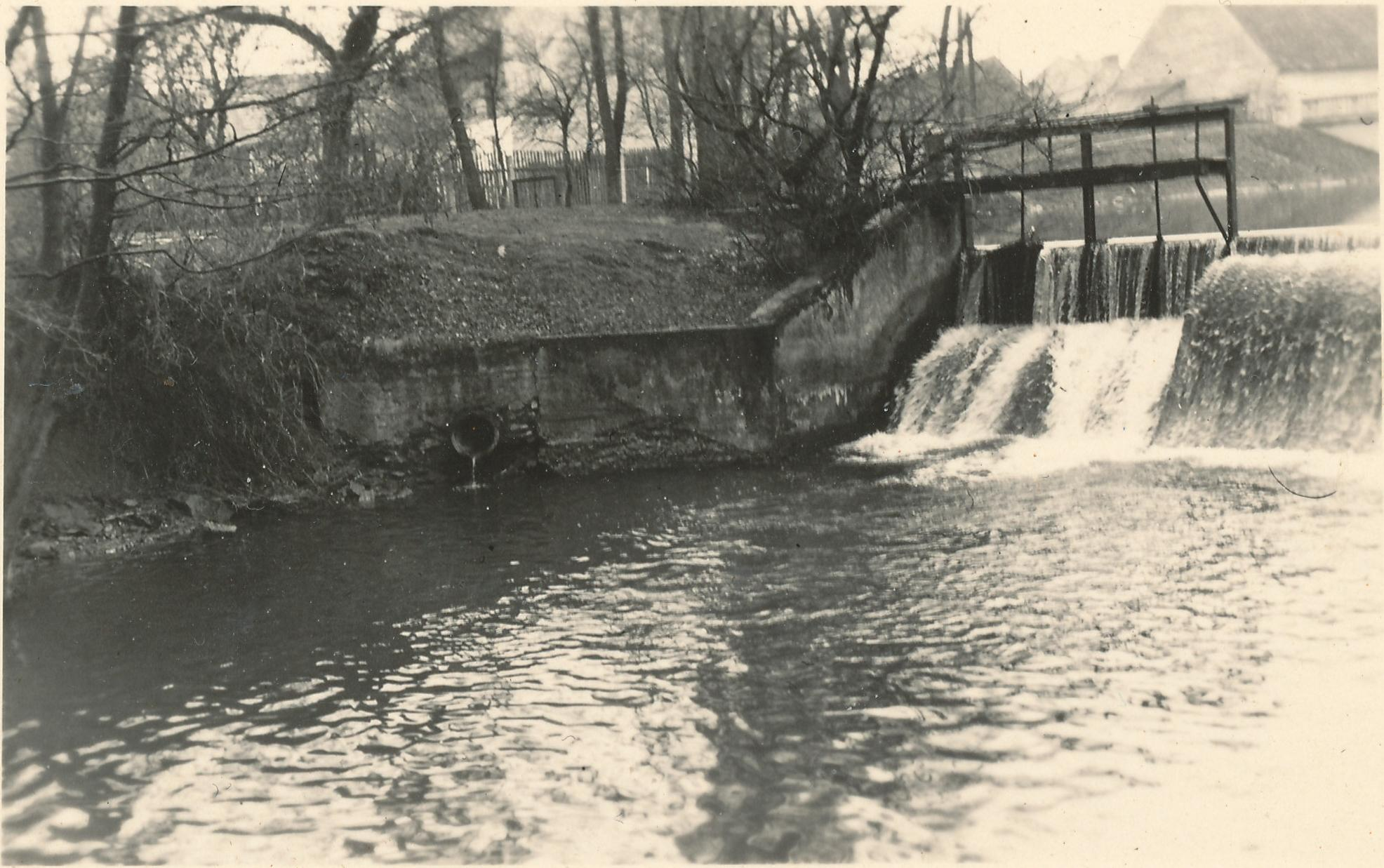
Jez pod mostem přes Hanou v Dědicích (před 1965)

#### Turbíny

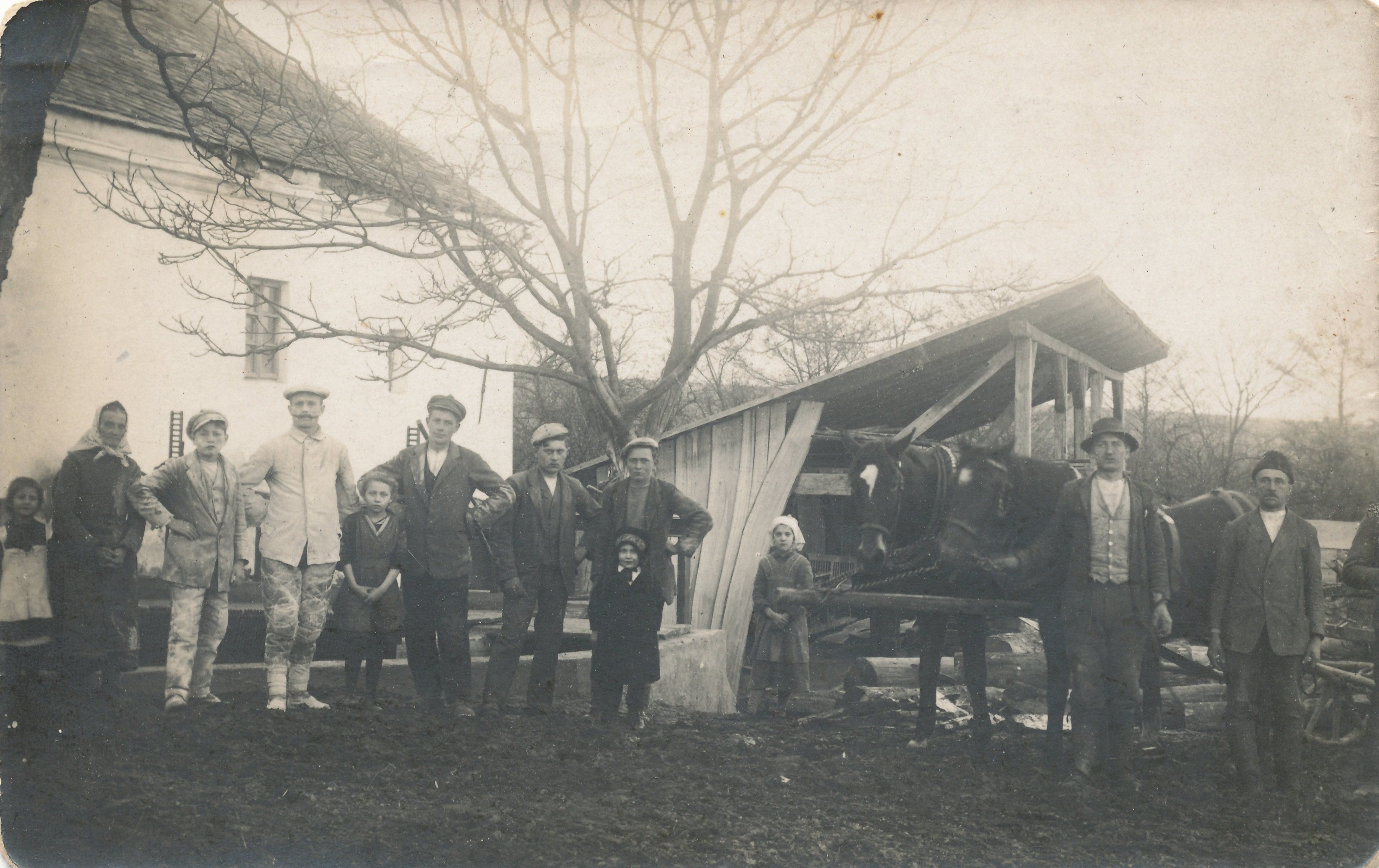
Starý Fricův mlýn na konci 10. let 20. století, nový lamfešt

Původní čtyři kola na vrchní vodu nahradily dvě horizontální Francisovy turbíny postavené v místě bývalé lednice (množství vody 0,265 a 0,200 m³/s, spád 4,8 m, normální výkon vodního díla 12,7 a 9,6 KS).
Turbíny byly vyrobeny s ruční regulací s vodorovnou hřídelí a vestavěny do nové betonové komory. Průměr vnějšího kola menší turbíny je 350 mm, rozváděcí kolo má 10 pohyblivých lopatek. Turbína je dimenzována na maximum 200 l za sekundu, což při spádu 480 cm dávalo výkonnost 9,7 KS. Oběžné kolo větší turbíny má průměr 350 mm. V rozváděcím kole je 10 rozváděných lopatek. Zaručený účinek při plném otevření turbíny je 260 l za sekundu. To při spádu 480 cm dává výkonnost 13 KS. Oběma plně otevřenými turbínami procházelo maximální množství 465 litrů za sekundu, což odpovídalo schopnostem dřívějších čtyř vpustních stavidel na vodní kola.

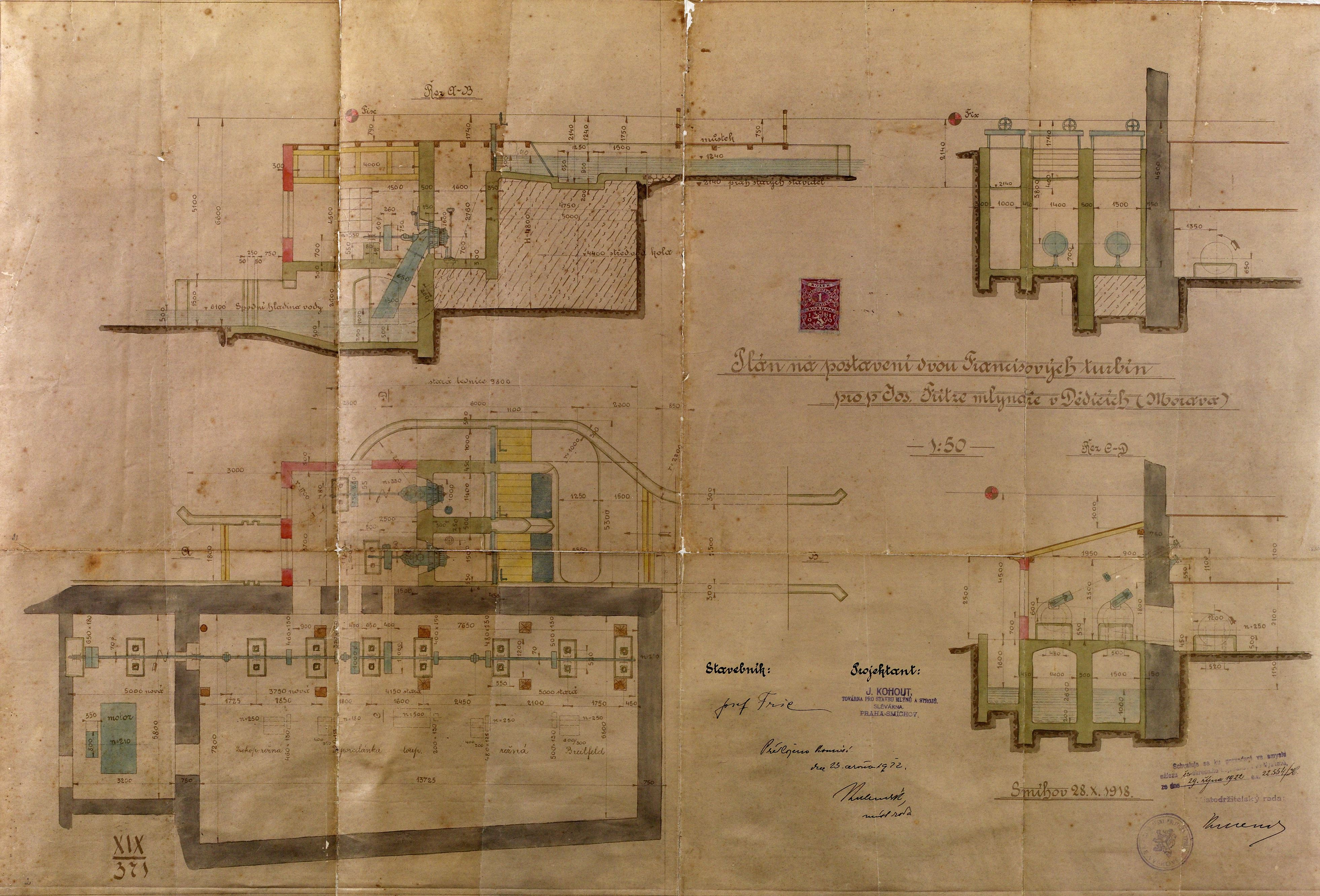
Plán na postavení dvou Francisových turbín pro Josefa Frice mlynáře v Dědicích. 28. 10. 1918
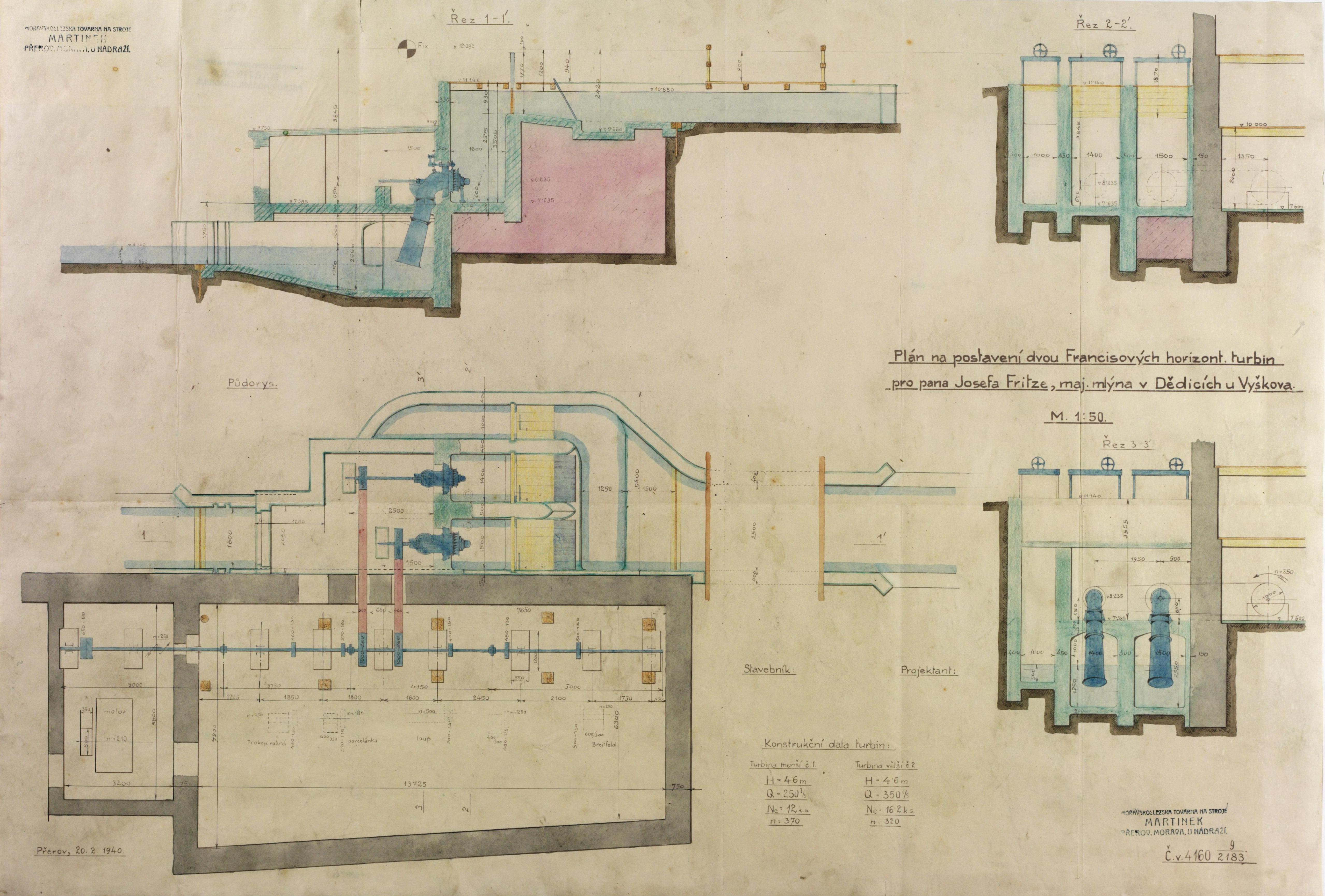
Plán na postavení dvou Francisových turbín pro Josefa Frice mlynáře v Dědicích. 20. 2. 1940

#### Hamy a most
Byla zřízena hamovní značka (dvě výškové pevné značky) a vedle mlýna byl přes náhon v 1. polovině 20. let postaven železobetonový most. První značka sloužící k zajištění výškové polohy zdýmacího zařízení byla zřízena u jezu na pravém břehu Hané ve vzdálenosti 7 m od vnitřní stěny pravostranného jezového křídla. U mlýna byla zřízena druhá značka sloužící k zjištění výškové polohy napouštěcího zařízení na vodní motory. Tento ham byl zřízen na levém břehu mlýnského náhonu u rohu hlavní mlýnské budovy 1 m od náhonu a 1 m ode zdi mlýnice.

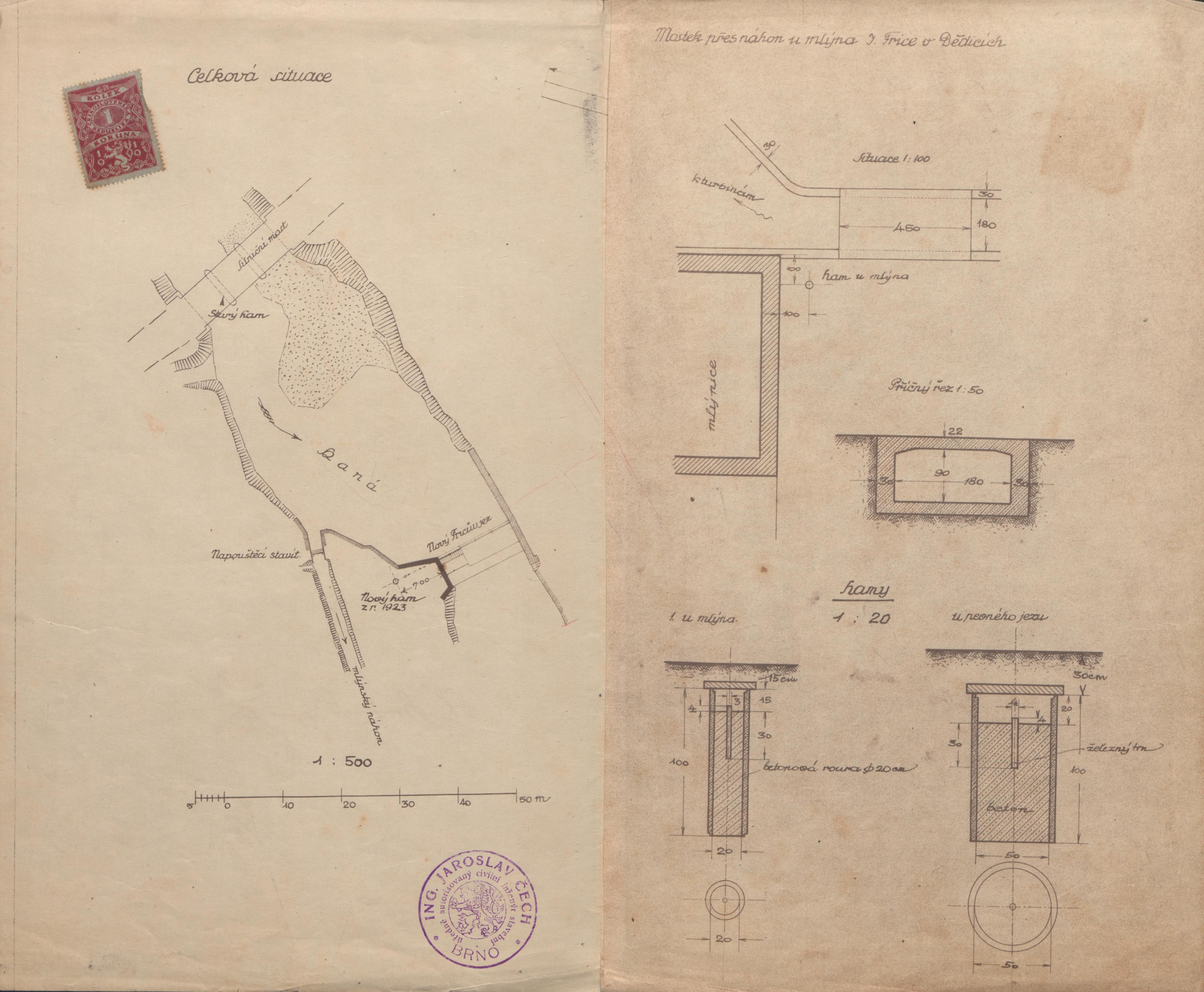
Most u mlýna přes náhon a situace Fricova jezu na Hané

#### Pila

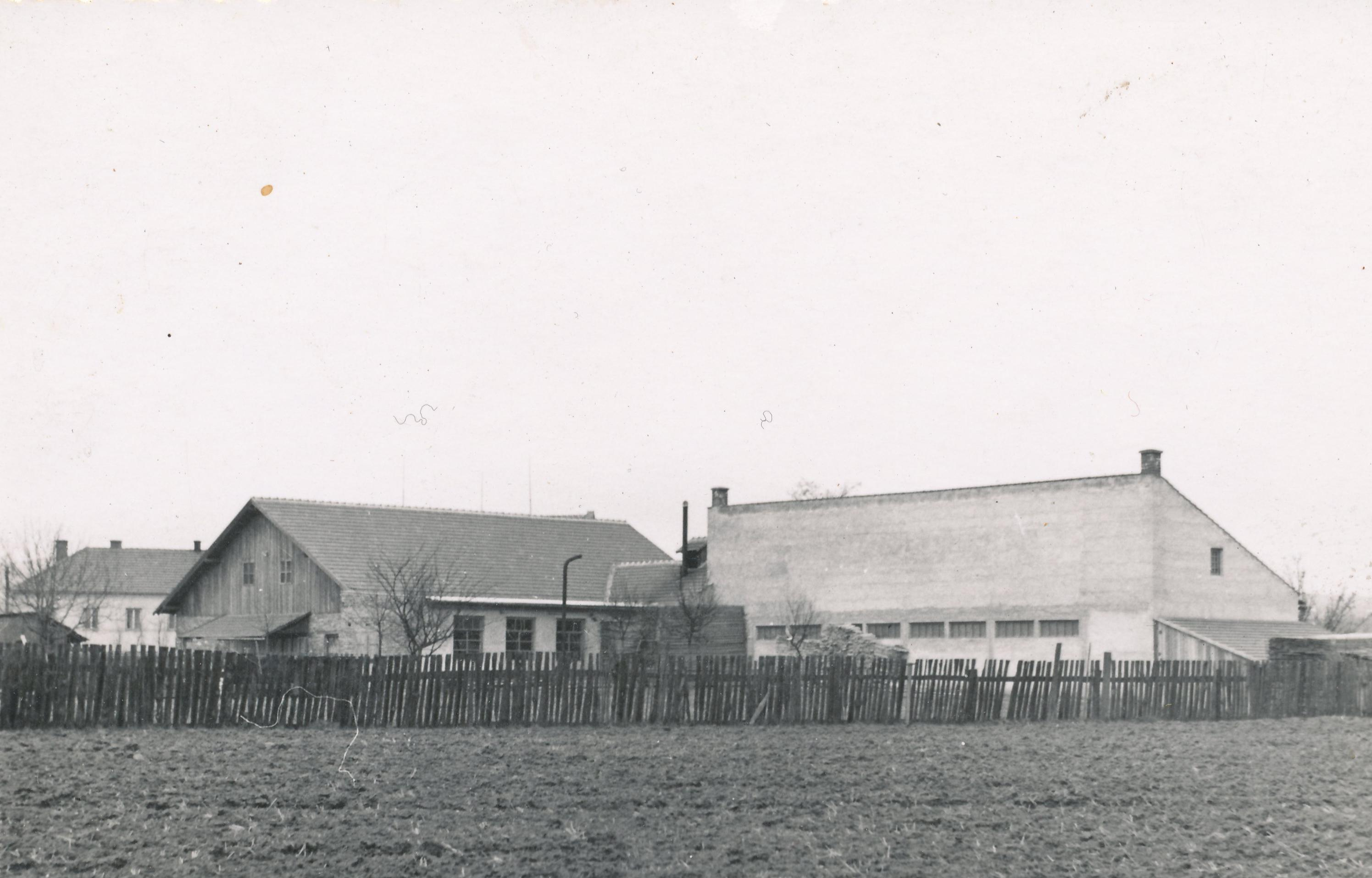
Nová pila a bednárna Josefa Frice, bez data (40. léta 20. století)

Na konci 20. let 20. století získal areál po požáru staré pily 5. srpna 1927 novou pilu. Po 2. světové válce byla v roce 1948 na firmu Josef Fric pila a obchod dřevem zavedena národní správa a o něco později okolo poloviny 20. století pila zanikla.

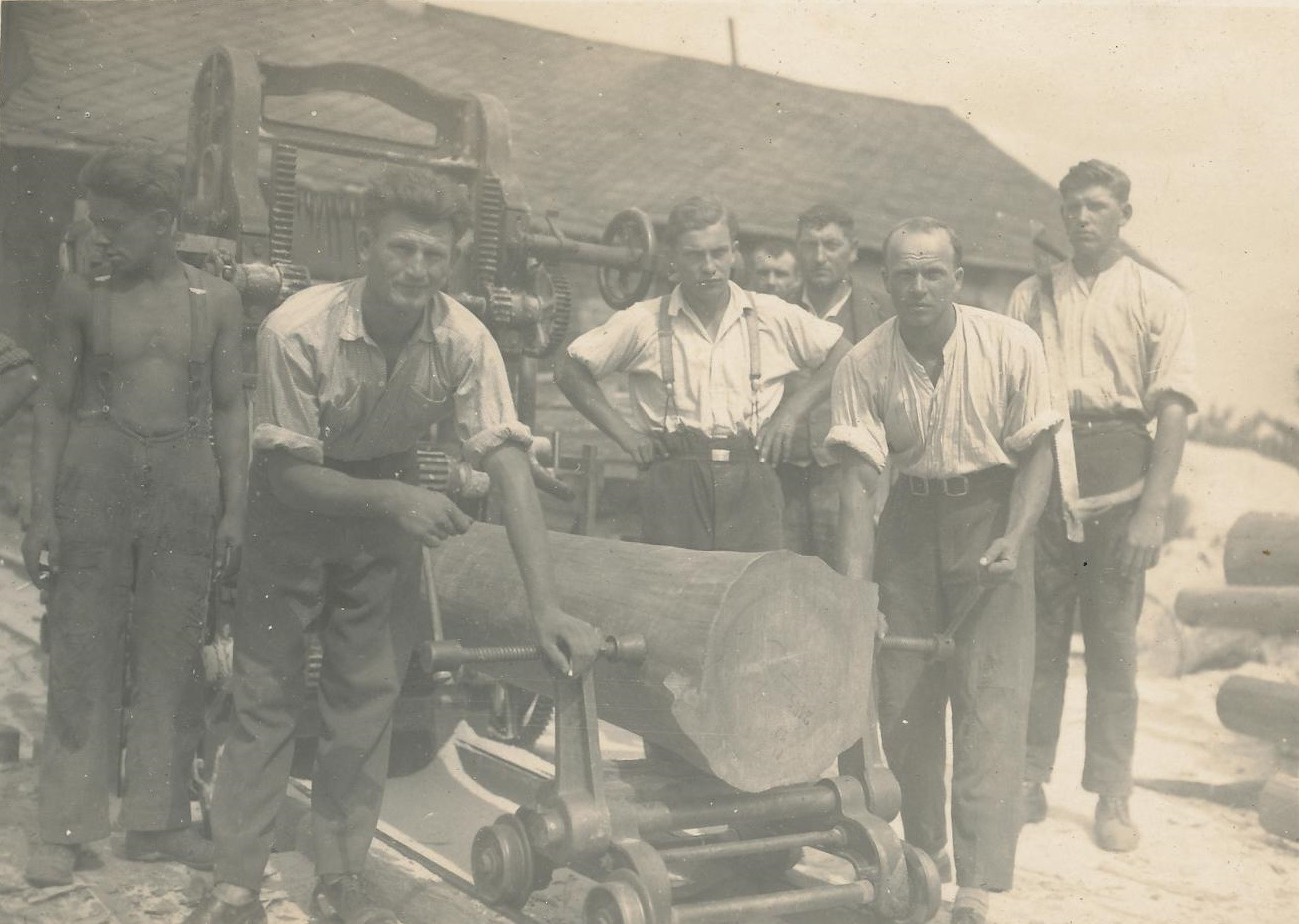
Fricova pila, bez data (30. léta 20. století)
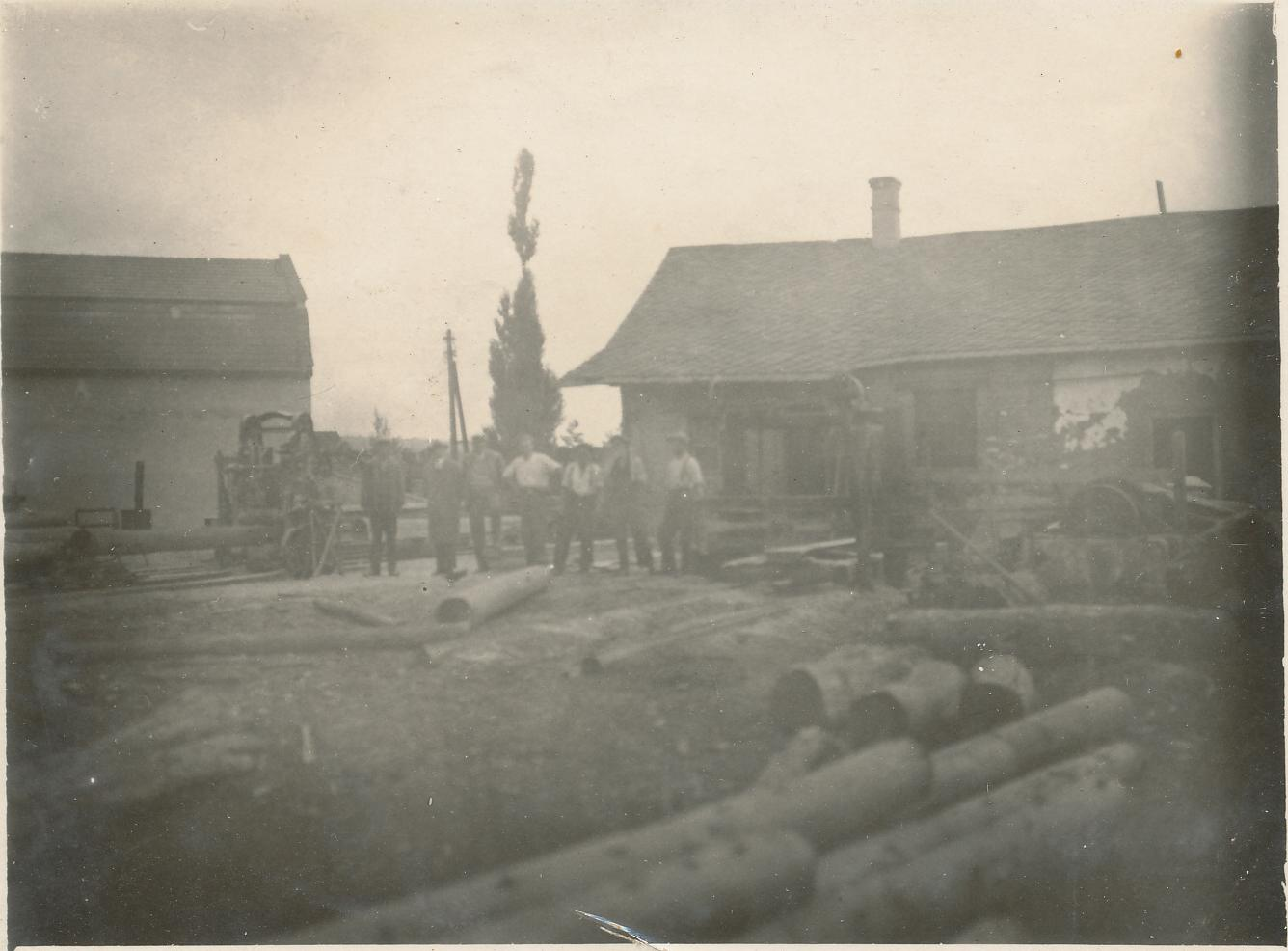
Fricova pila, bez data (30. léta 20. století)
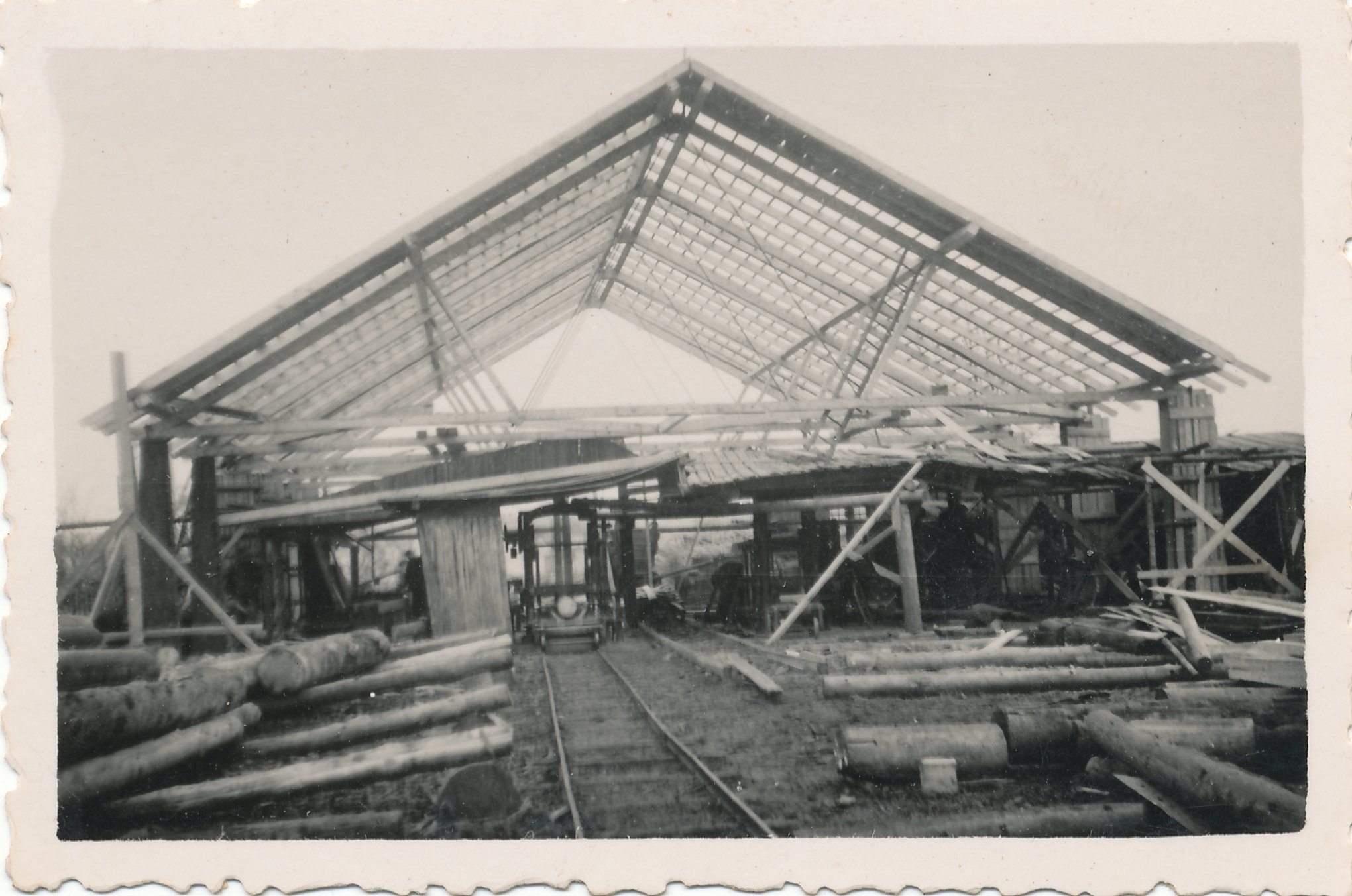
Stavba nové Fricovy pily, bez data (30. léta 20. století)
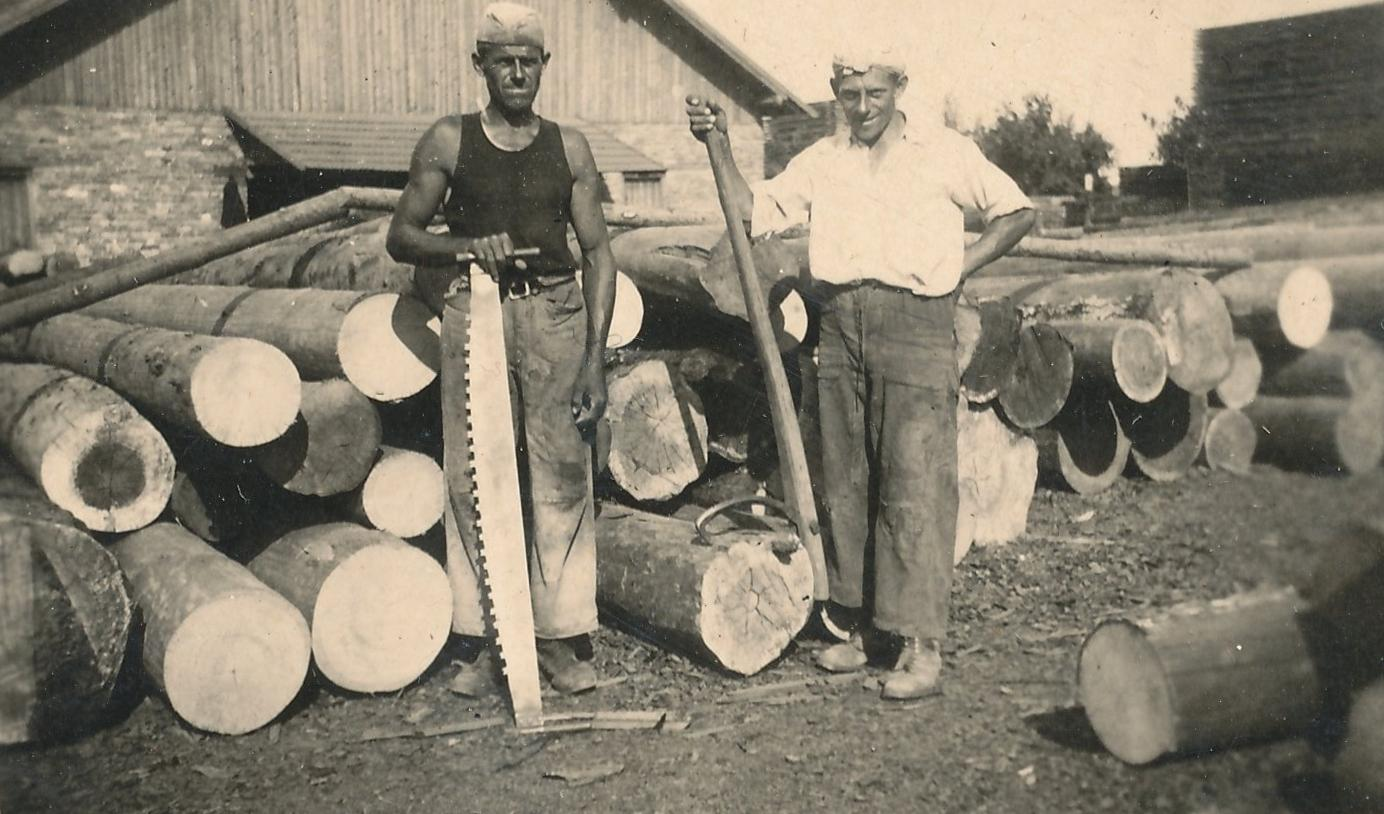
Nová pila Josefa Frice, bez data (30. léta 20. století)
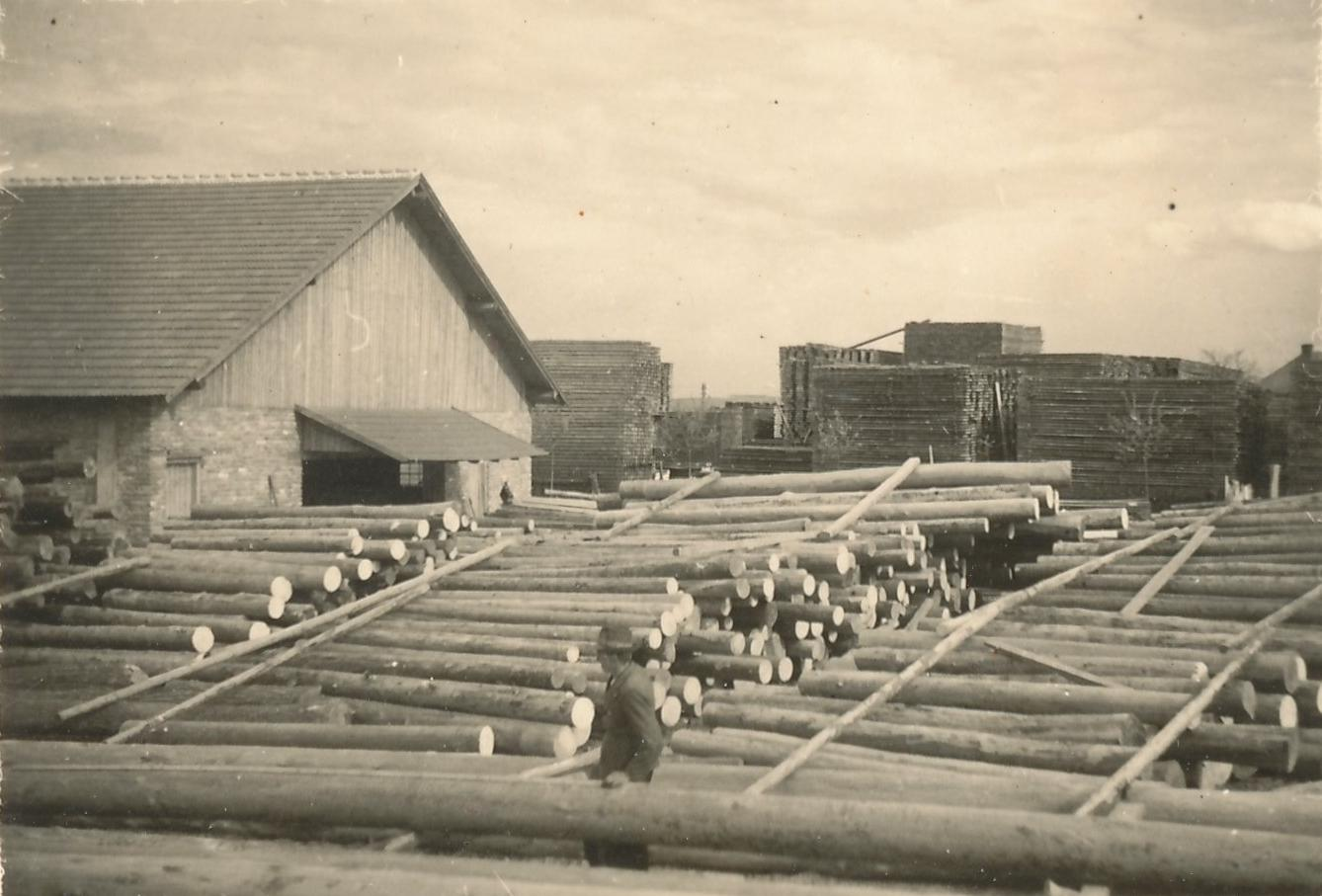
Nová pila Josefa Frice, bez data (30. léta 20. století)
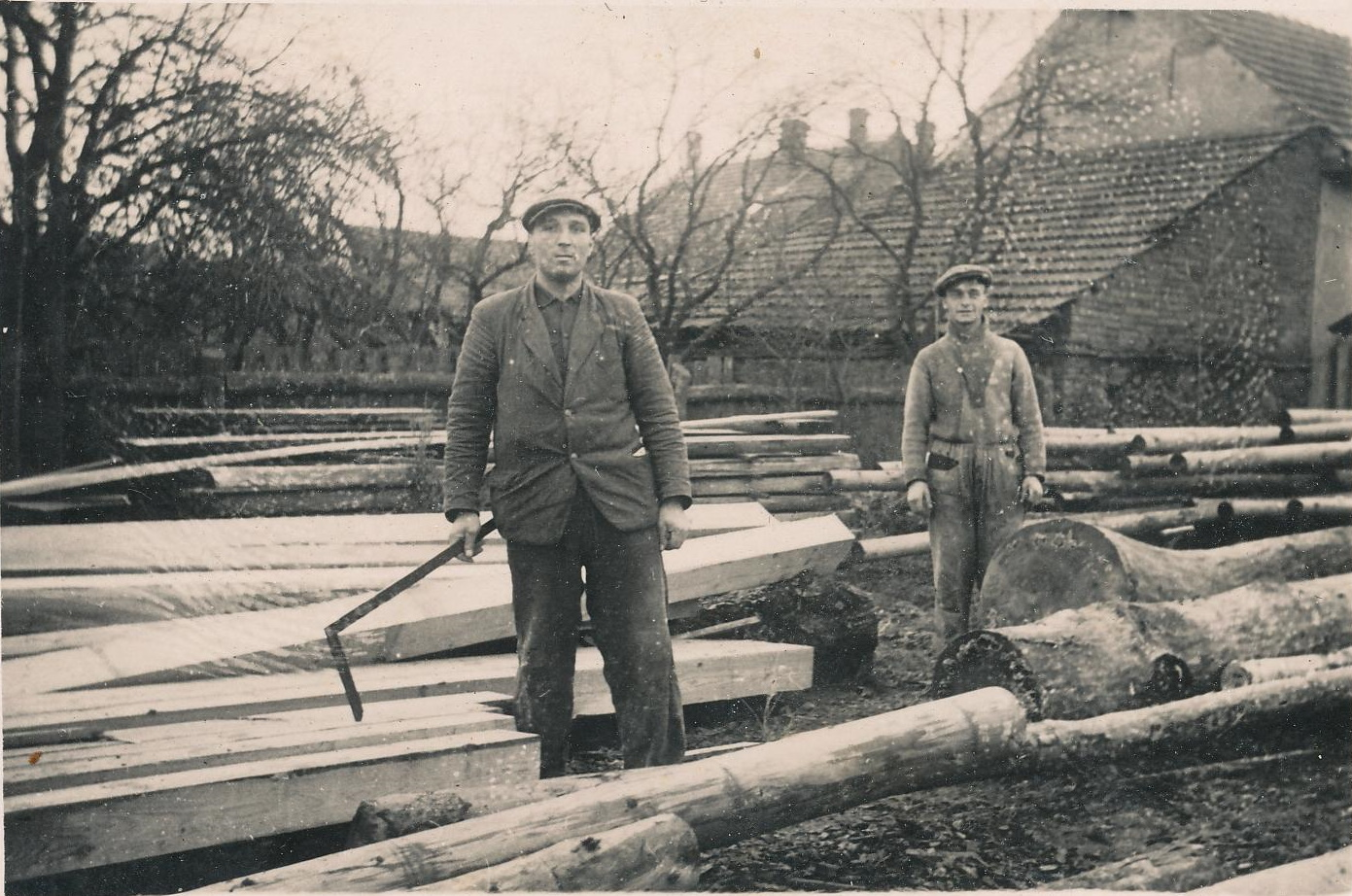
Fricova pila, bez data (asi 30. léta 20. století)
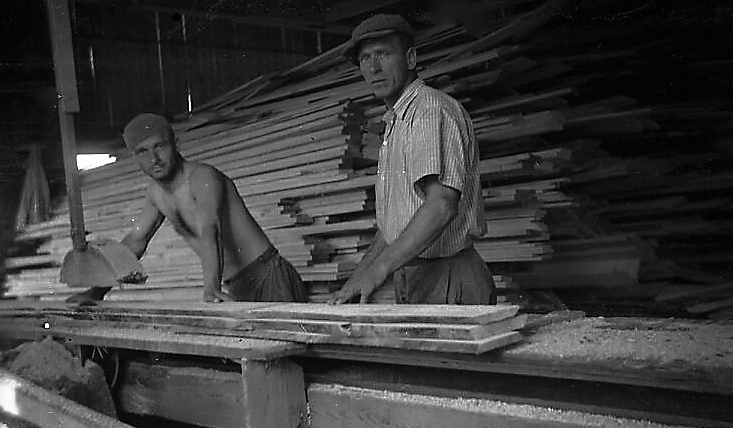
Pila Josefa Frice v Dědicích, bez data (asi 30. léta 20. století)

### 30. léta 20. století

#### Rekonstrukce mlýna

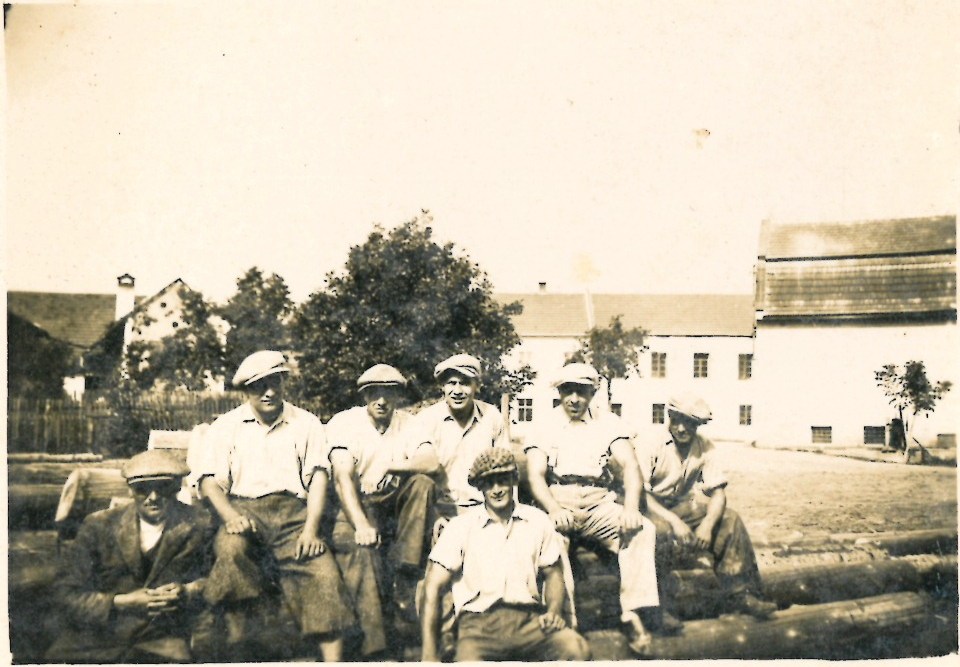
Pohled na rekonstruovaný Fricův mlýn a náměstí vedle něj z prostoru pily na začátku 30. let 20. století

Od 1. ledna 1925 byl mlýn po celou druhou polovinu 20. let pronajímán. Prvním nájemcem byl František Pavlíček, druhým známým nájemcem byl Jan Pírek. 21. března 1930 mlýn vyhořel a prošel rekonstrukcí. Žádost o povolení přestavby vyhořelého mlýna podal Josef Fric, člen Společenstva mlynářů politického okresu Vyškov, 2. května 1930. Původní půdorys základu zůstal zachován. Novostavba měla mít dvě patra. Kolaudace mlýna po dokončení rekonstrukce proběhla v roce 1931.
Mlýn byl znovu postaven nákladem 460000 K. Skoro celé znovuzařízení mlýna bylo provedeno na úvěr a ještě v roce 1940 nebyla z tohoto dluhu značná část zaplacena. Podnik byl zaměstnáván pouze námezdním mletím, poněvadž na obchodní mletí Josef Fric neměl peníze. Také námezdního mletí nebylo mnoho, protože po všech úpravách mlýn musel mleče teprve získávat.

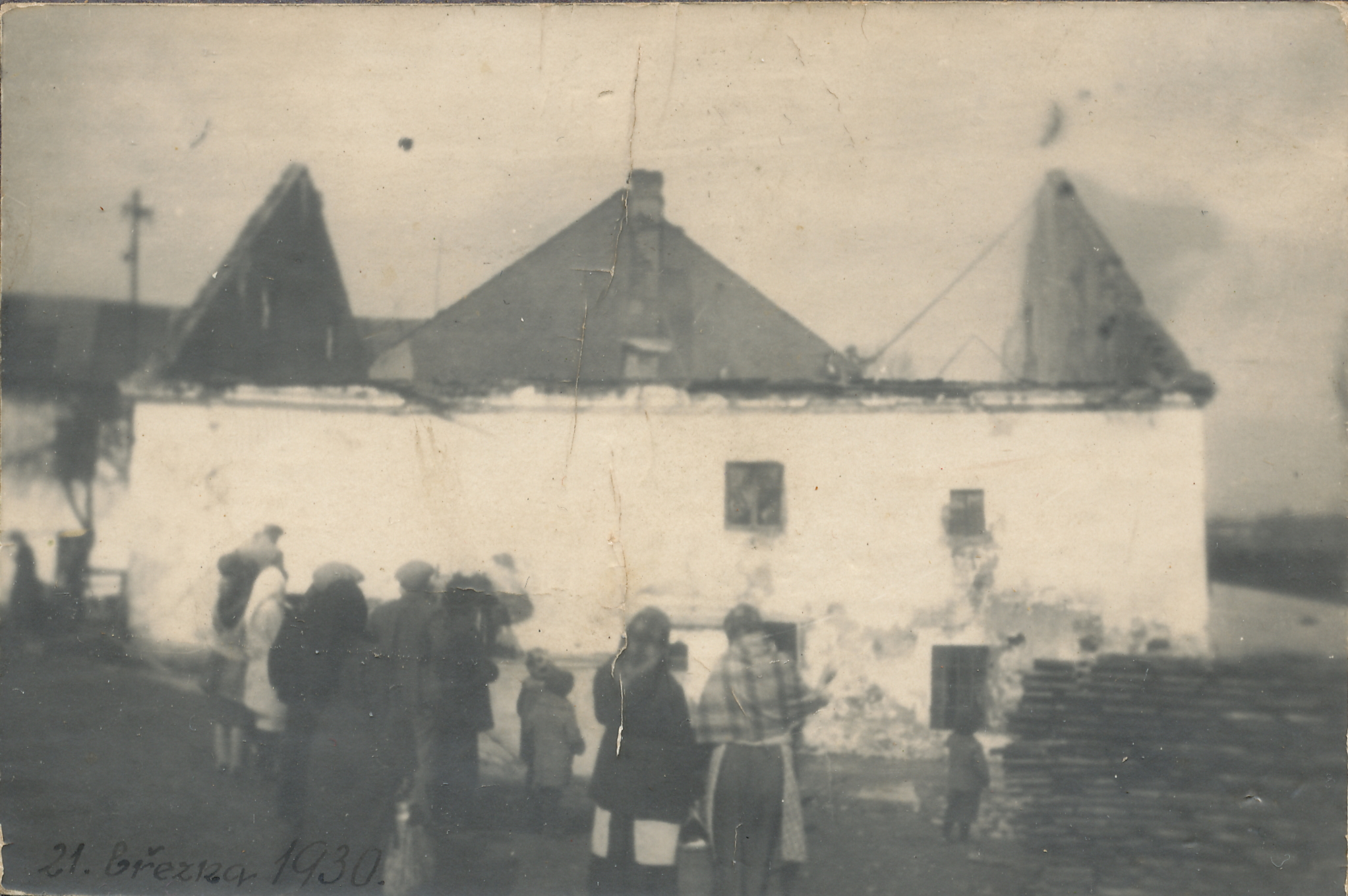
Starý Fricův mlýn po požáru 21. března 1930
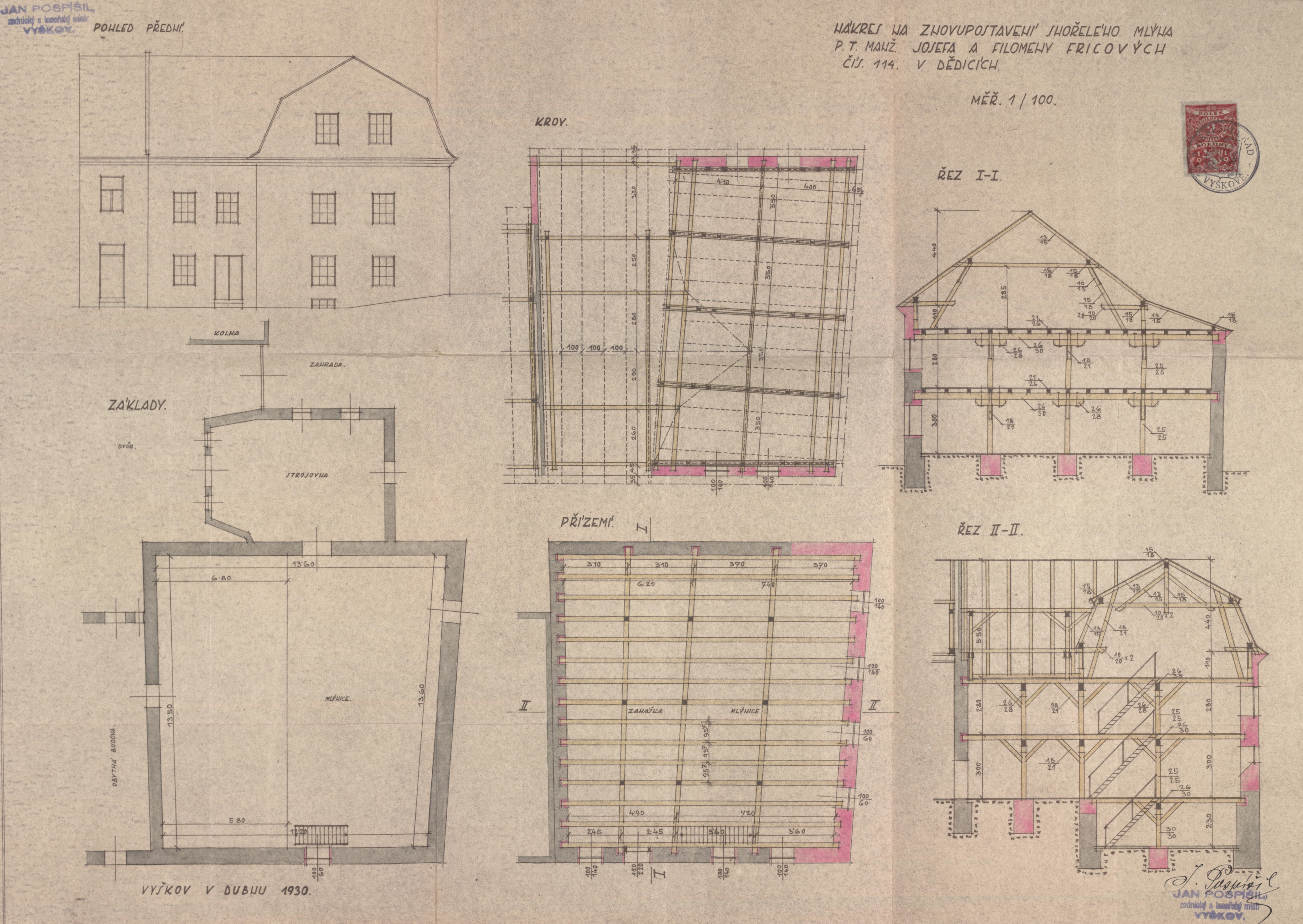
Nákres z dubna 1930 na znovupostavení mlýna
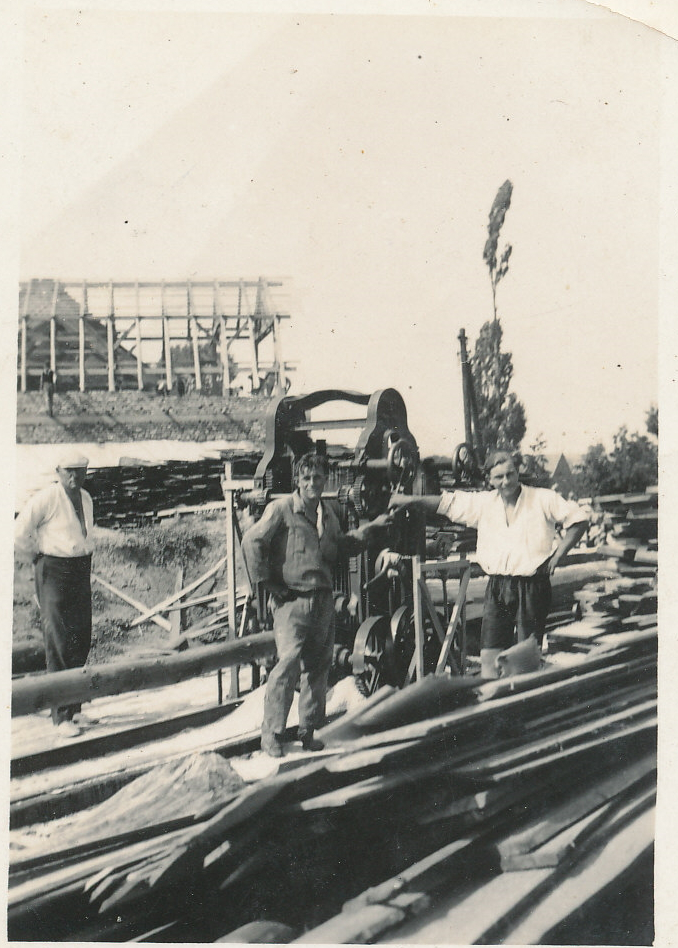
Rekonstrukce Fricova mlýna na začátku 30. let 20. století. Pila
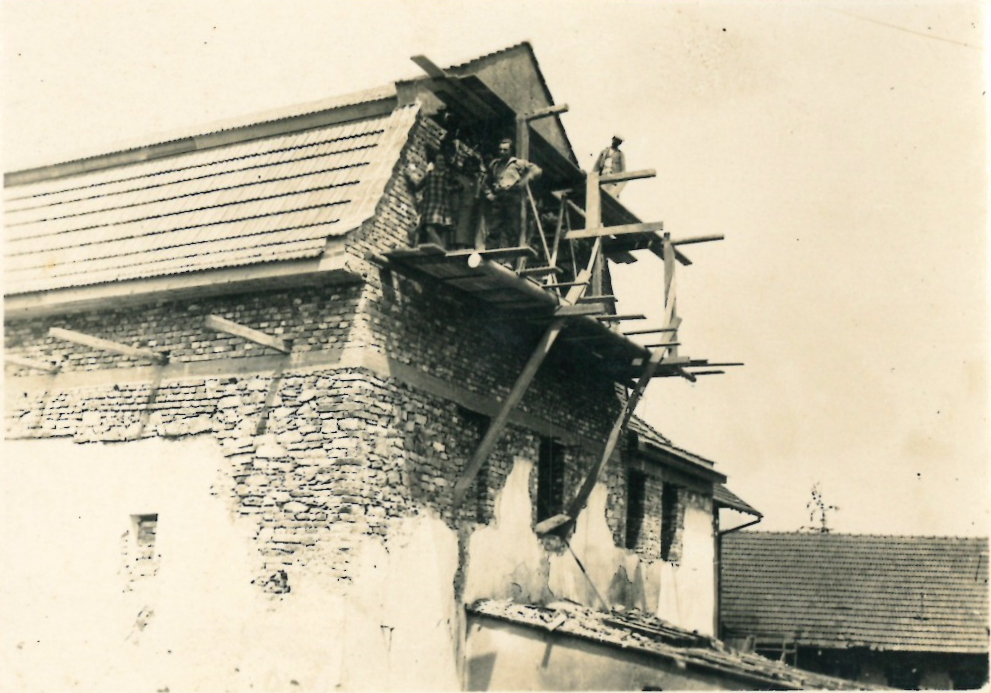
Rekonstrukce Fricova mlýna na začátku 30. let 20. století
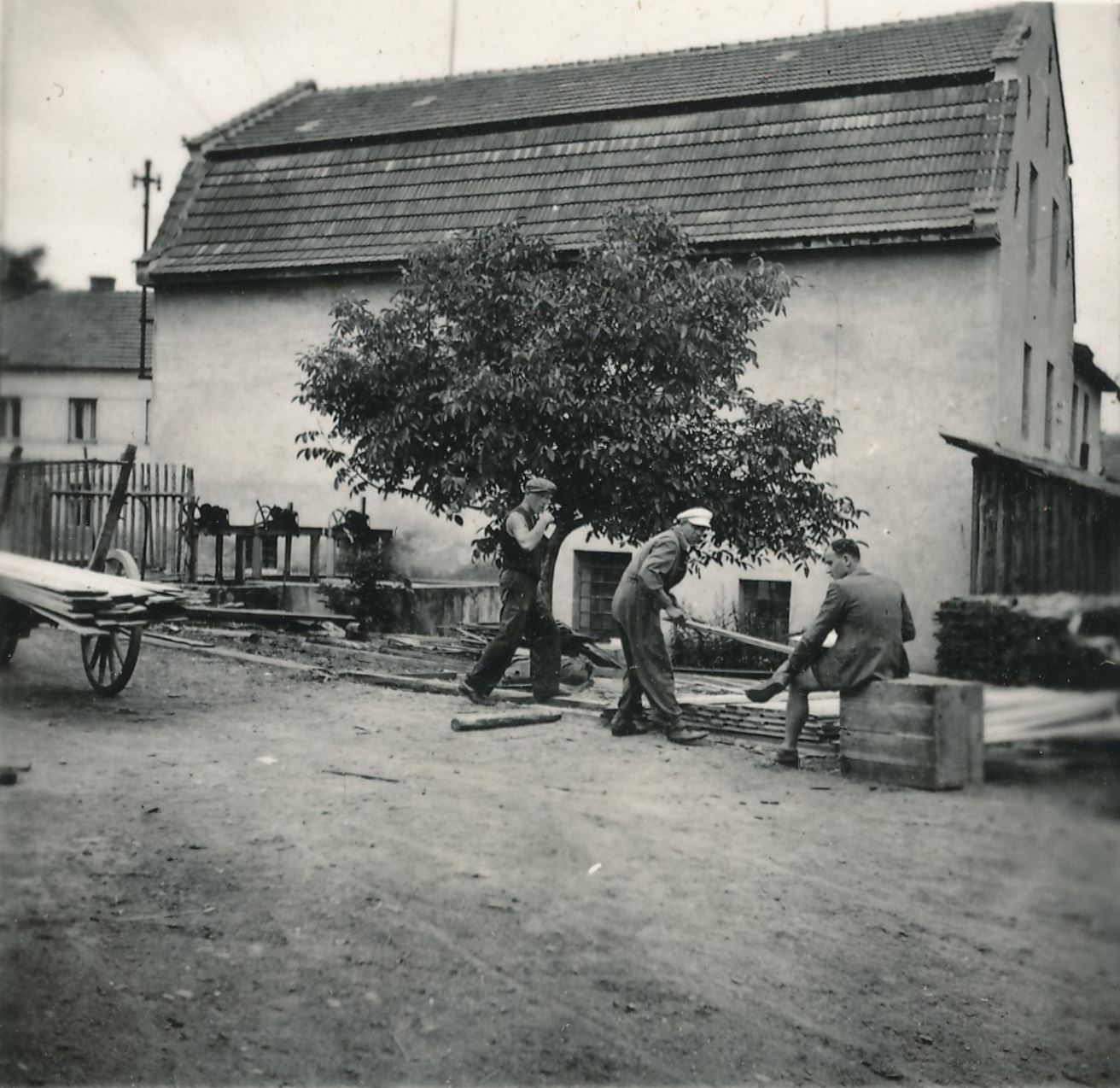
Mlýn Josefa Frice, po rekonstrukci, bez data (30.–40. léta 20. století)

#### Povodeň v roce 1931
Dědice v březnu 1931 postihla velká povodeň. Proběhla povodeň, že nebylo pamětníka větší. Předtím napadlo zvláště na horách hodně sněhu. Nikoho však nenapadlo, že by se tento sníh mohl stát městečku osudným. V neděli odpoledne se obloha zatáhla černými mraky a k večeru se spustil déšť, který se na horách proměnil ve velikou průtrž mračen. Velké spousty deště sníh v lesích a na horách rozpustily. Proudy vody byly tak mocné, že během asi dvou hodin bylo zaplaveno všechno okolí městečka Dědice a zároveň všechny domky a domy v Dědicích nacházející se při řece Hané. Následkem průtrže mračen a v horách nahromaděného sněhu řeka Haná vystoupila do výše 3 metrů, místy až 5 metrů nad normálem. S touto povodní se dala srovnat pouze katastrofální povodeň z roku 1814. Největší škody utrpěli majitelé vodních mlýnů. Ti totiž nemohli učinit žádná včasná opatření, neboť příval přišel nečekaně v noci, po desáté hodině. Za necelou půl hodinu už řečiště Hané příval vody nemohlo pojmout, a ta se přelila přes břehy. Otevření hlavních stavidel jezů při takové spoustě vody ve výsledku znamenalo převelice málo. Hlavní škody se staly na vodních dílech: na jezech, opěrných zdivech, mlýnských strouhách, březích, dále pak ve mlýnech zaplavením obilí a mouky, znečistěním, poškozením strojů, příbytků, a konečně na pozemcích souvisejících s mlýny. Mezi škodami způsobenými ve dnech 22. a 23. března 1931 byla i odplavená opěrná zeď při jezu Josefa Frice. Došlo k poškození jezu a na několika místech k protržení mlýnského náhonu. Mlynářský průmysl se již během roku 1930 nalézal v kritické situaci, kdy mletí bylo omezeno na nejmenší míru. Když se k tomu koncem roku přidala hospodářská krize, mlynáři sotva uhájili své živobytí.

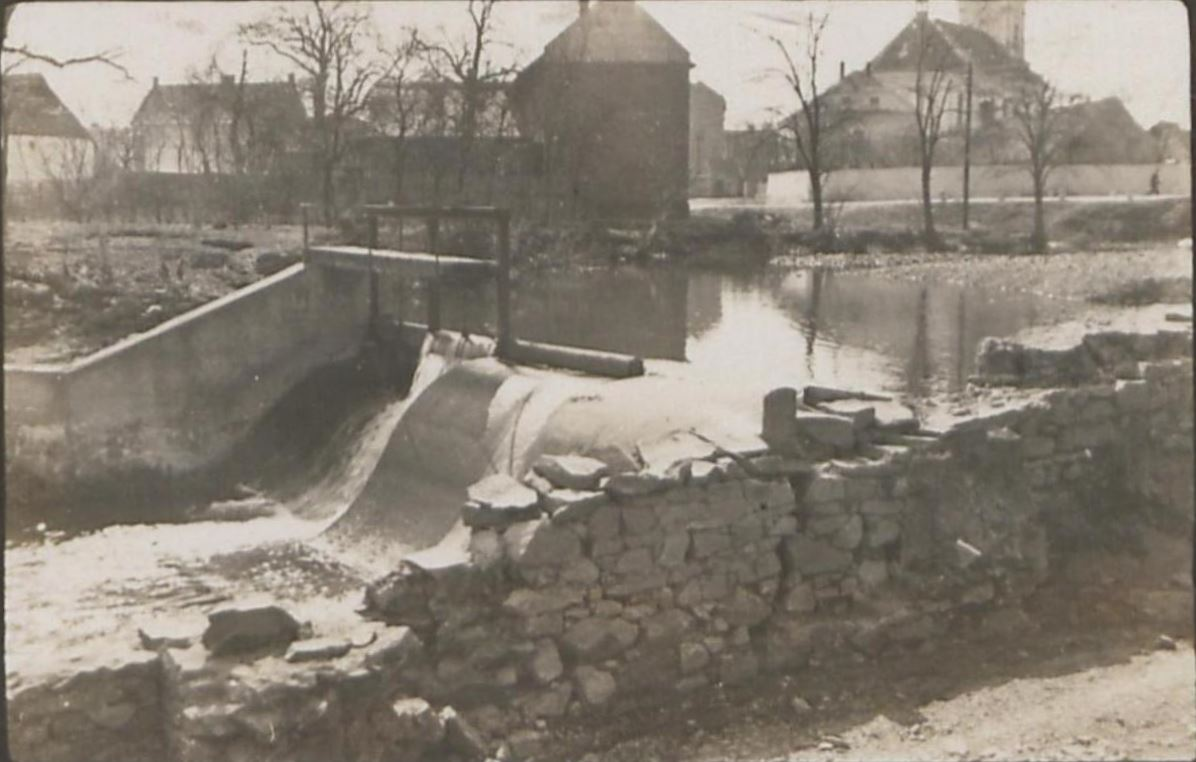
Fricův jez po povodni 22. a 23. března 1931
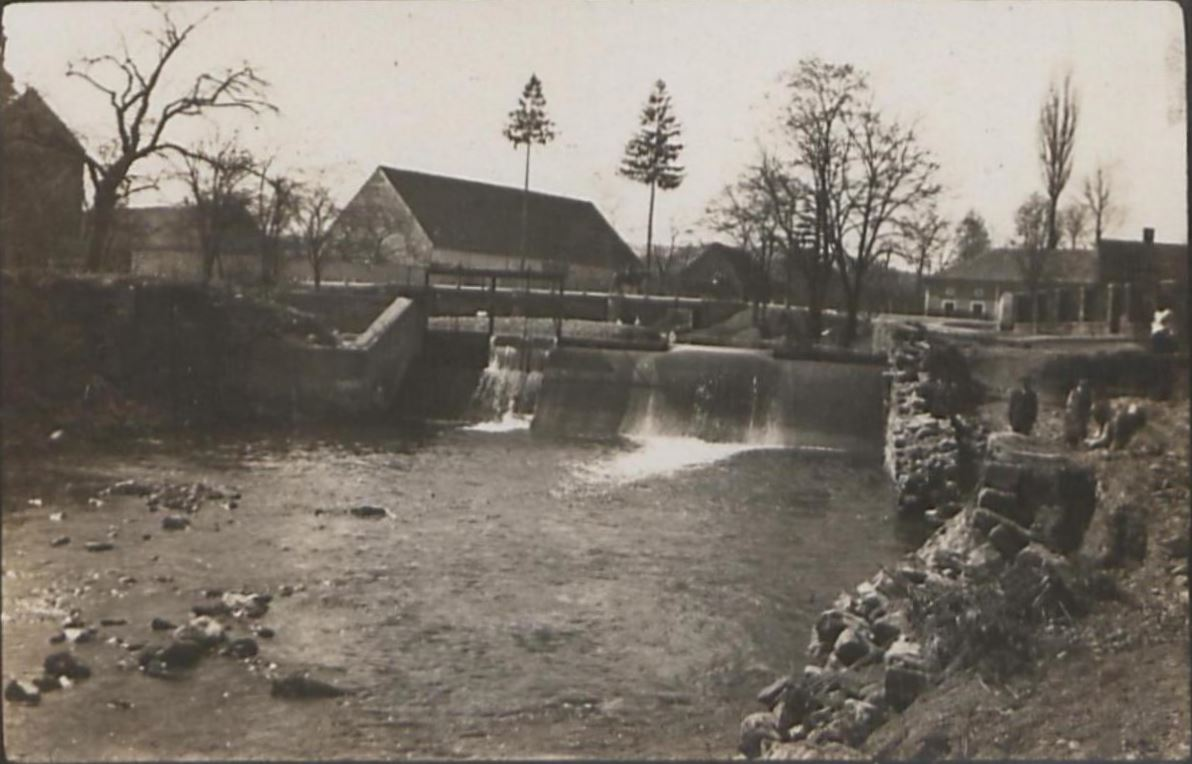
Fricův jez po povodni 22. a 23. března 1931. Pohled proti toku spojené Hané v Dědicích
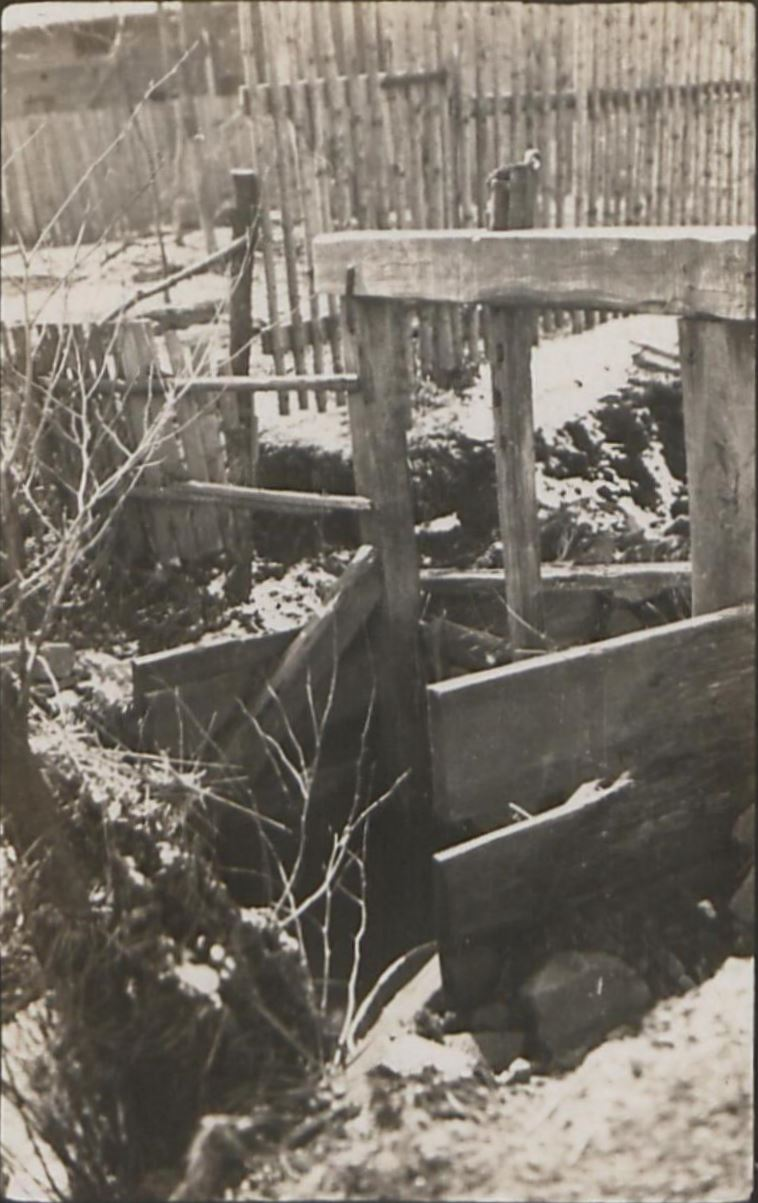
Poškozená hráz a stavidlo na náhonu poblíž Fricova jezu po povodni 22. a 23. března 1931

#### Rozsah vodního oprávnění

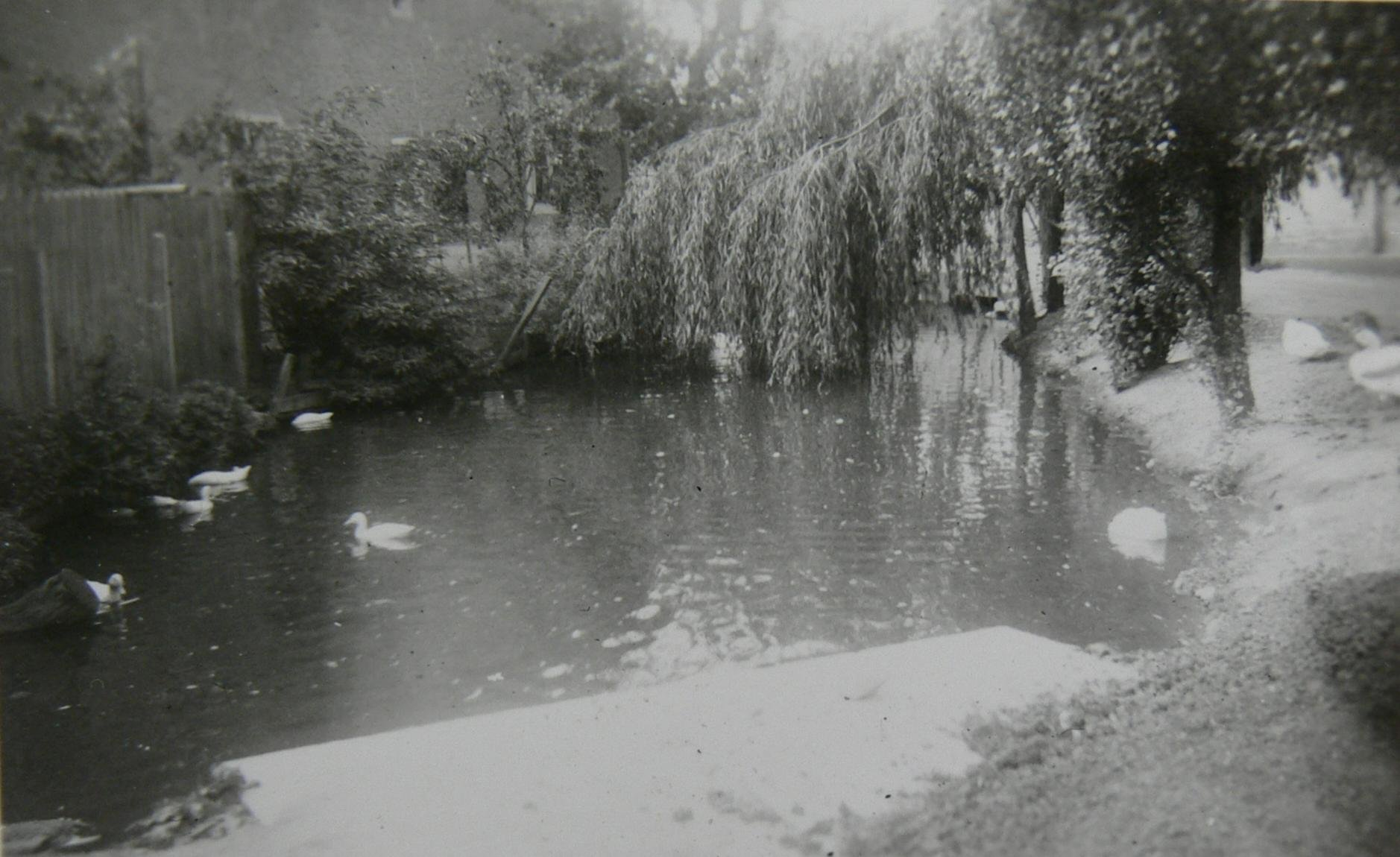
Rybníček před mlýnem, bez data (30.–40. léta 20. století)

V roce 1932 byla provedena revize vodního díla. Byl stanoven rozsah vodního oprávnění a proveden zápis do vodní knihy Dědic. Mlýny Josefa Frice v Dědicích, Anežky Tomáškové v Dědicích a Jaromíra Součka ve Vyškově mezi sebou navzájem souvisely, takže vzdutá voda u Součkova jezu zasahovala do podkolí mlýna Tomáškové a voda od mlýna Tomáškové do podkolí Fricova mlýna. Mlýny mezi sebou byly spojeny průběžnou nivelací.

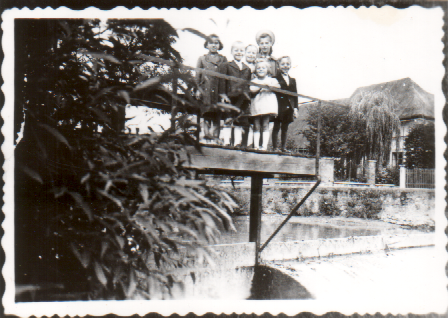
Děti nad stavidlovou výpustí Fricova jezu na Hané v Dědicích

#### Zápis mlýna do mlynářského rejstříku
Mlynářské výrobní odvětví měl ve 30. letech stabilizovat státní dohled nad mlynářskou výrobou. Josef Fric, který byl členem Společenstva mlynářů politického okresu Vyškov, se v srpnu 1935 stal členem Mlynářského družstva pro nákup a prodej při Jednotách mlynářů v republice Československé. Sbor pro záležitosti mlynářské výroby při ministerstvu průmyslu, obchodu a živností v Praze, skupina mlýnů obchodních mlýnu 23. září 1935 ověřil prozatímní roční kontingent obchodního mletí. Základní množství obchodního mletí bylo ověřeno 19. září 1935 ve výši 410 q žita (obchodní kontingent k 31. červenci 1937 podle vládního nařízení 168/1935 Sb. z. a n.). Československá obilní společnost v lednu roku 1936 vydala potvrzení o odběru a semílací povolení. V roce 1939 byl mlýn zapsán do mlynářského rejstříku. Výsadní obilní společnost v listopadu 1939 mlýnu stanovila prozatímní přidělovací číslo 410 q žita.

### 40. léta 20. století

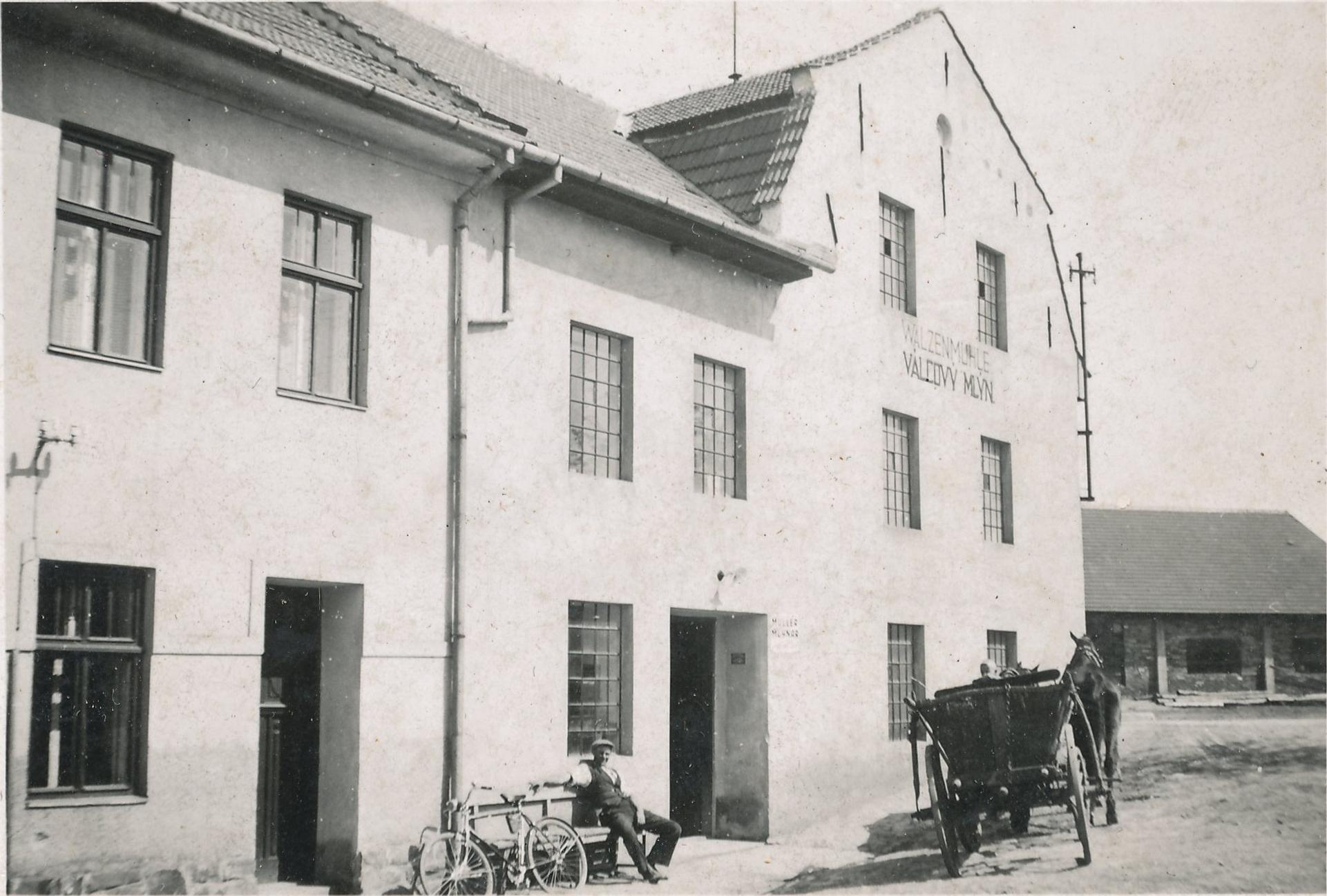
Nový Fricův mlýn, bez data (začátek 40. let 20. století)

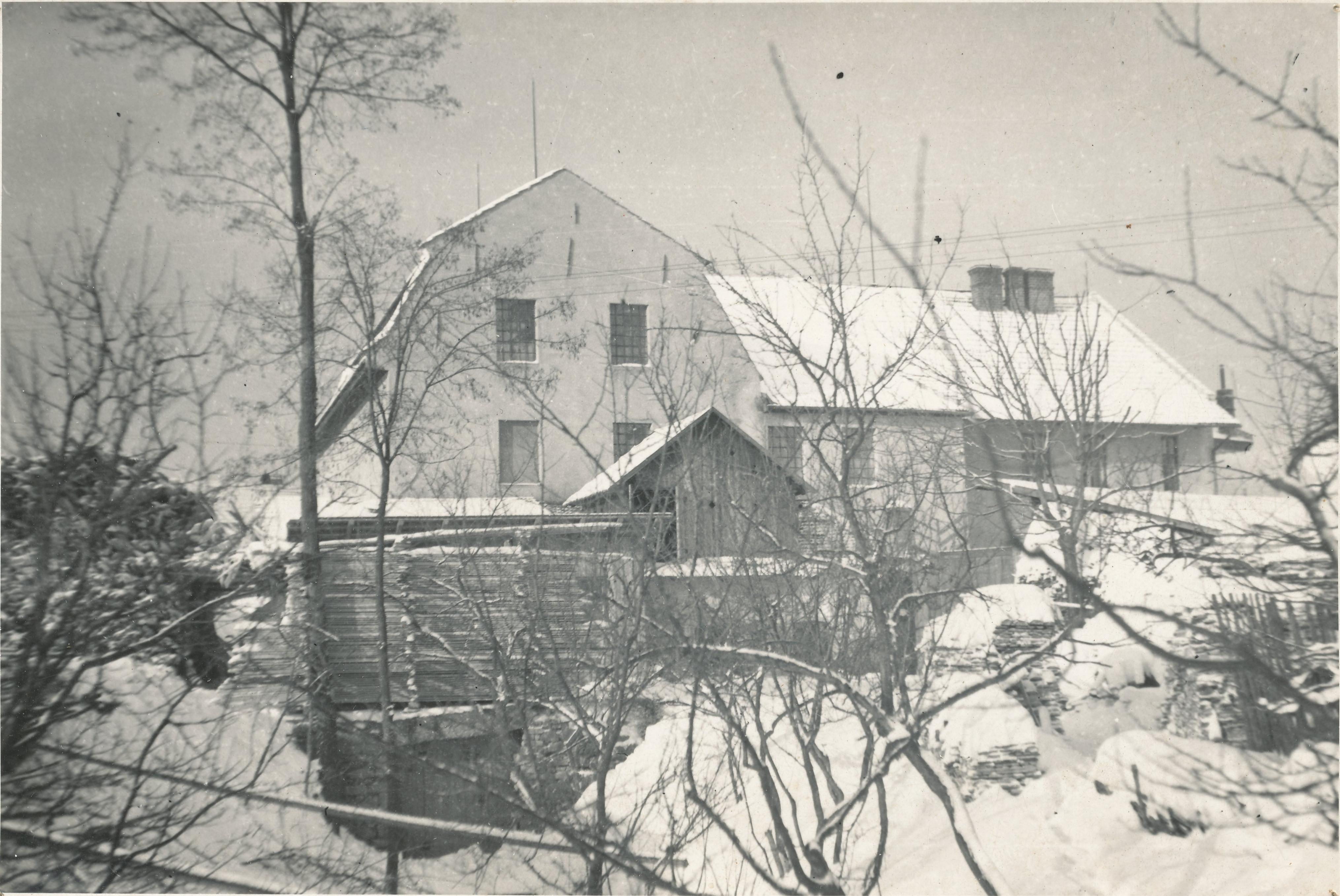
Nový Fricův mlýn

Výsadní obilní společnost výměrem z 23. února 1940 mlýnu přidělila kontingent pro obchodní mletí ve výši 410 q pro žito. Přidělovací číslo pro obchodní mletí bylo možno stanovit buď propočtem obchodních semelků ohlášených Výsadní obilní společnosti za měsíce březen až srpen 1939, nebo ve výši starého obchodního kontingentu dle vládního nařízení 168/1935 Sb. z. a n. V letech 1937 až 1939 obchodní mletí nebylo omezováno žádnými předpisy. V únoru 1940 Výsadní obilní společnost vyzvala k volbě námezdního kontingentu pro výrobní období 1939/1940. Námezdní kontingent pšenice a žita dohromady stanovený 20. května 1940 činil 740 q. Provoz ve mlýně v roce 1940 značně utrpěl špatnou úrodou, dále postavením mlýna v sousedních Drnovicích a zastavěním velké části pozemků katastru Dědic vojenskými stavbami. Josef Fric v roce 1940 dvakrát požádal o zvýšení kontingentu, neboť podle něho 410 q žita obnášelo tak nepatrné množství, že to nemohlo stačit k udržení mlýna a k uhájení existence. Protože se ale mlýn podle zasílaných hlášení o semelcích mlýna obchodním mletím ve směrodatné době nezabýval, bylo přidělovací číslo stanoveno ve výši starého obchodního kontingentu přesně ve smyslu vyhlášky č. 18/VI Výsadní obilní společnosti a mělo mlýnu umožňovat lepší zaměstnanost v situaci, kdy nižší námezdní mletí bylo u námezdních mlýnů všeobecným úkazem, který vyplýval z omezení spotřebitelských dávek pro samozásobitele.
V roce 1941 mlynářskou živnost po Josefu Fricovi převzal Jaroslav Fric. Ten ve mlýně v letech 1932–1935 pracoval jako učeň, a potom jako tovaryš. Ve dnech 9. až 20. června 1941 absolvoval odborný kurz pro mlynáře, který byl pořádán Zemským úřadem na zvelebování živností v Brně. a v roce 1941 složil mistrovskou zkoušku.
V září 1941 byl zřízen učební poměr Mojmíra Dvořáka z Nosálovic u Jaroslava Frice.
Přidělovací číslo pro nájemce mlýna Jaroslava Frice v roce 1941 bylo 410 q žita.

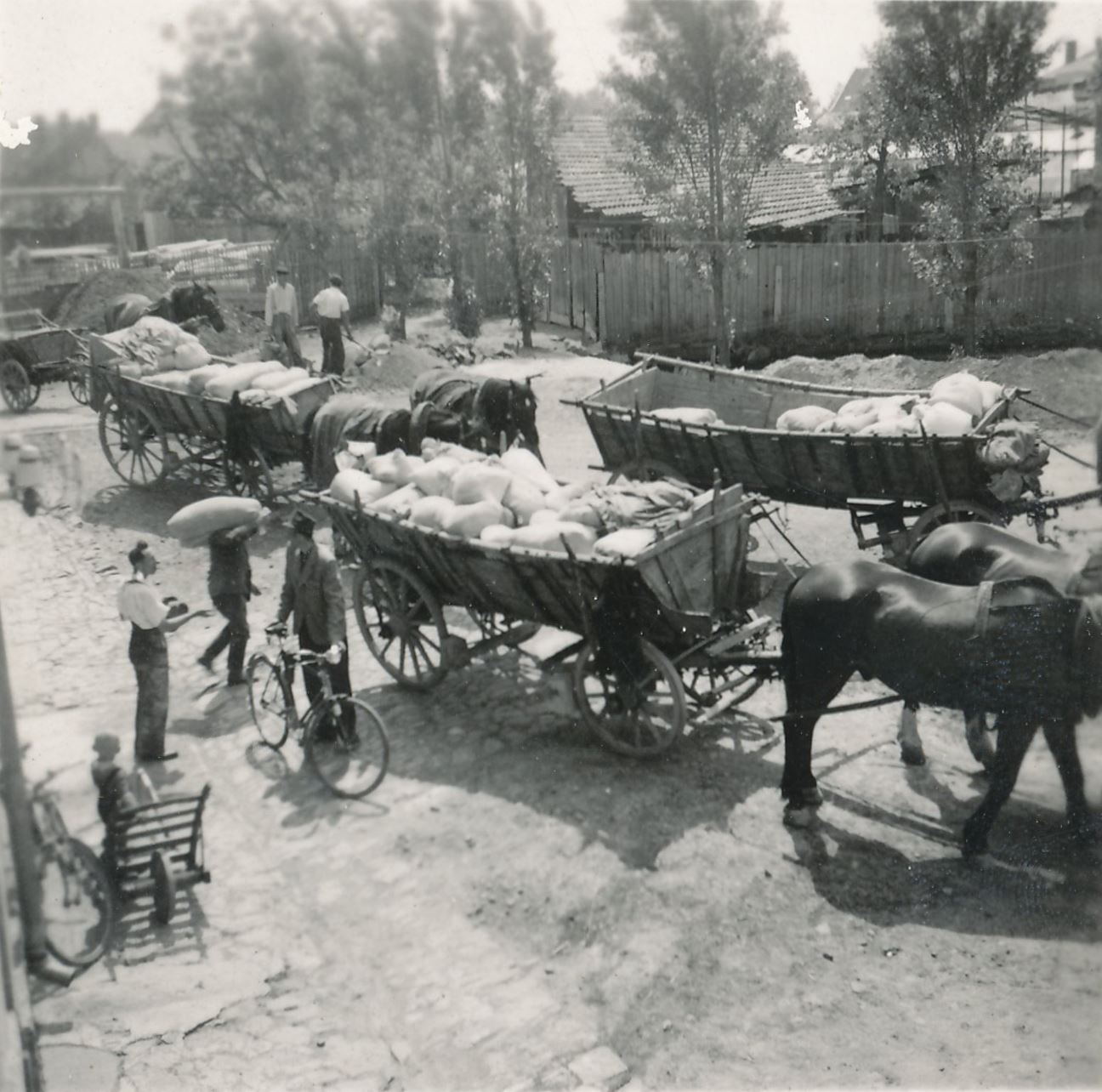
Prostranství před mlýnem s vozy, koni a mleči, bez data (40. léta 20. století)
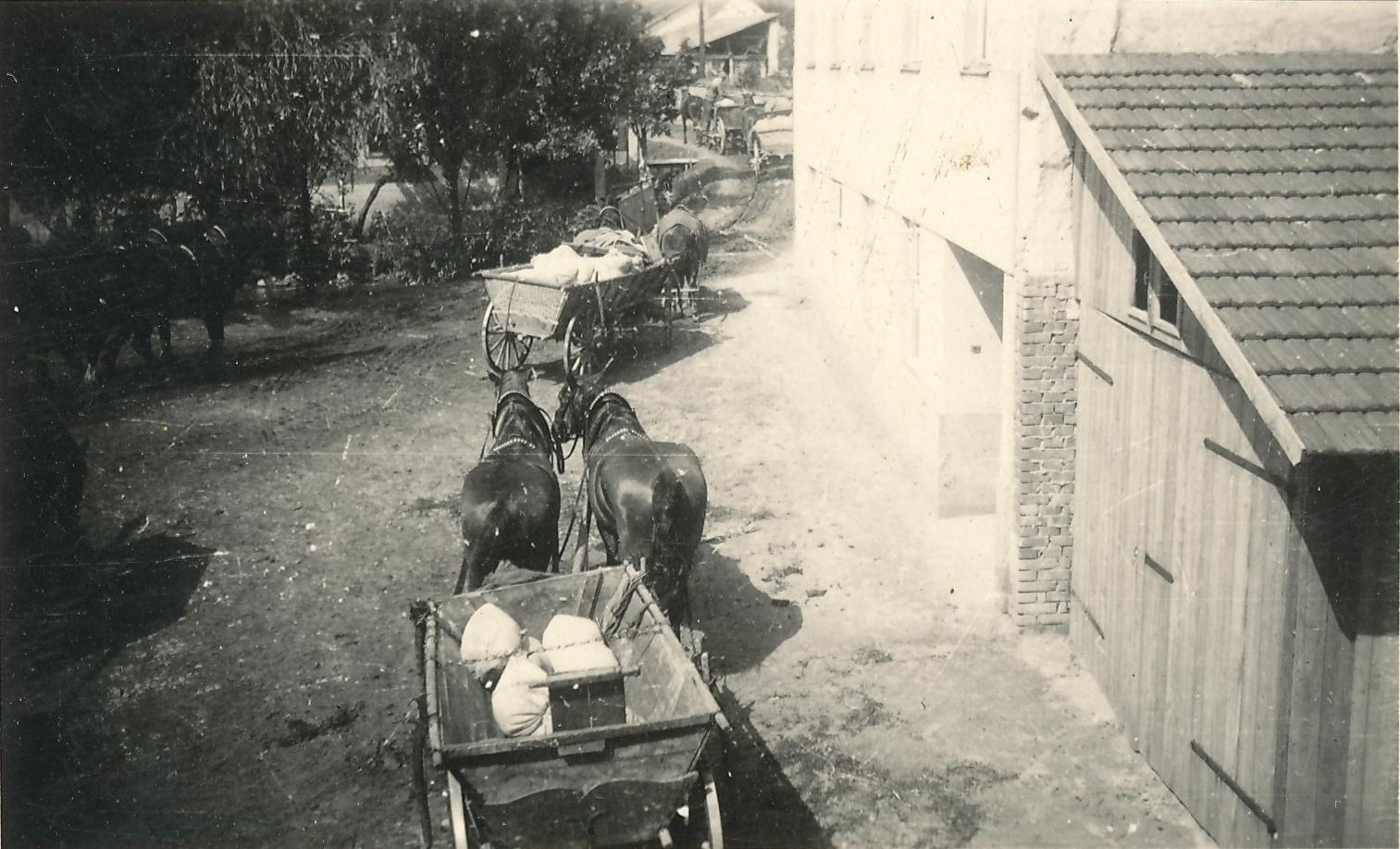
Prostranství před mlýnem s vozy, koni a mleči, pohled do Uličky, bez data (40. léta 20. století)
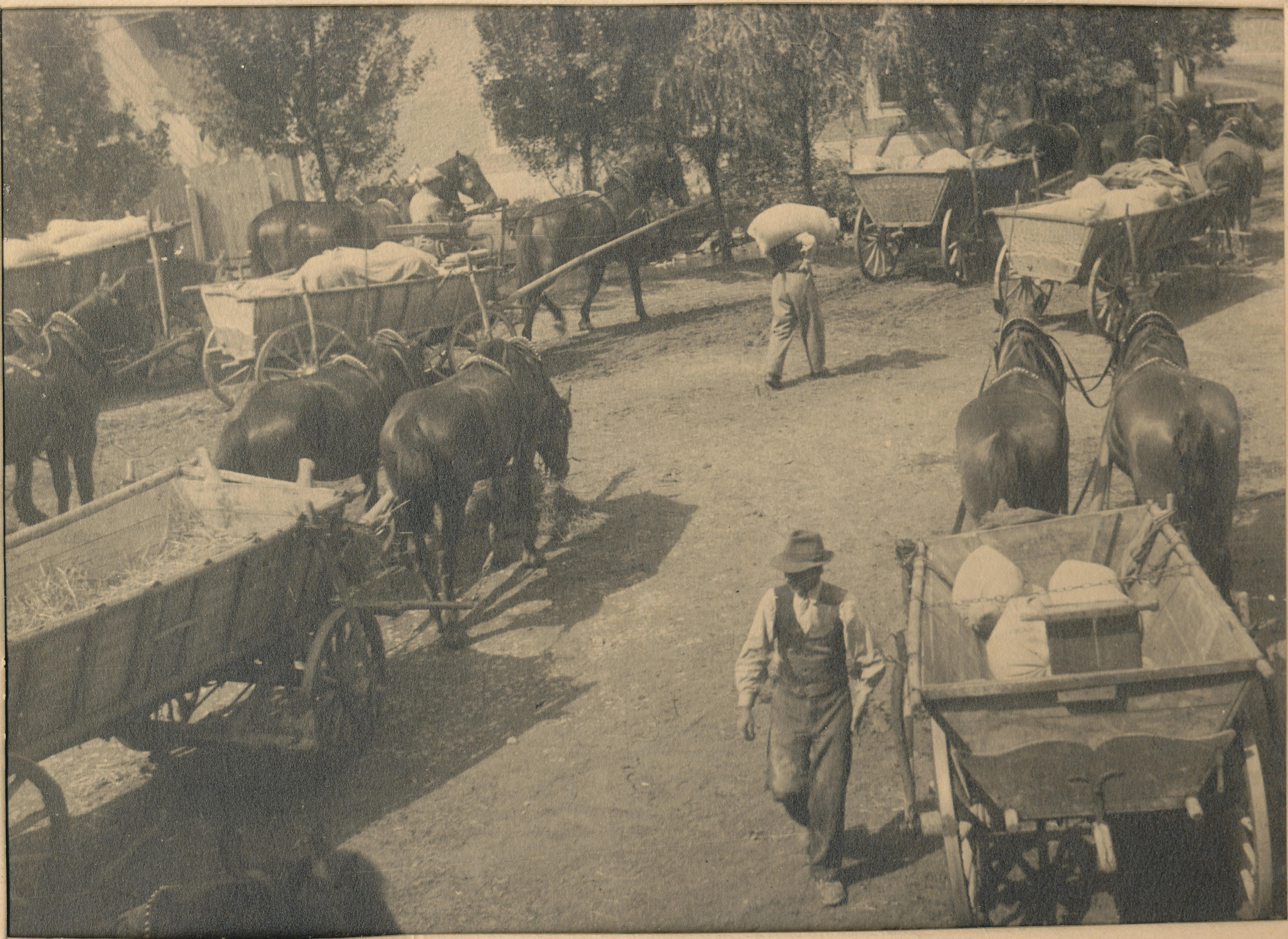
Prostranství před mlýnem s vozy, koni a mleči, pohled do Uličky, bez data (40. léta 20. století)
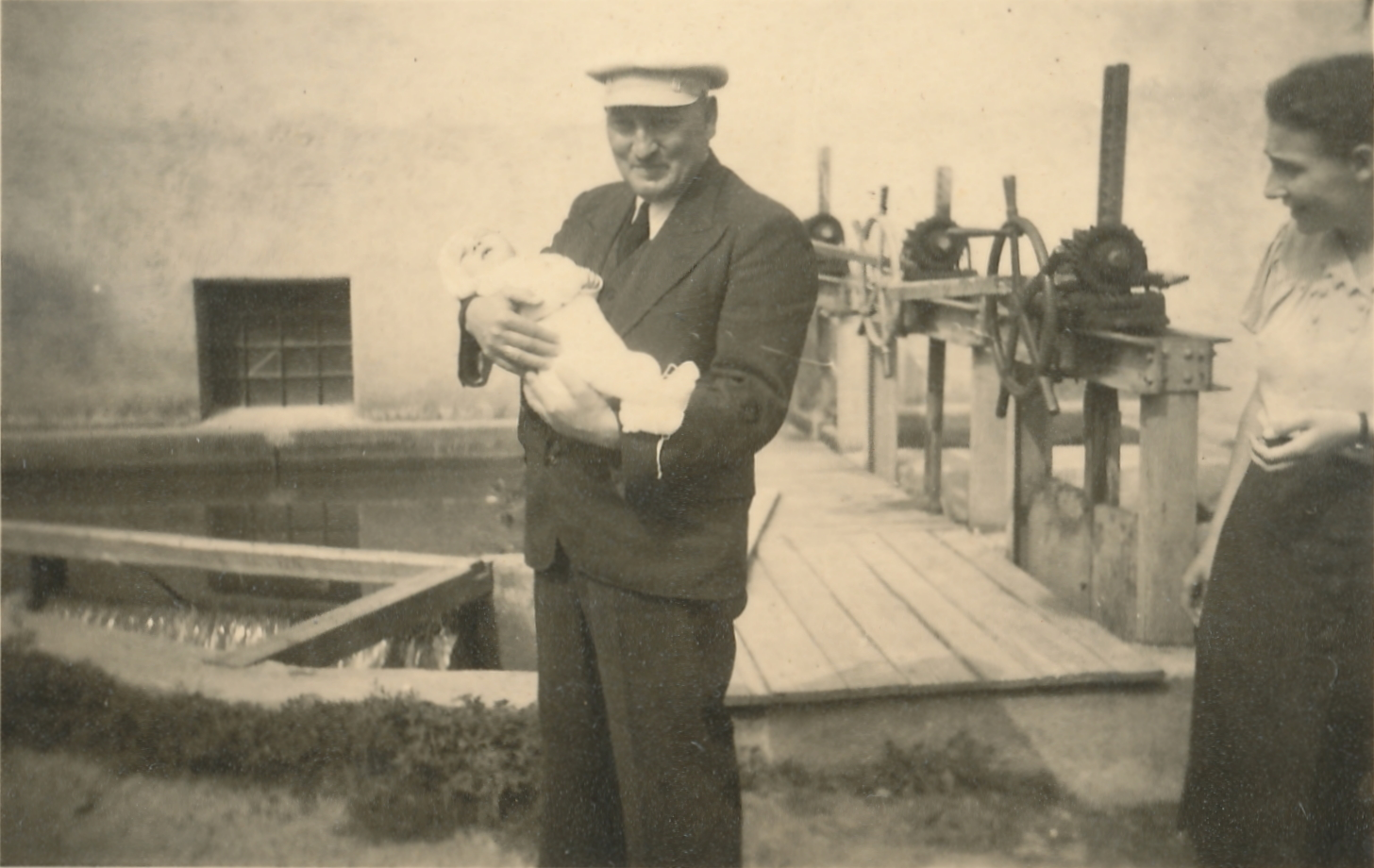
Josef Fric stojící před lamfeštem. Stavidlo jalového odpadu náhonu v původním umístění, bez data (40. léta 20. století)

#### Bednárna

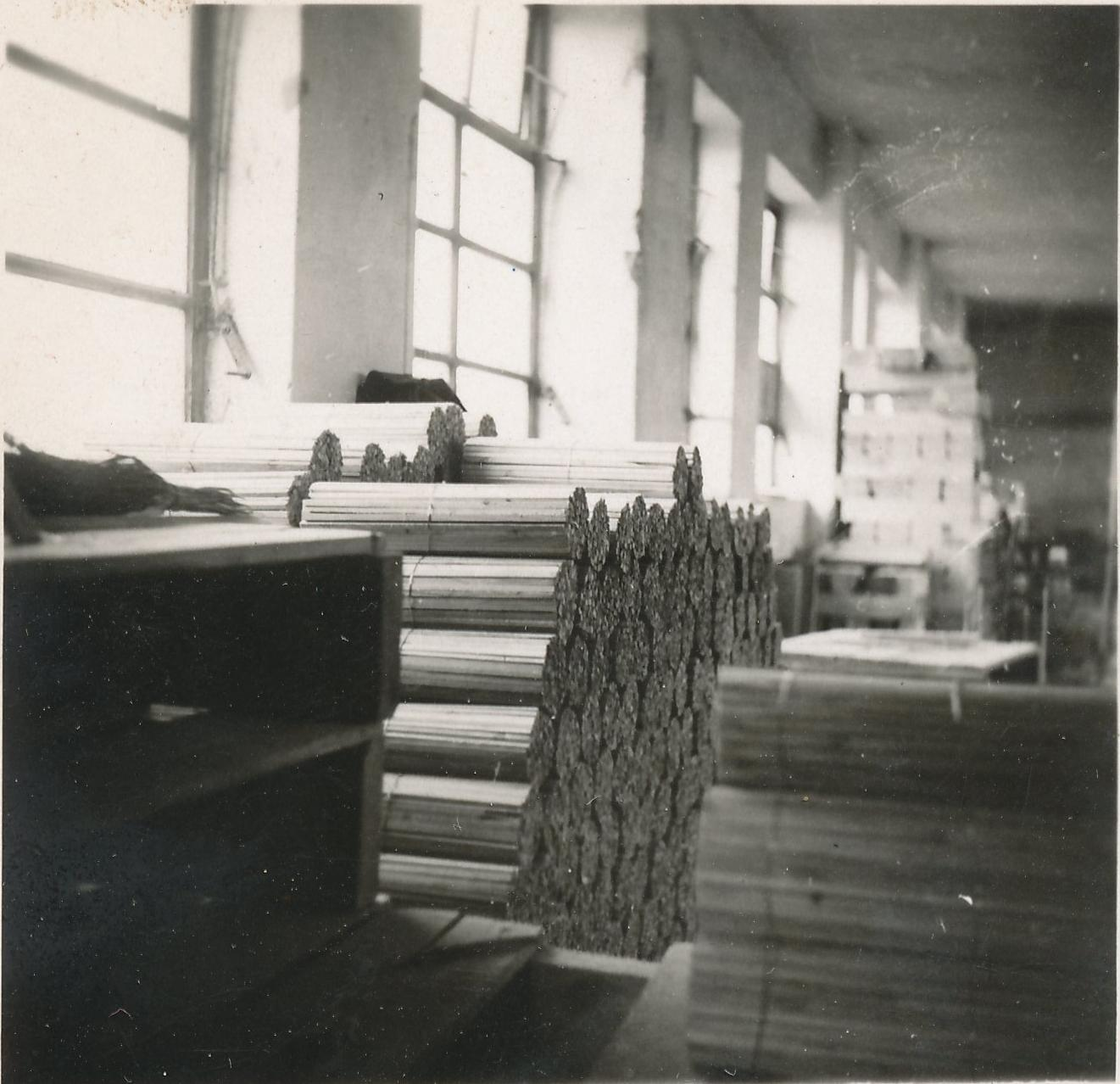
Vnitřní prostory bednárny

Začátkem 40. let 20. století byla vedle pily postavena bednárna. Okresní úřad ve Vyškově v srpnu 1941 potvrdil podání žádosti o živnostenské oprávnění tovární výroby beden se stanovištěm v Dědicích č. 114. Protože Josef Fric musel vbrzku dodat několik tisíc beden určených oblastním sběrnám ovoce a zeleniny v Brně a v Bzenci, bylo mu povoleno tyto bedny vyrábět ještě před vystavením živnostenského listu pro uvedenou živnost.

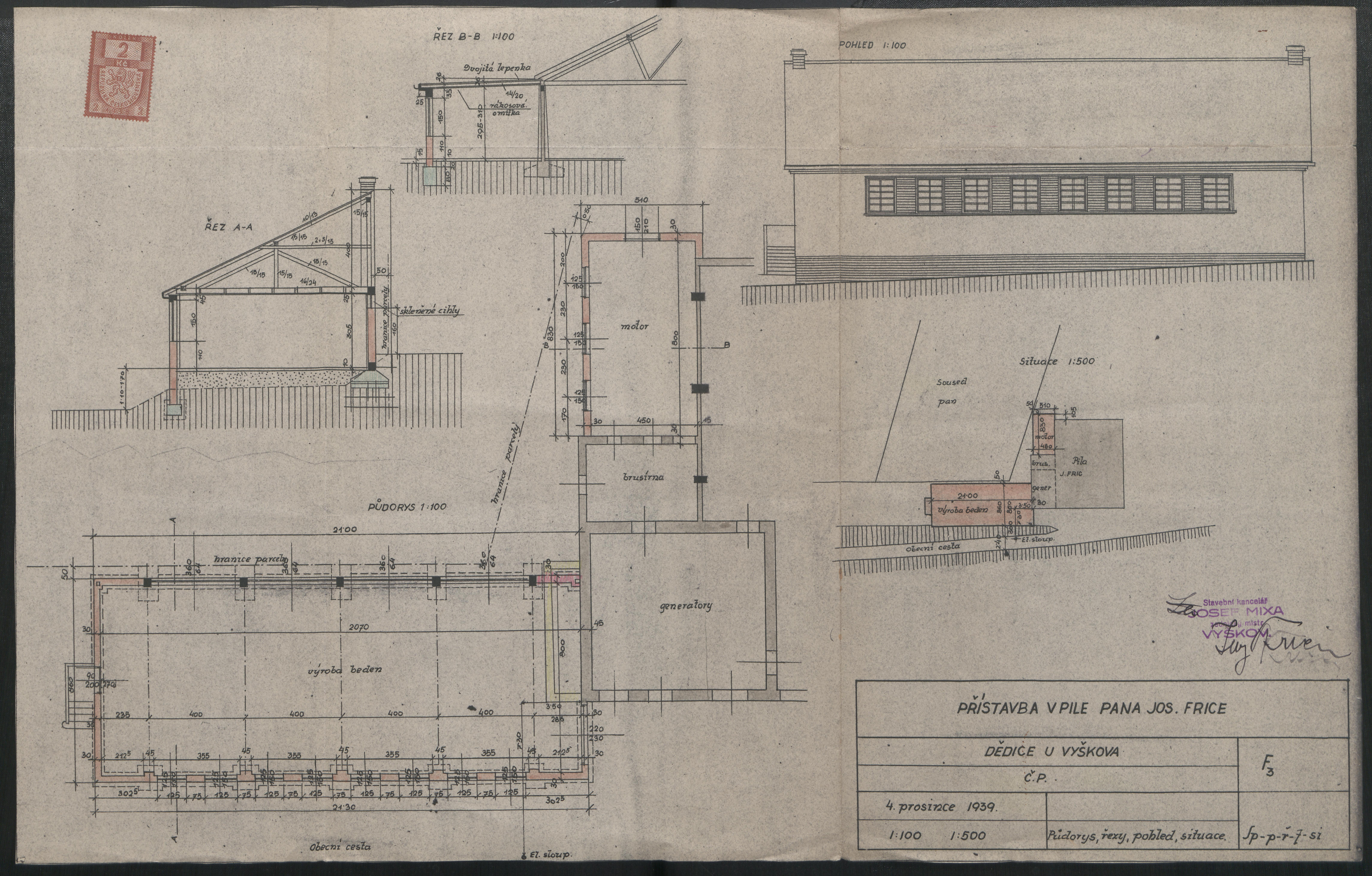
Plán přístaveb k pile Josefa Frice v Dědicích z prosince 1939
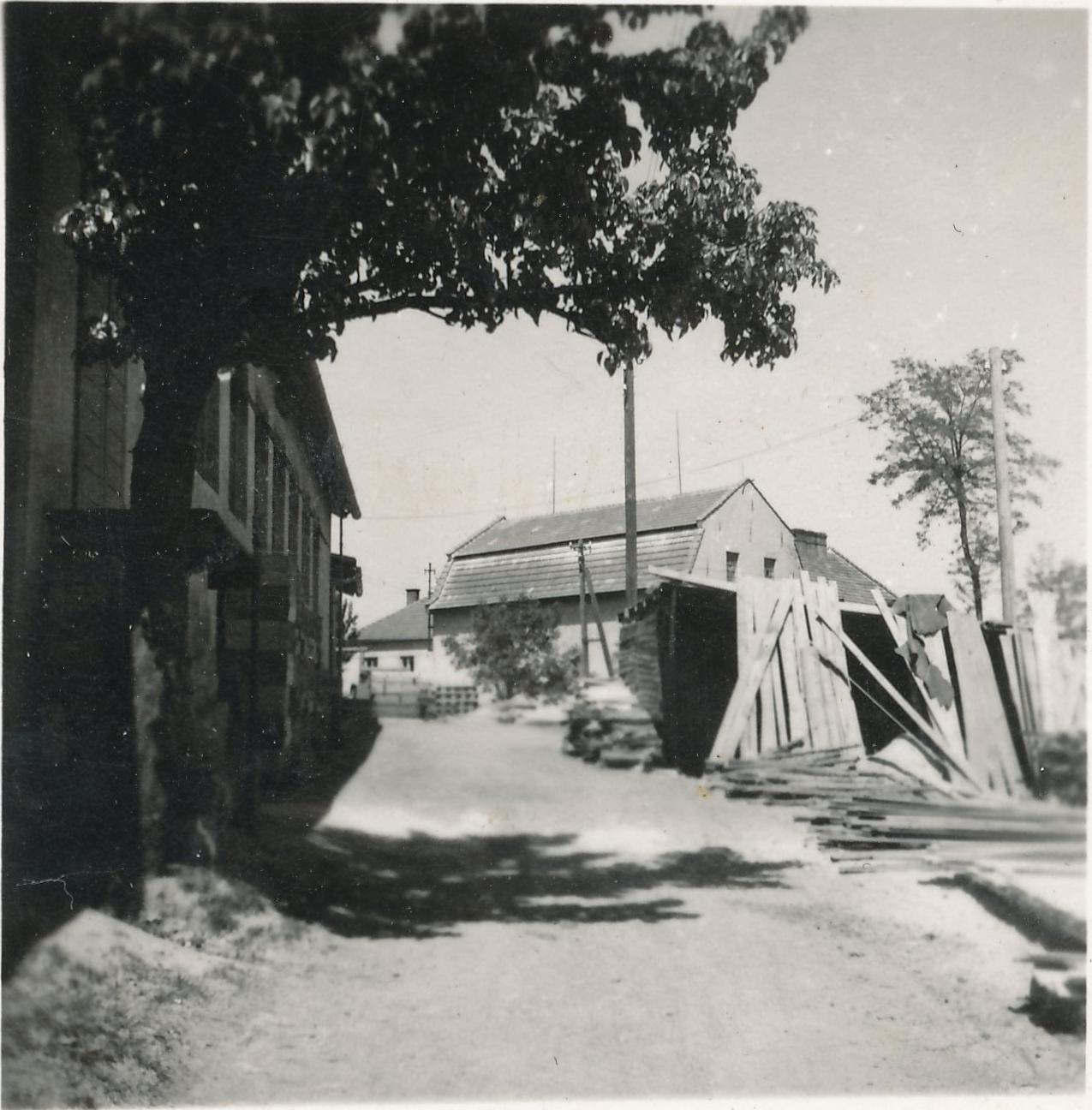
Bednárna, mlýn od jihovýchodu, bez data (40. léta 20. století)
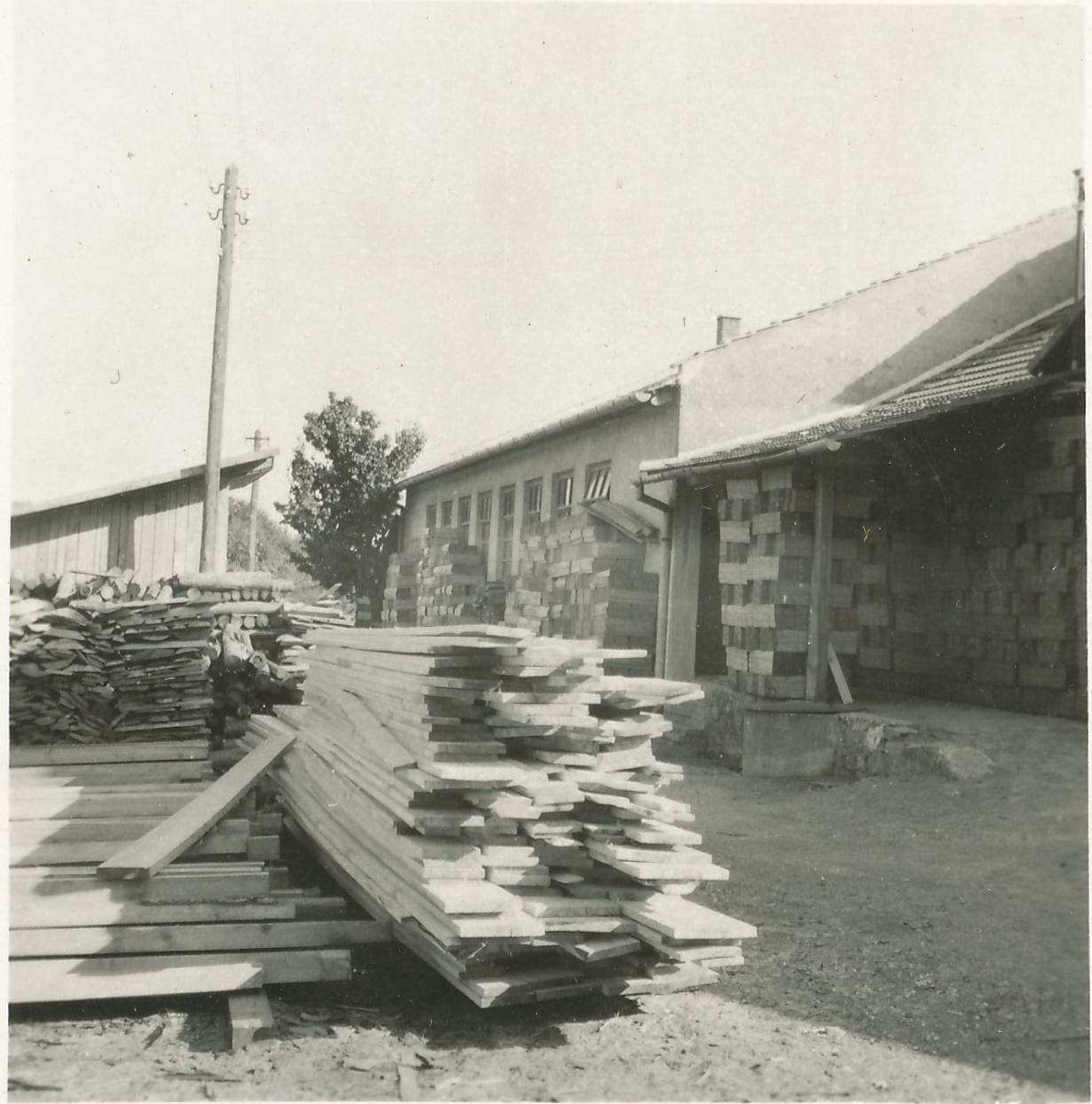
Bednárna vedle pily a přístřešek na sušení dřeva, bez data (40. léta 20. století)
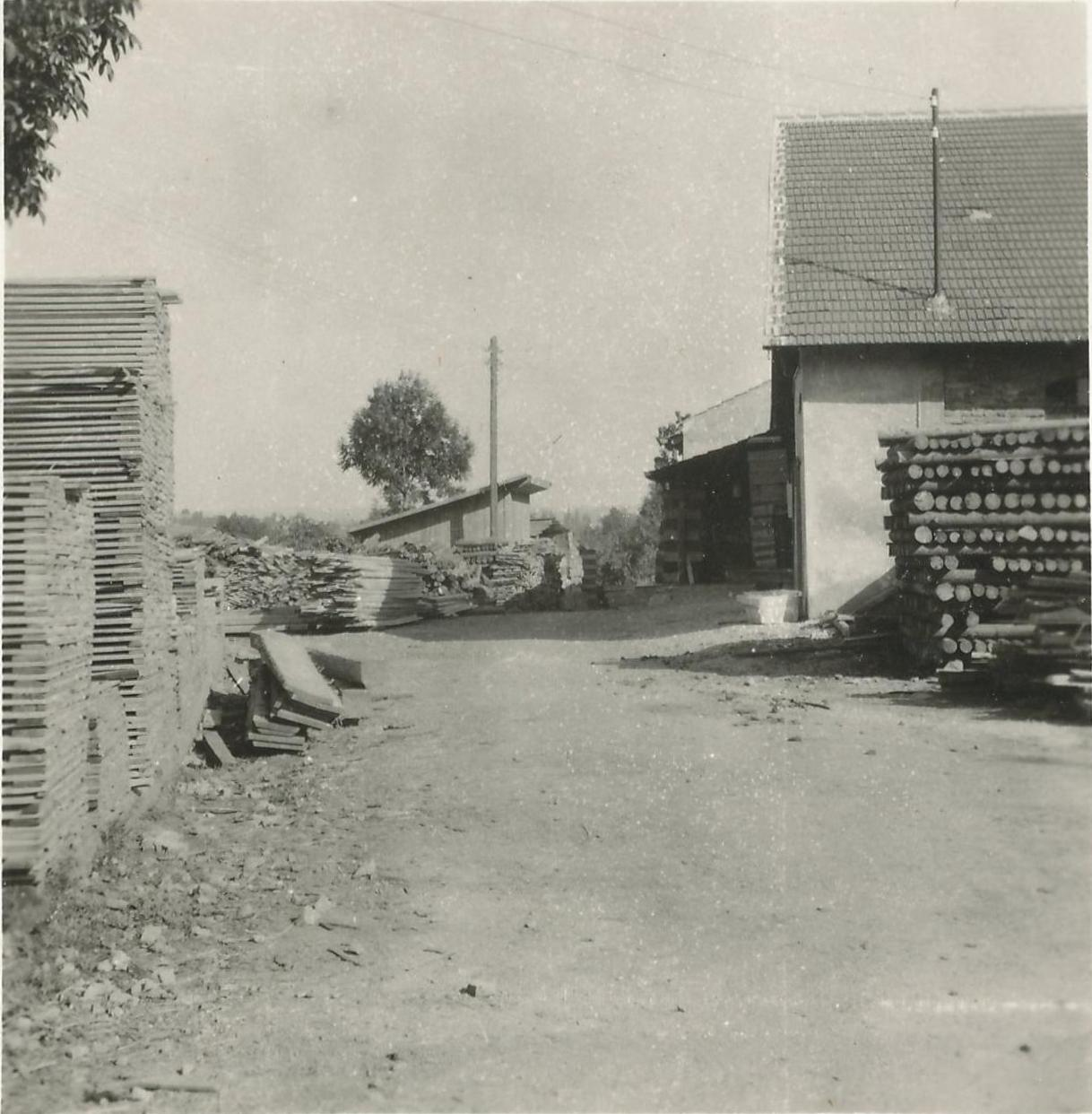
Bednárna vedle pily a přístřešek na sušení dřeva, bez data (40. léta 20. století)
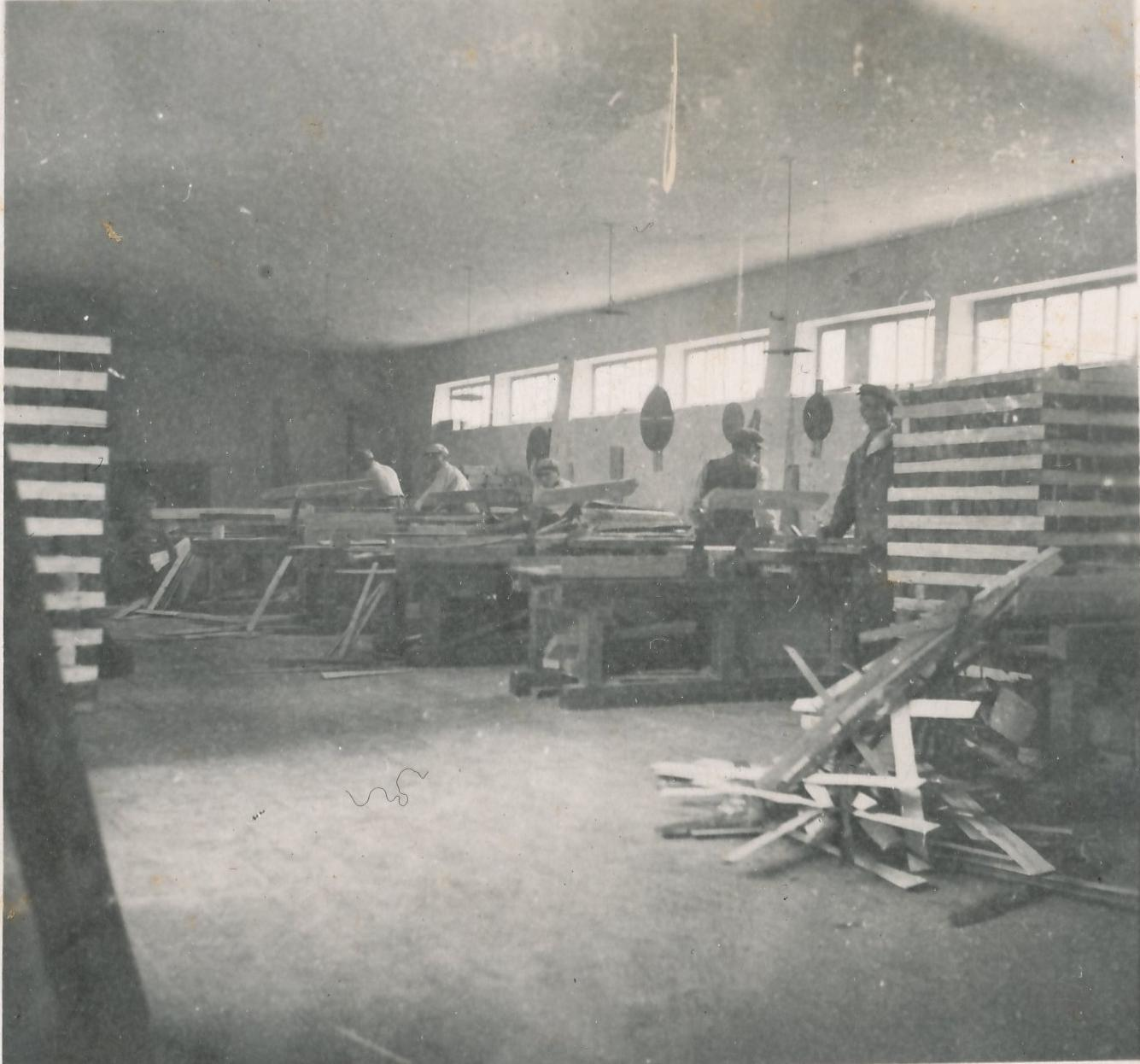
Vnitřní prostory bednárny vedle pily, bez data (40. léta 20. století)

#### Pila a mlýn

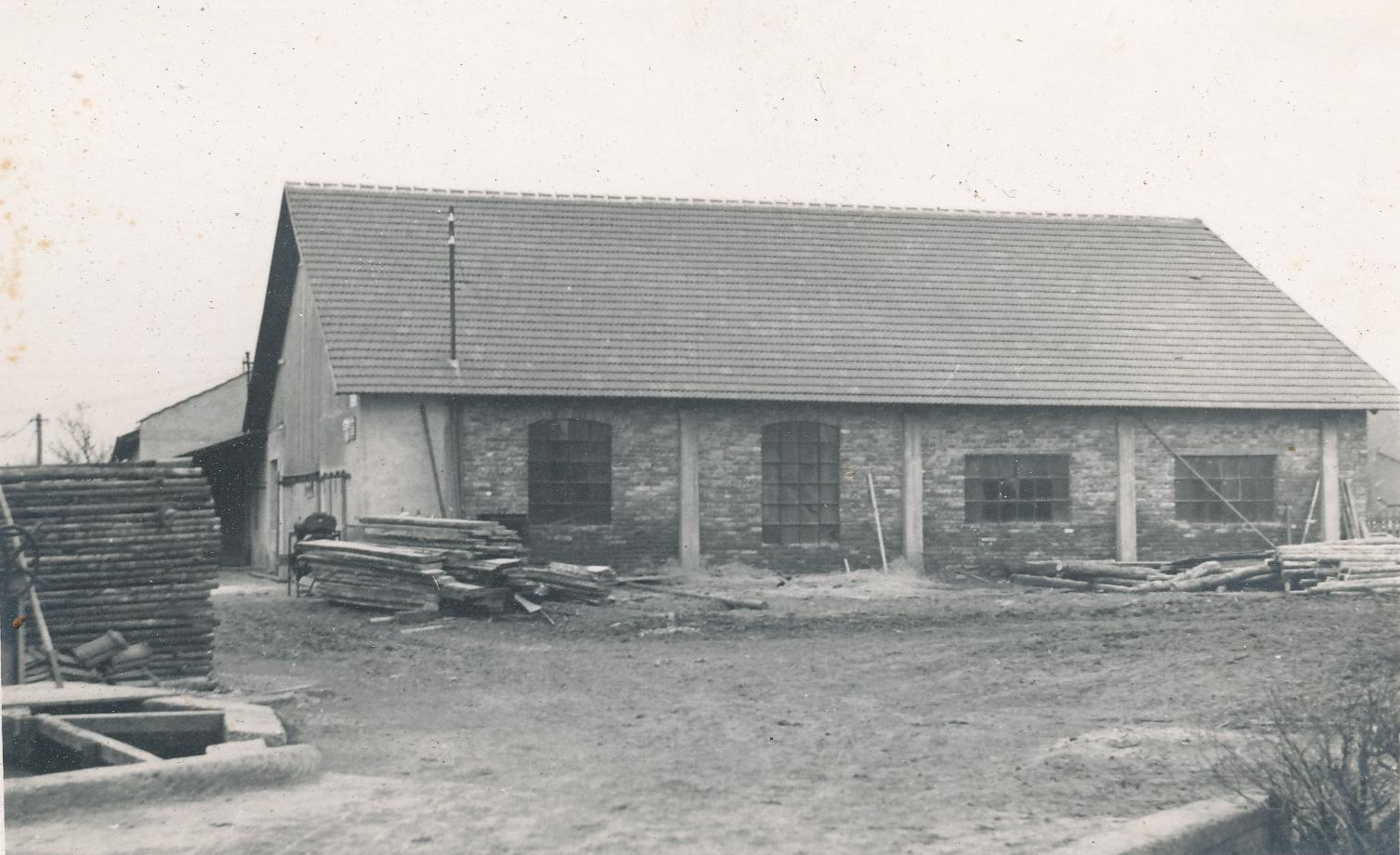
Fricova pila ve 40. letech 20. století

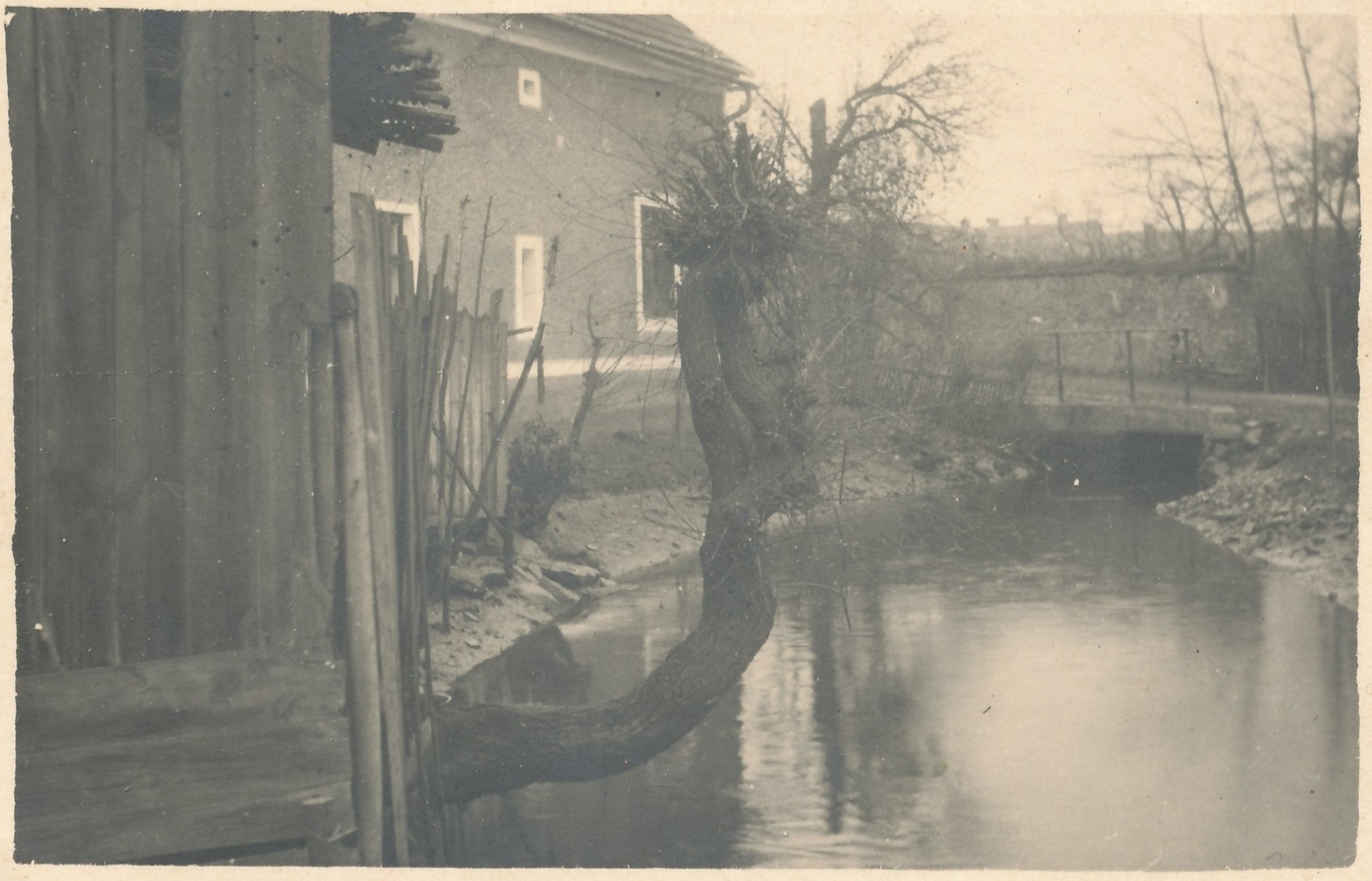
Rybníček (rozšíření náhona před mlýnem), bez data (asi 30.-40. léta 20. století)

V roce 1943 přešel mlýn odstupní smlouvou z Josefa Frice na Jaroslava Frice. Správcem pily se v roce 1943 stal manžel Filomeny Fricové, dcery Josefa Frice, Adolf Verner. Téhož roku byl provoz mlýna úředně zastaven, protože se v místě nacházely ještě dva další mlýny, které mohly bez obtíží obstarat mletí. Stížnost proti výměru z 18. října 1943 podaná se žádostí o povolení dalšího provozu mlýna která byla zamítnuta. Žádost ze 4. ledna 1944 o povolení šrotovníku byla odmítnuta. Výroba v něm byla obnovena až po skončení války.
Od února do května 1944 byl Jaroslav Fric vězněn v trestnici na Cejlu v Brně. Od 1. srpna do 3. září 1944 bylo Českomoravským svazem pro hospodaření obilím v Praze po zopakování žádosti povoleno šrotování a mačkání obilí ke krmným účelům. Od konce června do začátku prosince 1944 pracoval jako mlynářský tovaryš ve mlýně Viléma Klevety v Nemojanech. Poté byl až do začátku dubna 1945 zaměstnán v Dědicích u Josefa Frice jako pilařský dělník.

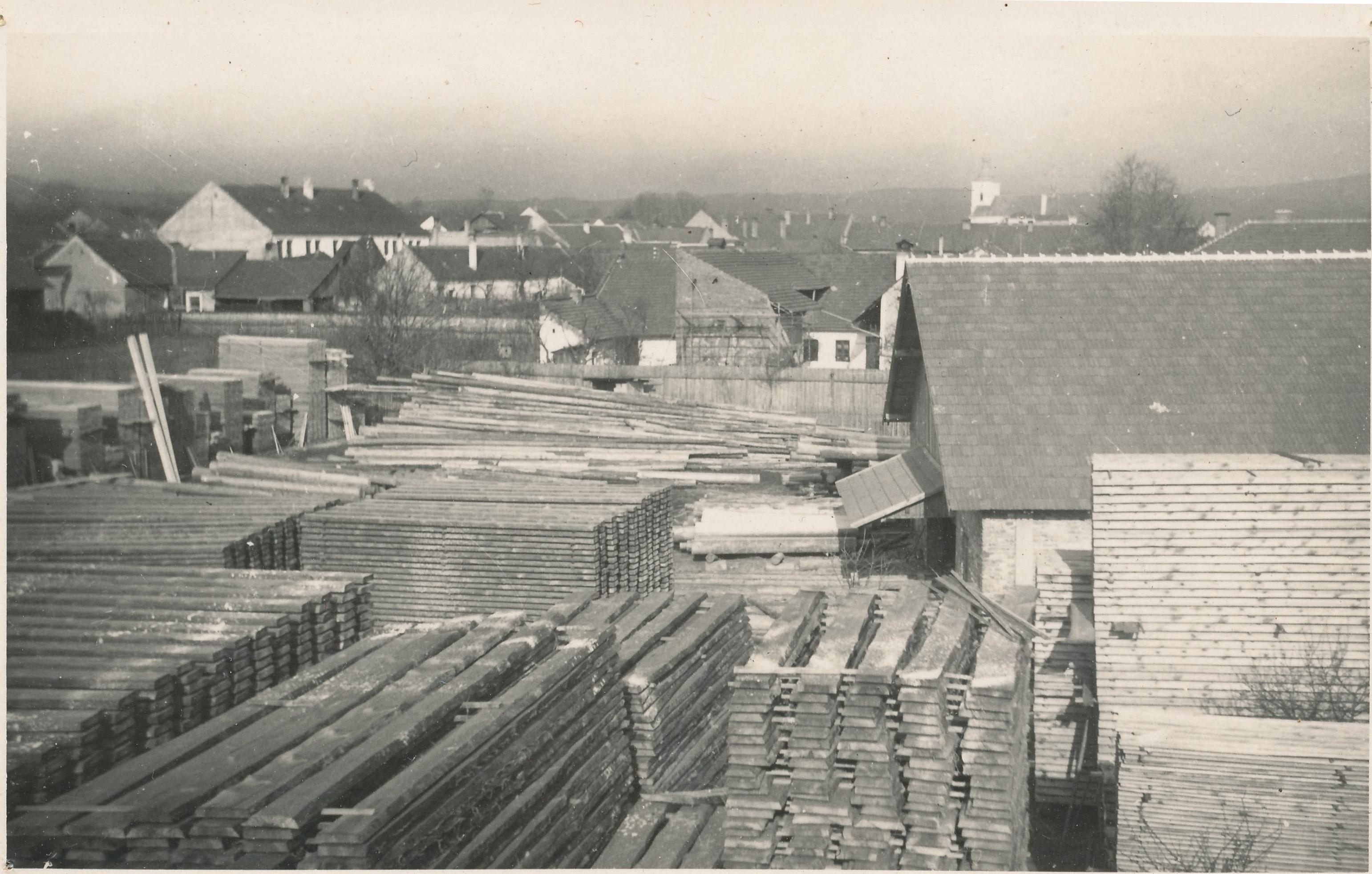
Pila od jihovýchodu, bez data (30. léta 20. století)
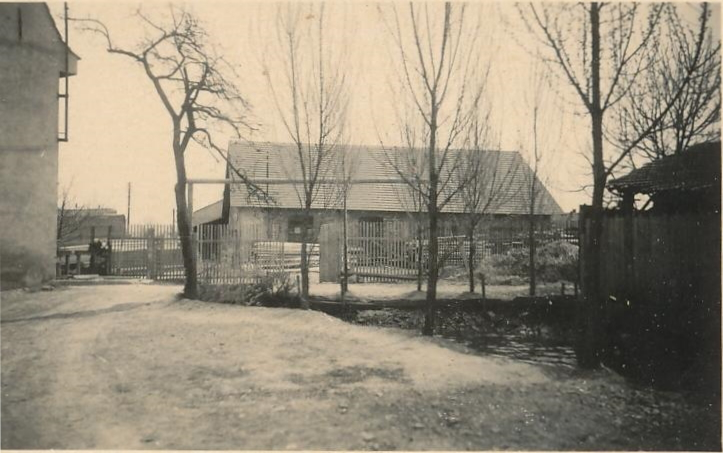
Fricova pila, bez data (40. léta 20. století)
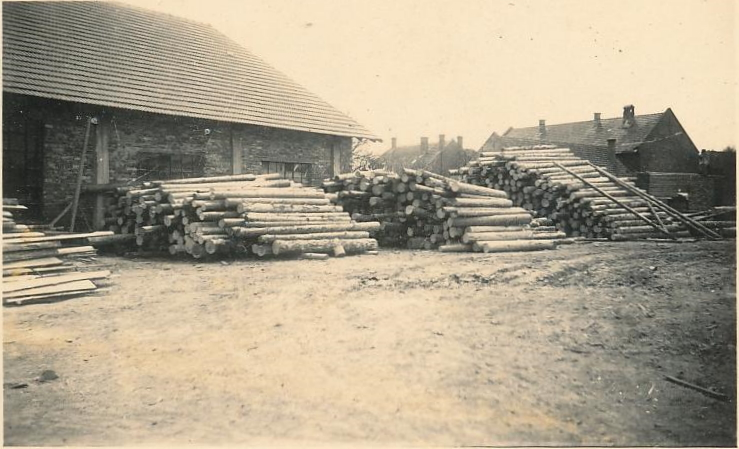
Fricova pila, bez data (40. léta 20. století)
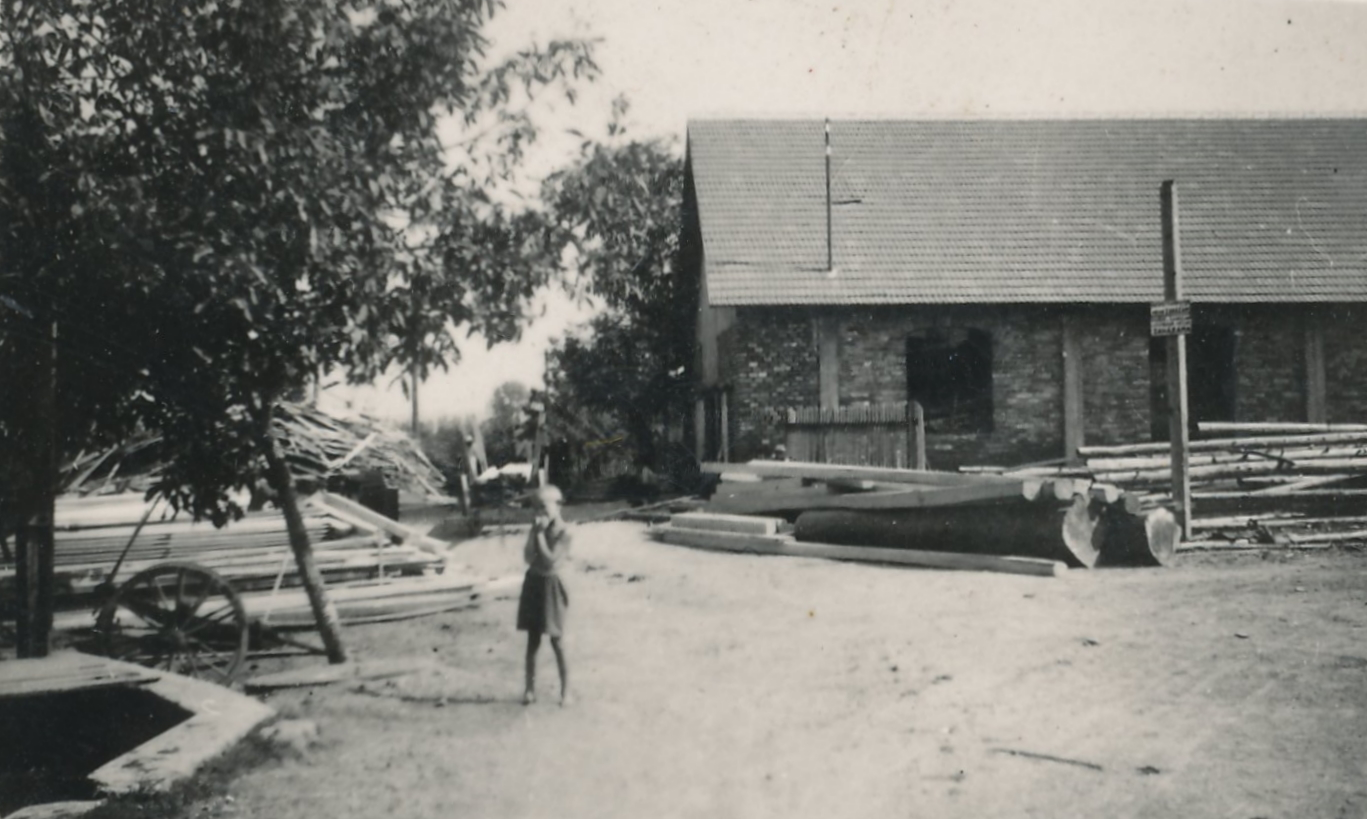
Fricova pila, bez data (30.-40. léta 20. století)
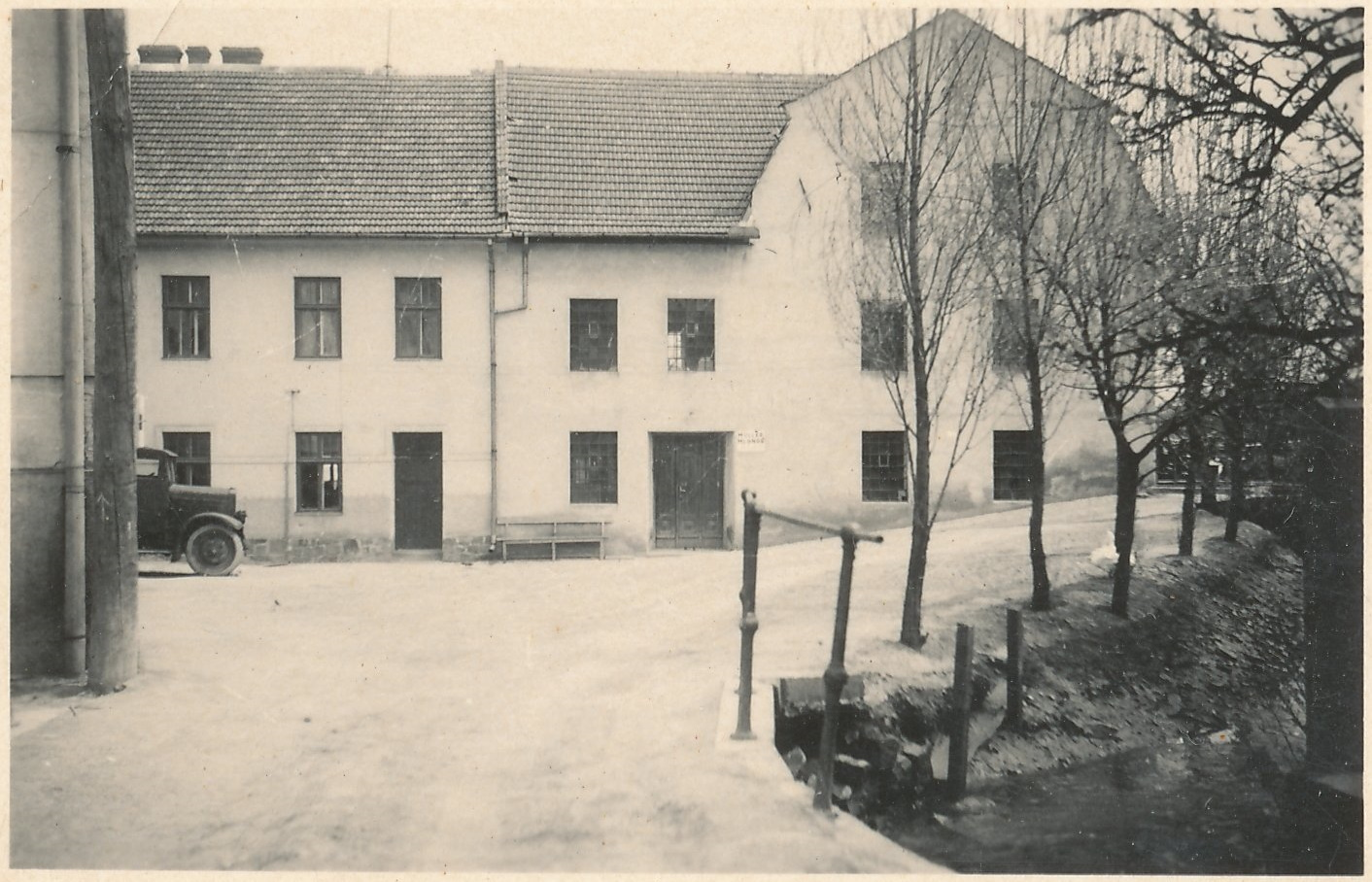
Most přes náhon na náměstíčko vedle Fricova mlýna s nákladním automobilem, bez data (40. léta 20. století)
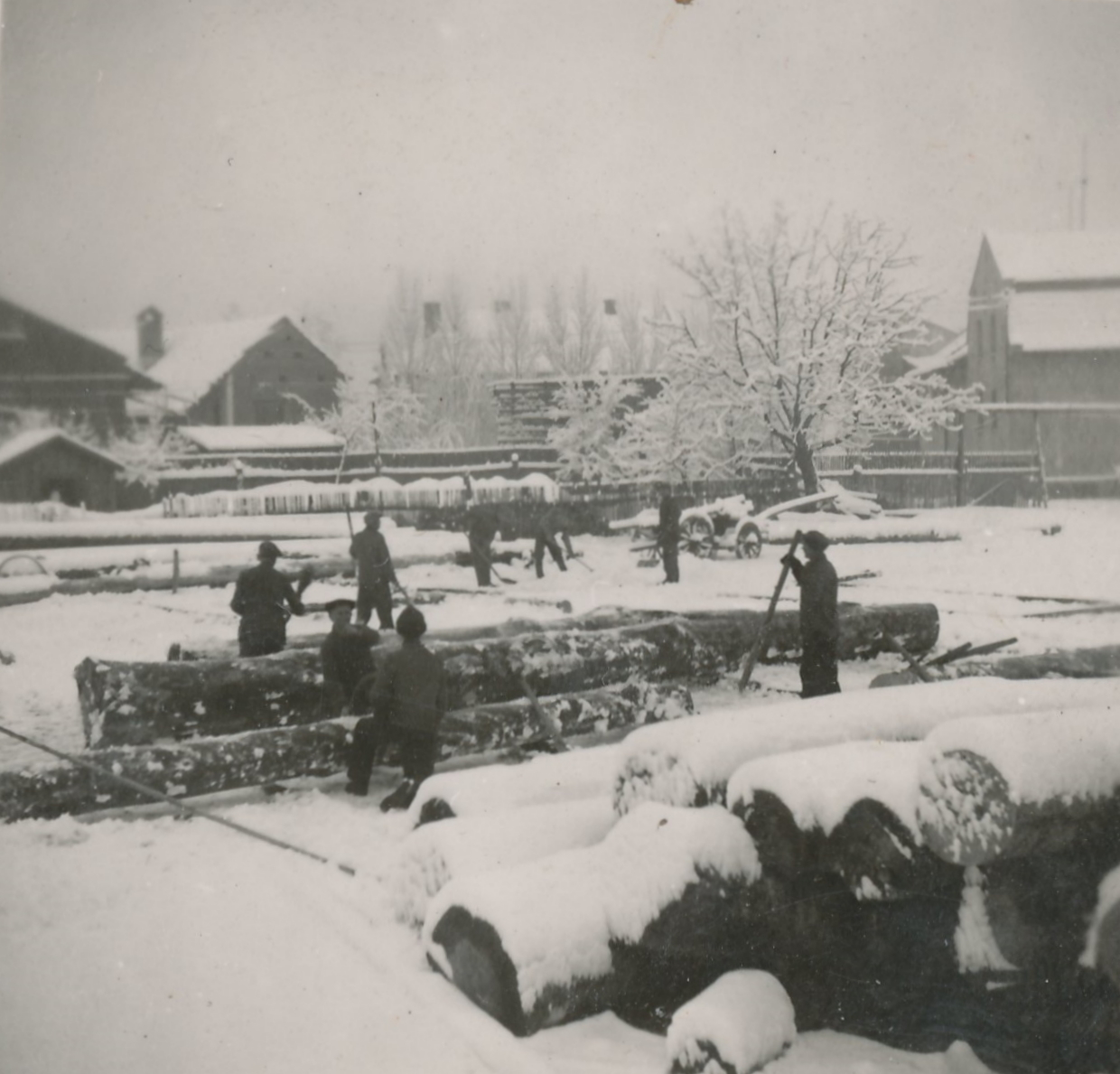
Fricova pila a mlýn, bez data (asi 40. léta 20. století)
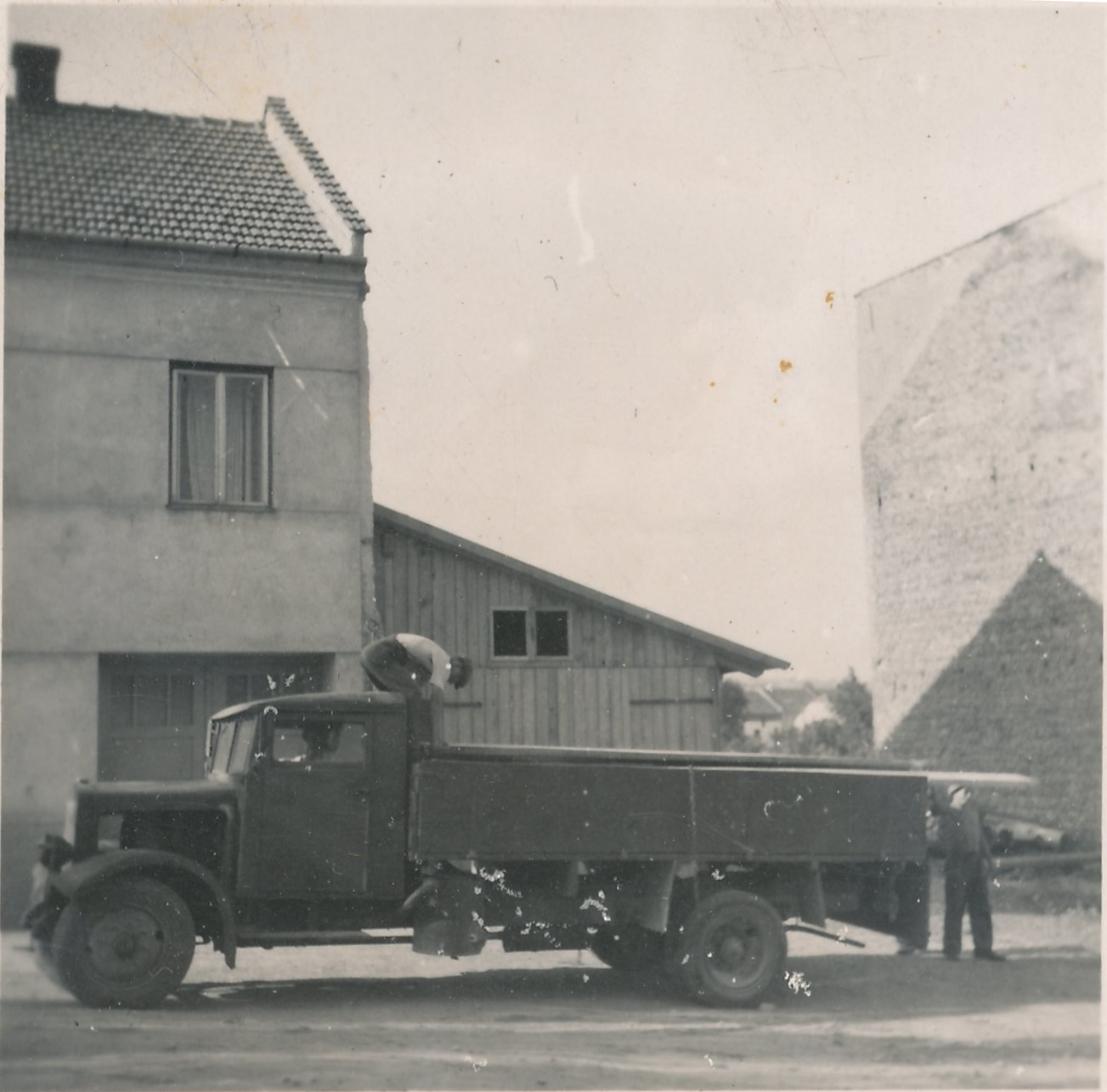
Náměstíčko vedle Fricova mlýna s nákladním automobilem stojícím před pro něj postavenou garáží, bez data (40. léta 20. století)
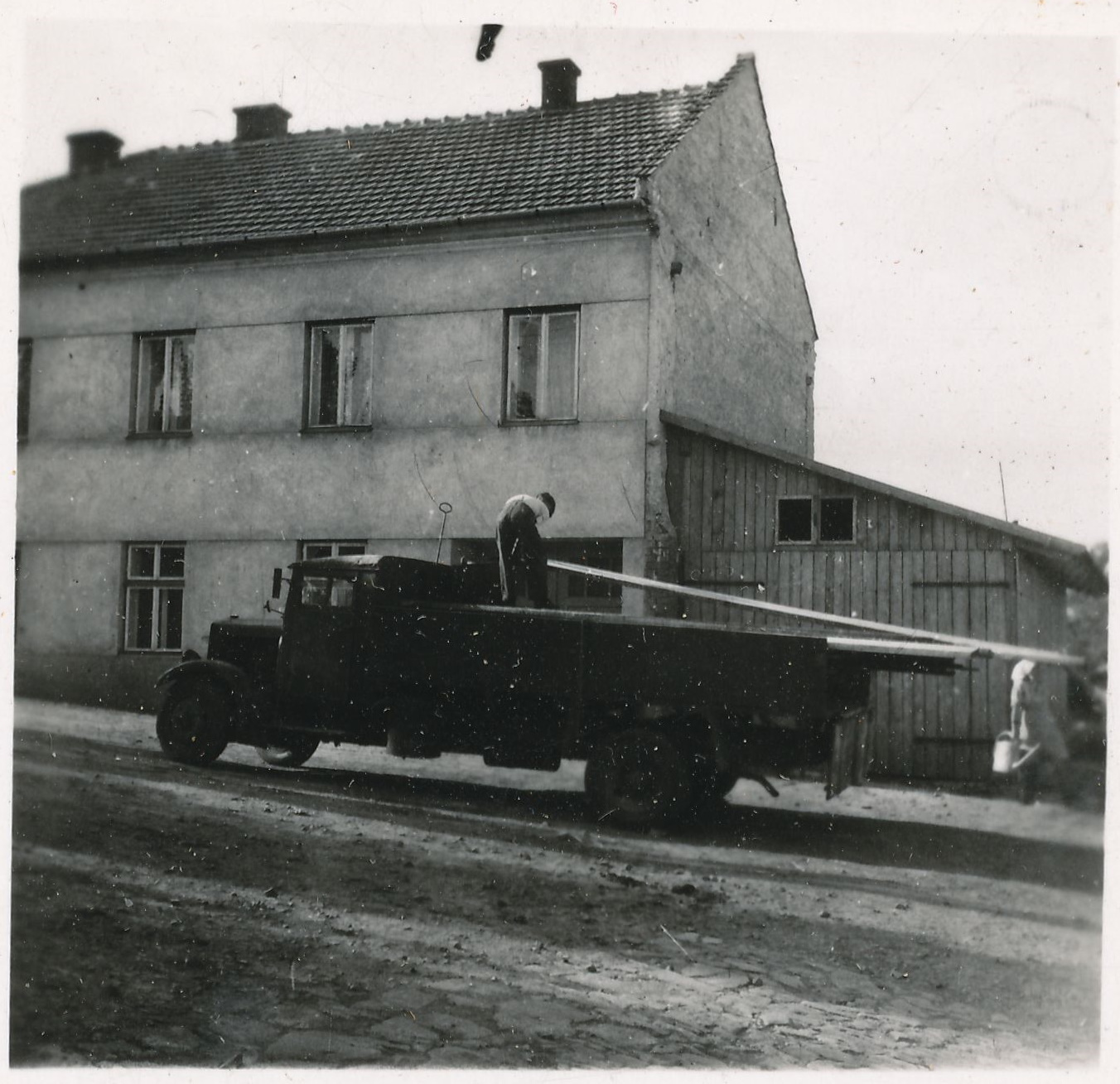
Náměstíčko vedle Fricova mlýna s nákladním automobilem, bez data (40. léta 20. století)

### 50. léta 20. století

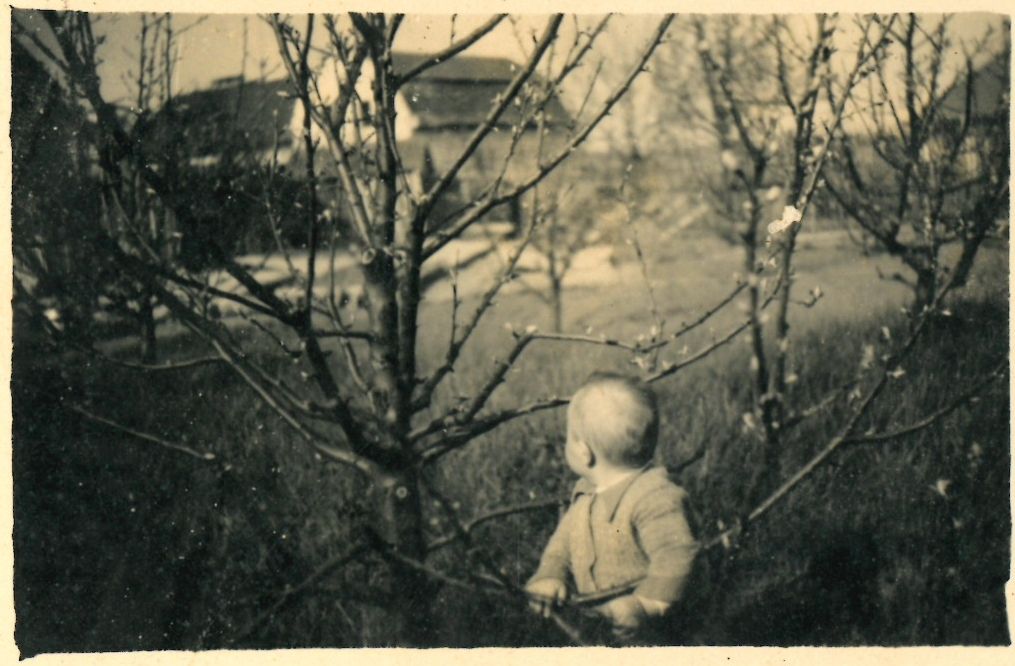
Pohled na Fricův mlýn ze zahrady vedle pily (40. léta 20. století)

Od 30. června 1951 zde pracoval Jaroslav Fric jako vedoucí u Hospodářského družstva ve Vyškově.
V roce 1953 převzal areál Mlýnský podnik. Vodní oprávnění pro mlýn Vyškov-Dědice č. 114 bylo v roce 1955 přihlášeno u odboru pro vodní hospodářství rady Krajského národního výboru v Brně a přezkoušeno v roce 1956.
V roce 1957 byla na žádost Floriána Slezáčka, člena místního jednotného zemědělského družstva, za účelem přístupu kačen k vodě mlýnského náhonu sjednána na jeden rok dohoda mezi JZD Dědice a majitelem mlýna a vodního díla Jaroslavem Fricem a uživatelem Středomoravskými mlýny, národním podnikem Brno.
Mlynářským pomocníkem v 50. letech 20. století, kdy mlýn spadal pod Středomoravské mlýny a pekárny, n. p., Brno, byl Jan Urbanec.

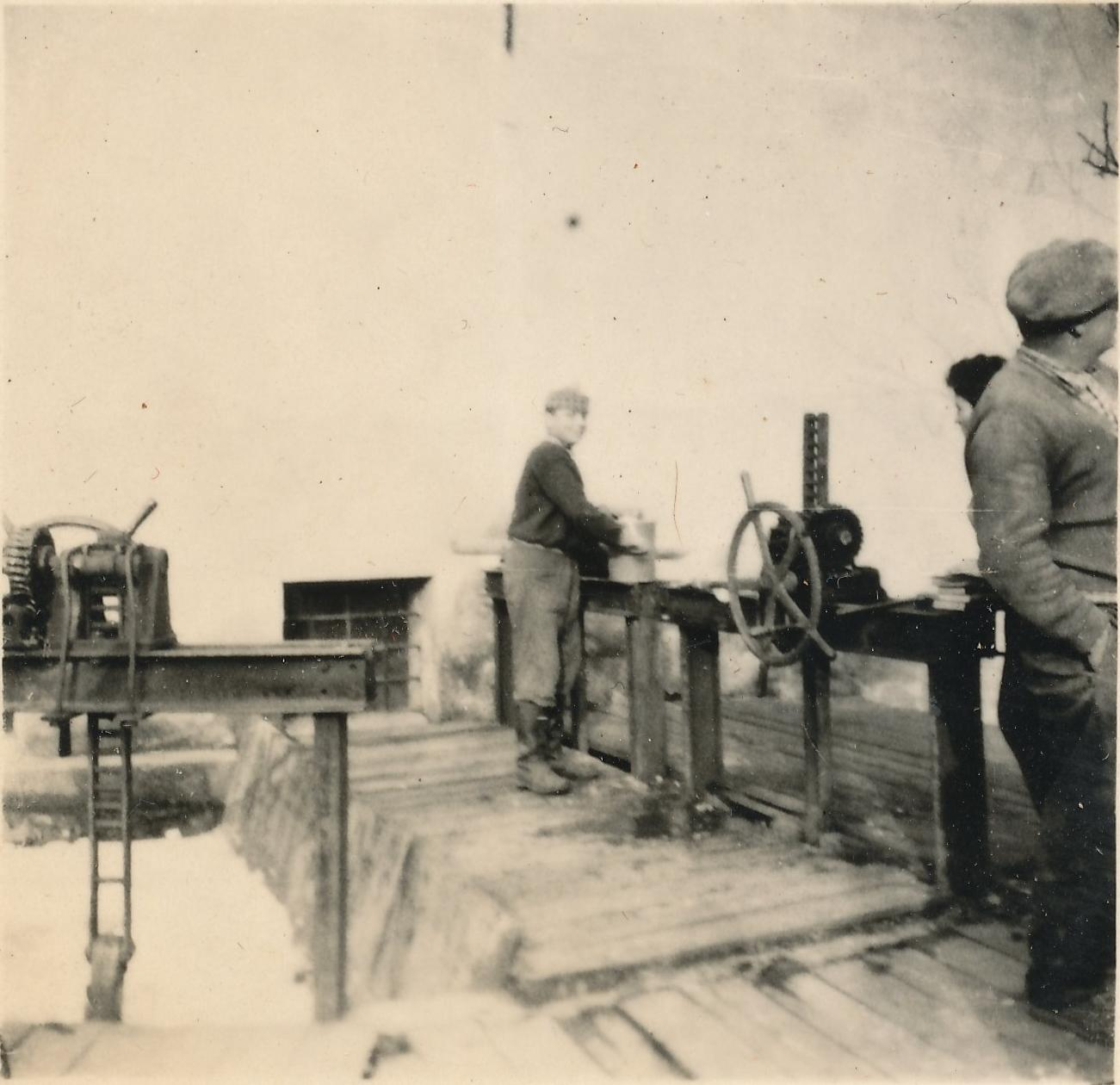
Lamfešt s česlicemi, bez data (2. polovina 50. let nebo začátek 60. let 20. století)
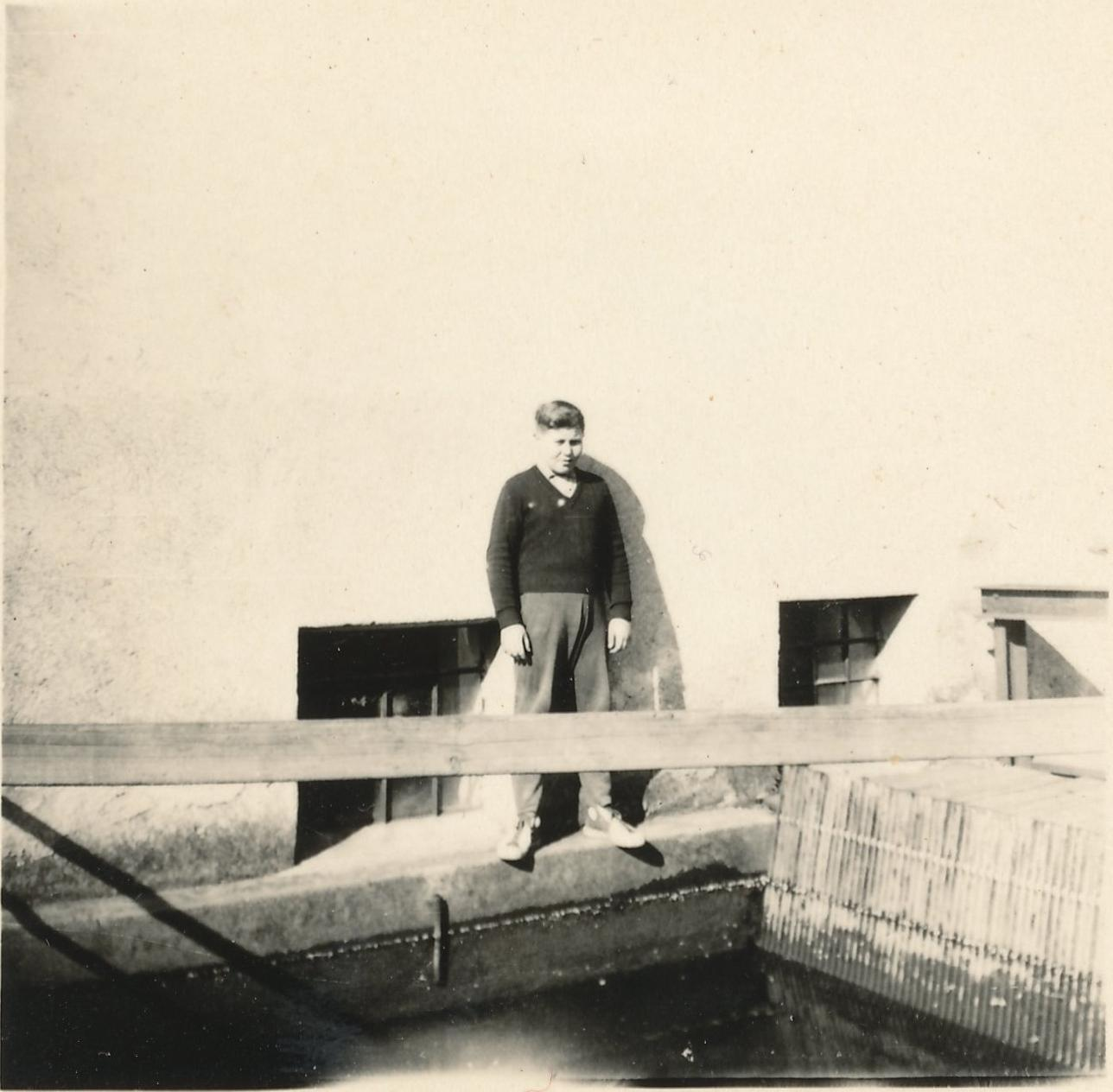
Lamfešt s česlicemi, bez data (2. polovina 50. let nebo začátek 60. let 20. století)
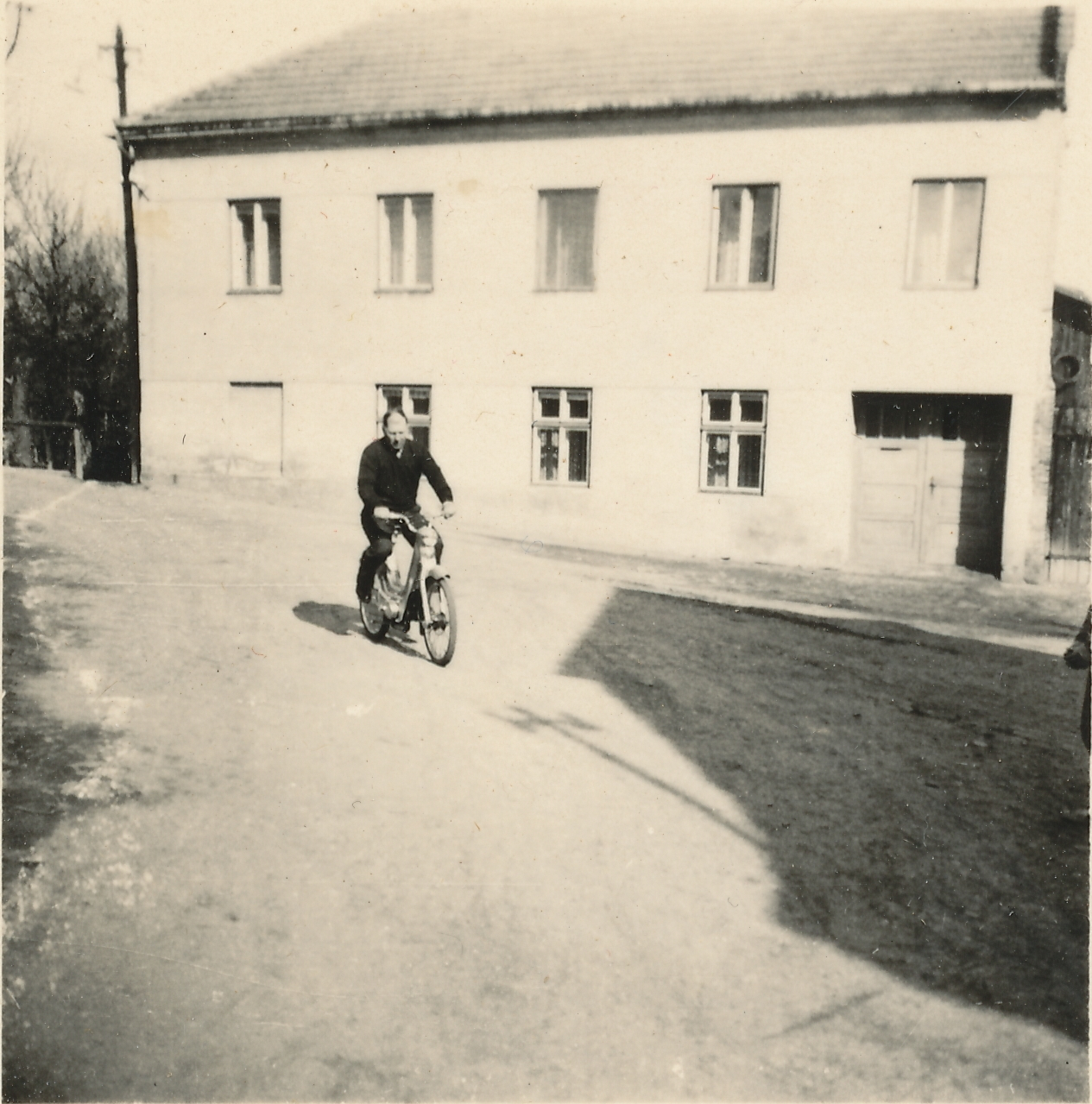
Jaroslav Fric na motocyklu Jawa jedoucí přes prostranství před mlýnem, bez data (asi 50. léta 20. století)
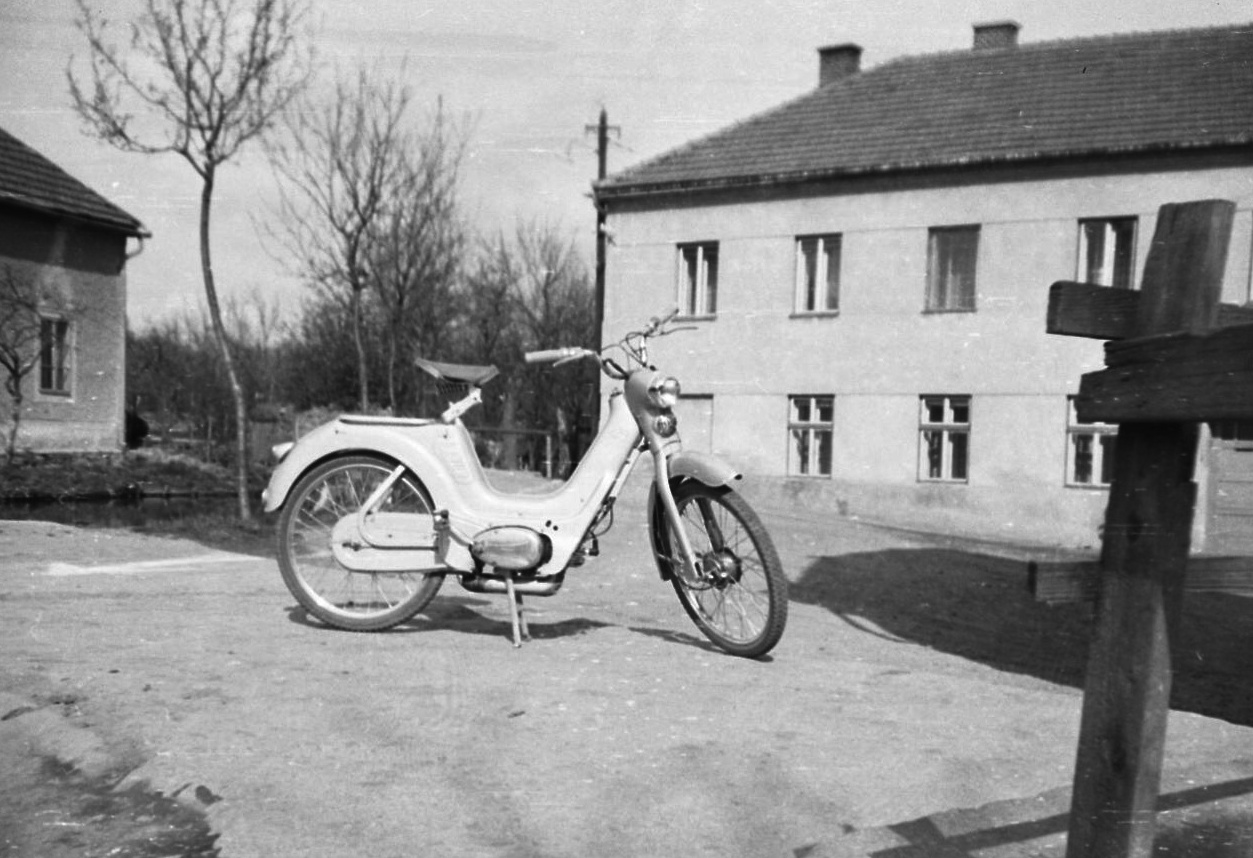
Motocykl Jawa Jaroslava Frice stojící na mostě vedle mlýna, bez data (asi 50. léta 20. století). Nalevo od náměstíčka je tzv. rybníček (z technických důvodů před lamfeštem u mlýna rozšířený náhon)

### 60. léta 20. století
V 60. letech je mlýn ve správě národního podniku Mlýny a těstárny, závod Kyjov. V Dědicích v té době proběhla regulace řeky Hané, při níž byla přesunuta část koryta Malé Hané v Dědicích a tím posunuto místo jejich stoku o něco výše. Existence mlynářské výroby v Dědicích dále pokračovala pod správou Jihomoravských mlýnů a pekáren, a následně pod Mlýny a těstárnami Pardubice.

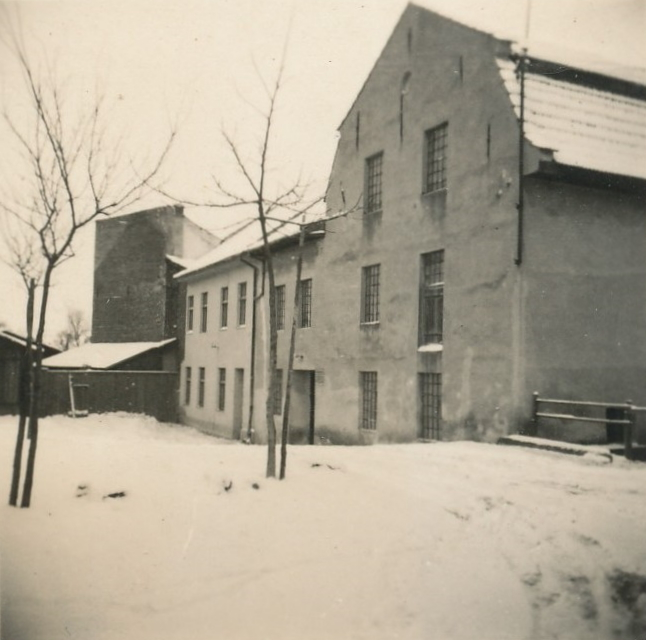
Prostranství a betonový most přes náhon v zimě, bez data (50.-60. léta 20. století)
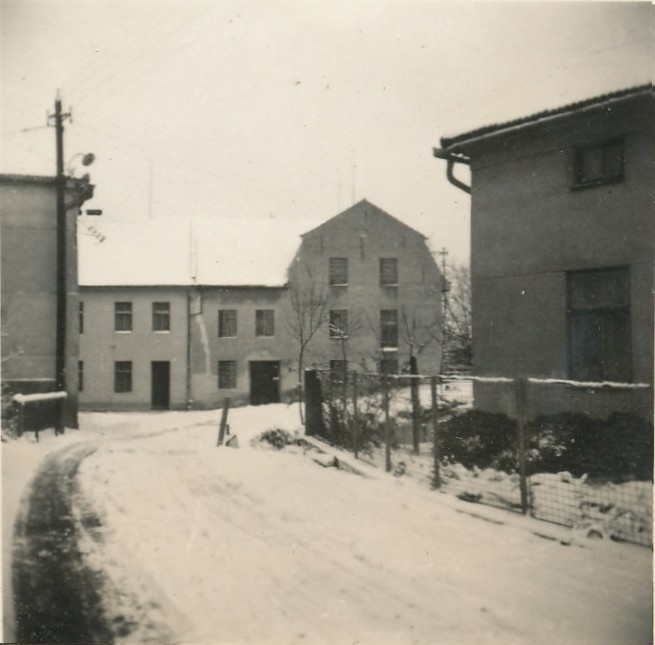
Most přes náhon naproti Fricovu mlýnu. Příjezd na prostranství před Fricovým mlýnem z Uličky, bez data (50.-60. léta 20. století). Nalevo od mostu začíná část náhonu zvaná Příkopy

### 80. léta 20. století

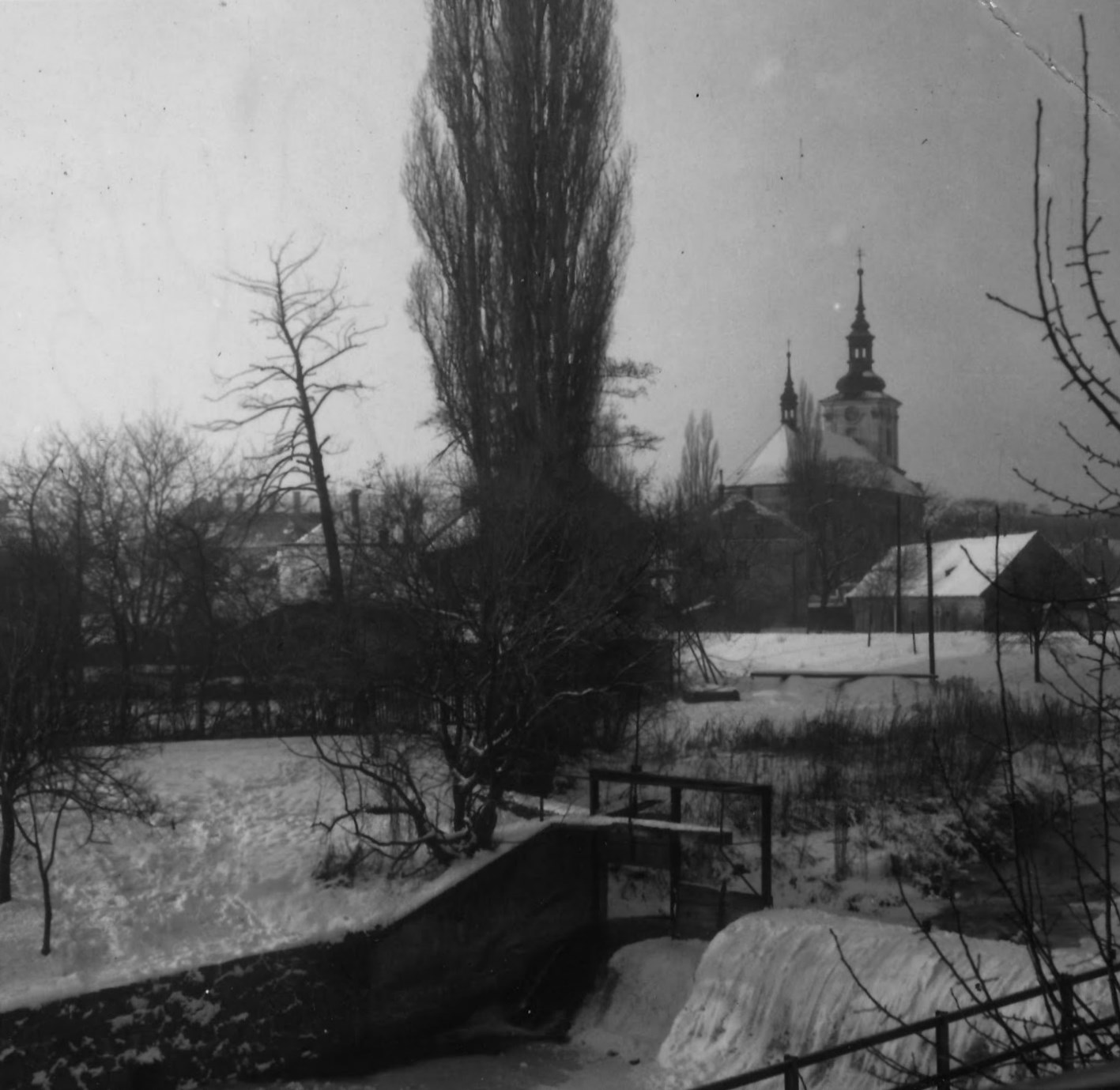
Zimní pohled na jez na Hané s topoly a dědický kostel (1983)

Mlýn byl v chodu v roce 1980 a i na začátku 80. let. Potom zde byla ještě v jejich druhé polovině prováděna výměna mouky za obilí. V 80. letech až do roku 1991 mlýn spravoval státní podnik Mlýnský průmysl Kyjov.

### 90. léta 20. století
Restituce mlýna proběhla v roce 1991.

### 10. léta 21. století
V roce 2014 byl na ulici Revoluční v místě, kde mlýnský potok ulici přetíná (poblíž tzv. Rodného domku Klementa Gottwalda), zřízen na místě mostku přes náhon propustek (dva husí krky).

## Popis

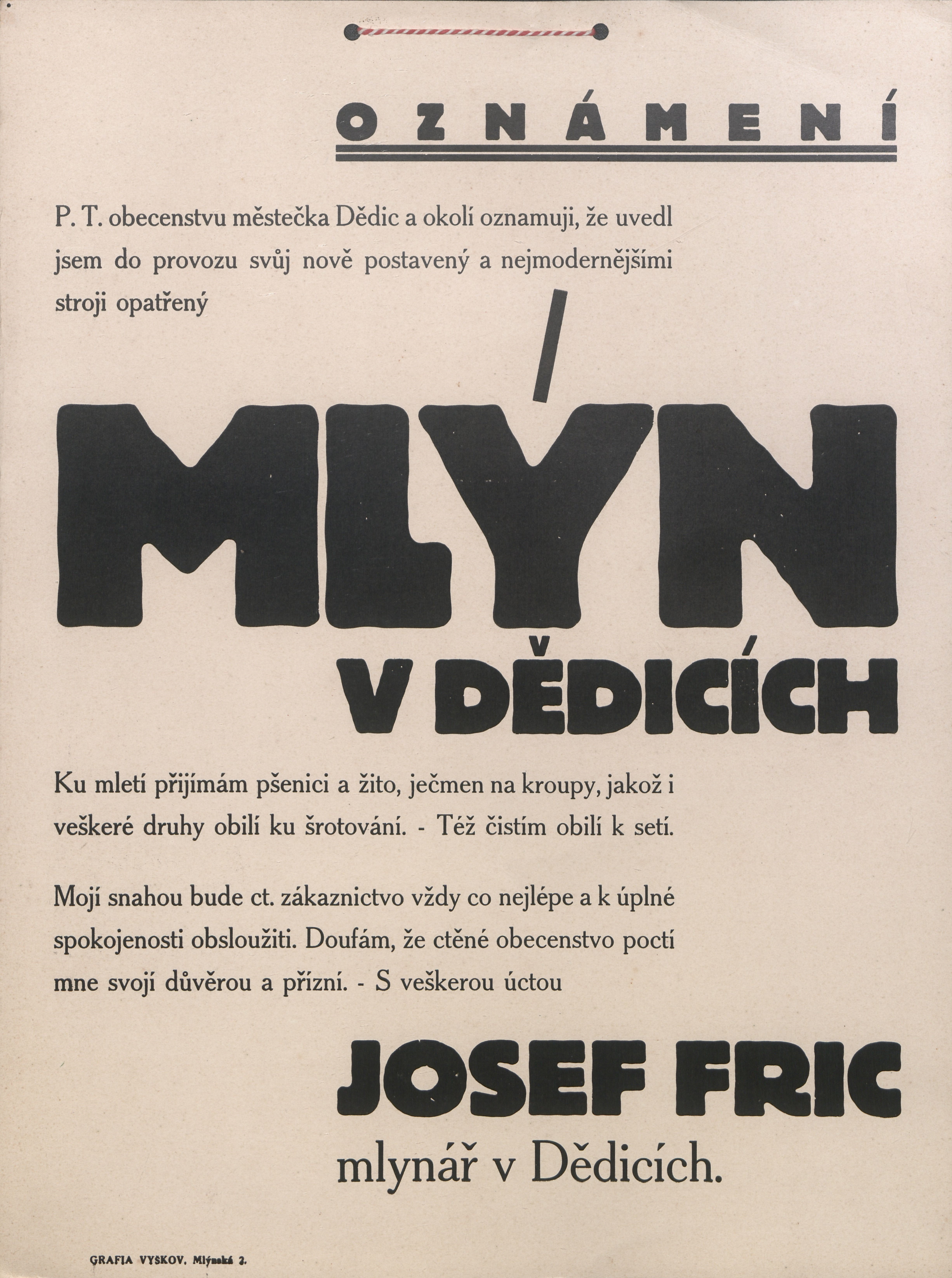
Oznámení Josefa Frice, mlynáře v Dědicích, o uvedení rekonstruovaného a nově vybaveného mlýna do provozu, začátek třicátých let 20. století

Mlýn je zděný, vícepodlažní. Stavba vedle stojícího domu byla dokončena v roce 1924. Voda k mlýnu jde náhonem, který začíná na řece v místech jezu se dvěma stavidly, a vede vantroky do turbínové kašny. Poté se voda odtokovým kanálem vrací zpět do řeky.

### Transmise a turbinovna
Hlavní transmise je uložena v místnosti pod válcovou podlahou. Vedle ní se při jižní straně nachází turbinová komora o rozměrech 3,50 x 3,80 m, vysoká 2 m.

### Skladování obilí
Obilí se skladovalo v přízemí mlýna na ploše asi 100 m² na válcové podlaze. V podstřeší bylo možno uskladnit obilí na ploše asi 40 m². Nepytlovaná mouka se dala uskladnit v 7 rezervátech s obsahem asi 300 q. Na manipulační podlaze mohlo být v pytlech složeno 250 q mouky na ploše asi 40 m². Otrub mohlo být uloženo ve 3 rezervátech asi 100 q. Celkem bylo možné uložit 650 q mlýnských výrobků.

### Vodní právo

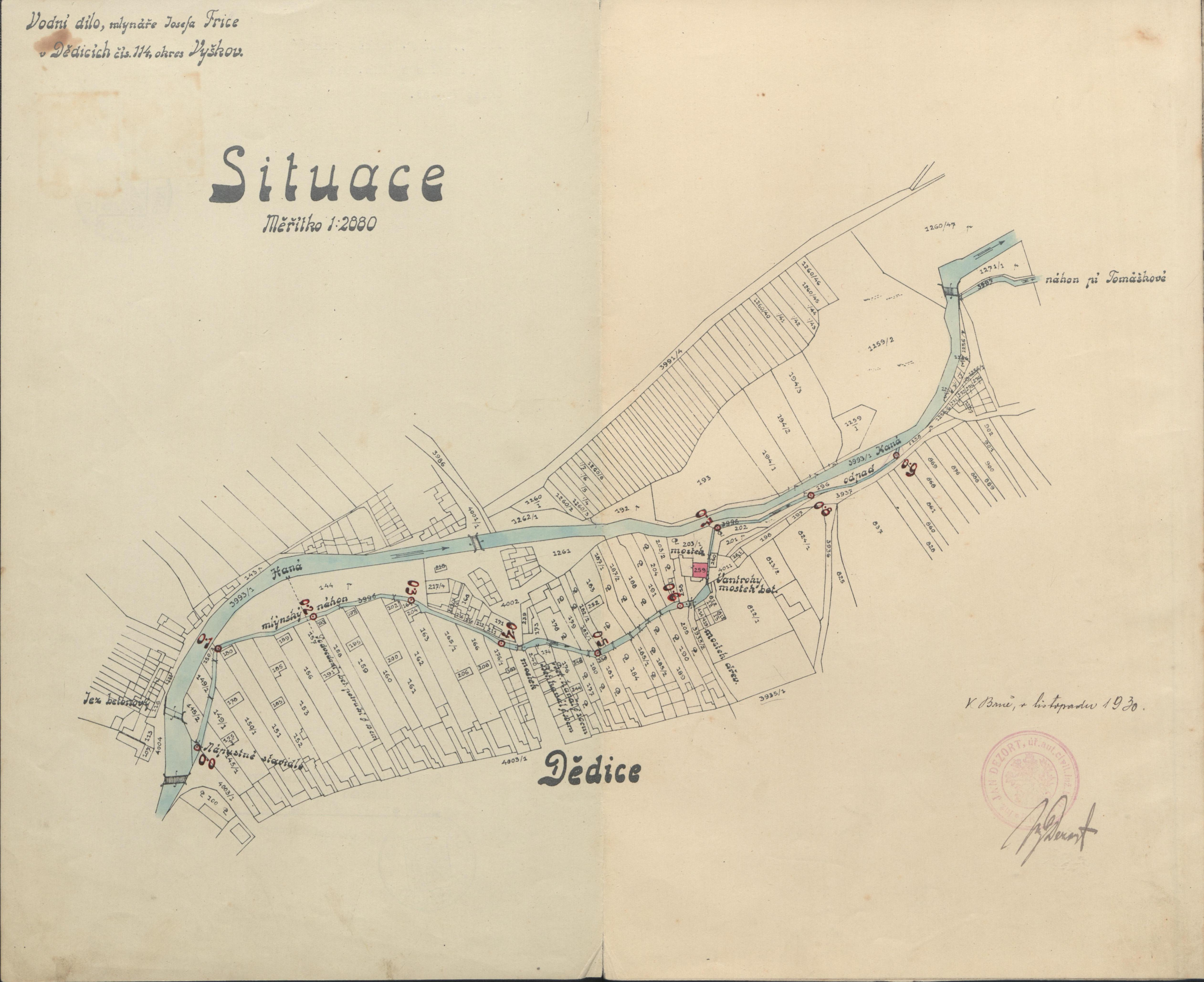
Situace vodního díla Fricova mlýna v Dědicích

Vodní právo k pohonu mlýna bylo uznáno okresním úřadem ve Vyškově výměrem z 30. září 1932. Normální výška vody před stavidlem (měřeno od prahu stavidla) byla 100 cm. Normální spád byl 480 cm, poklesem vody v náhonu a stoupnutím spodní hladiny se spád snižoval až na 450 cm.

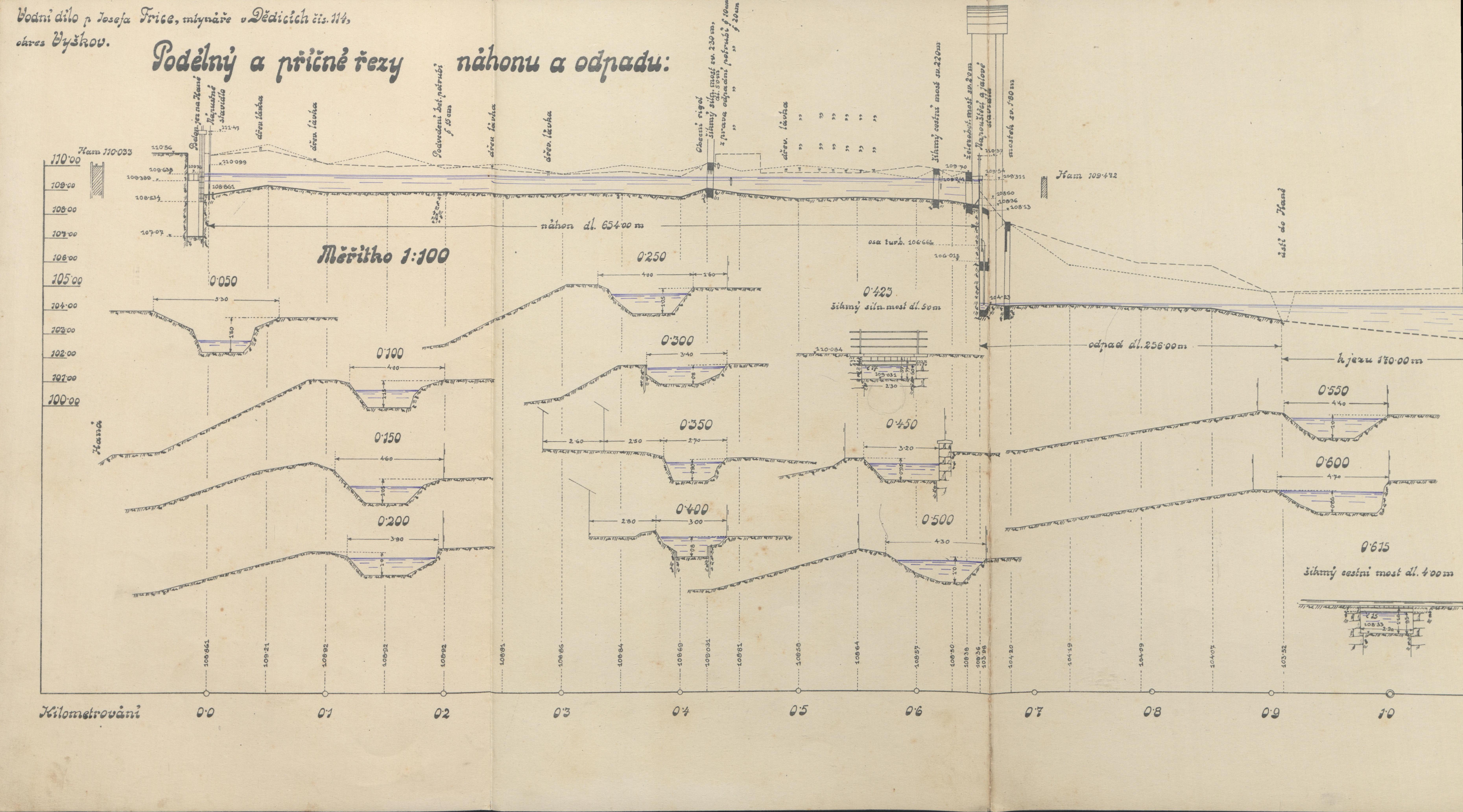
Podélný a příčné řezy náhonu a odpadu vodního díla Fricova mlýna
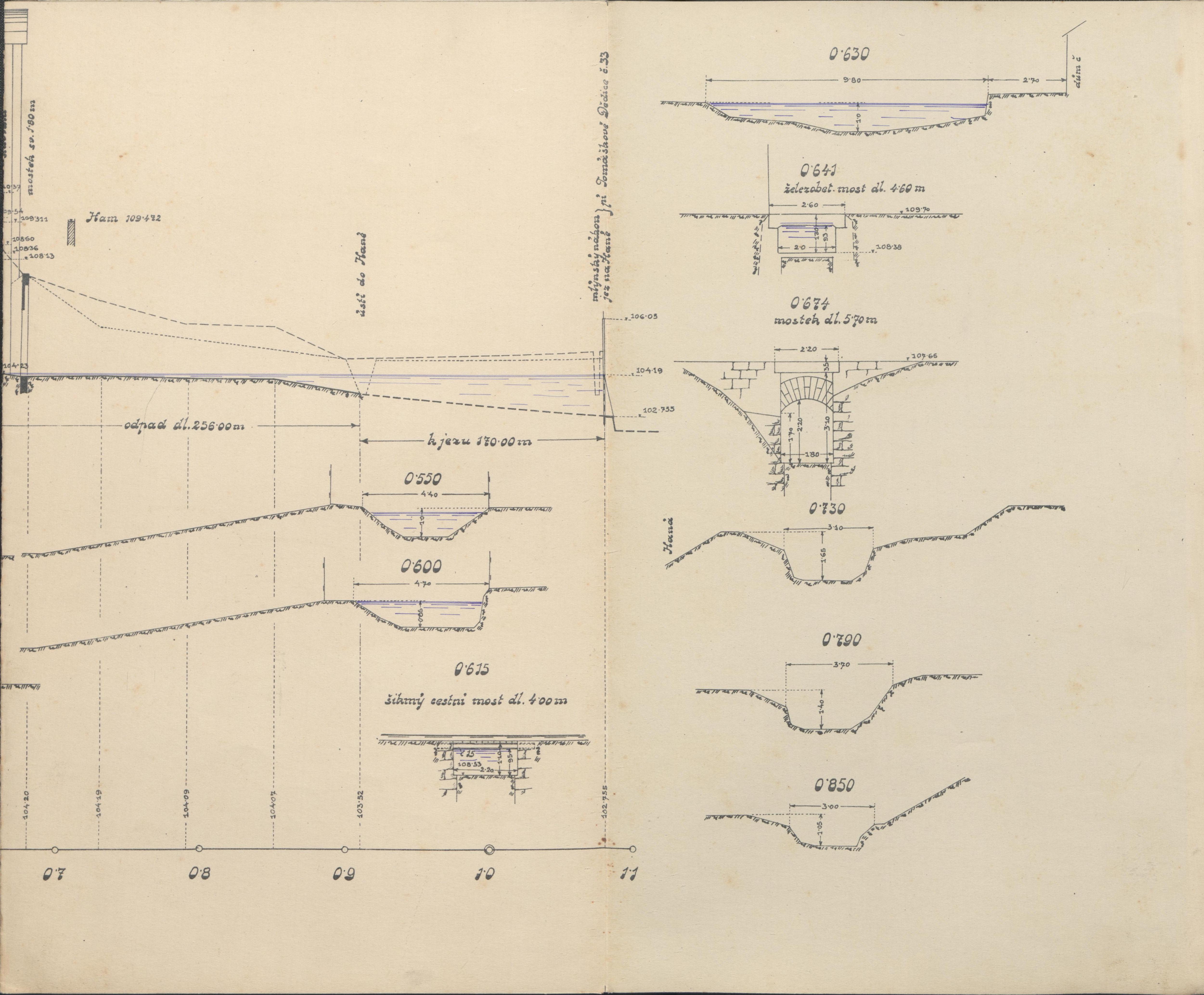
Podélný řez odpadu a příčné řezy náhonu a odpadu vodního díla Fricova mlýna
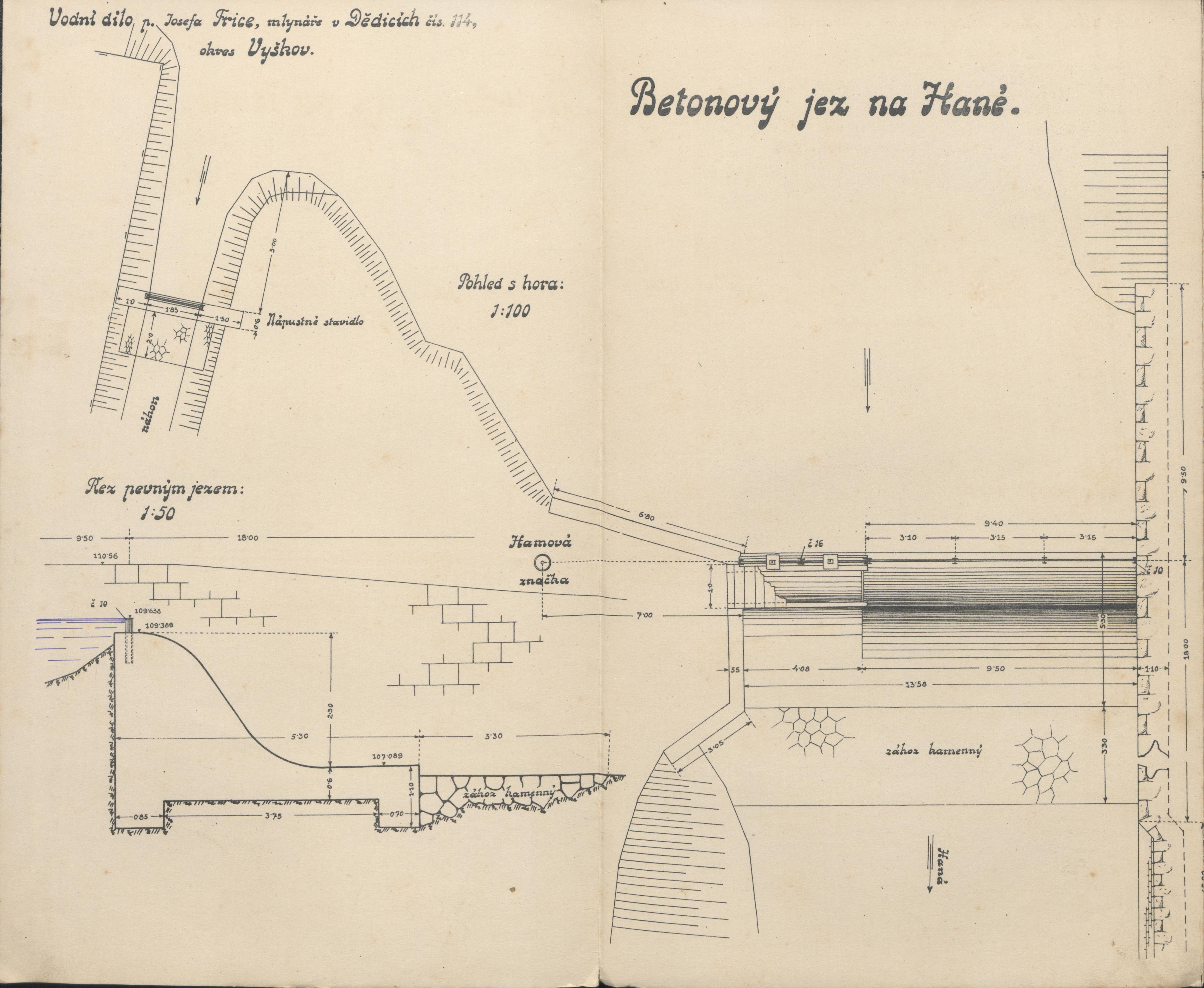
Betonový jez na Hané
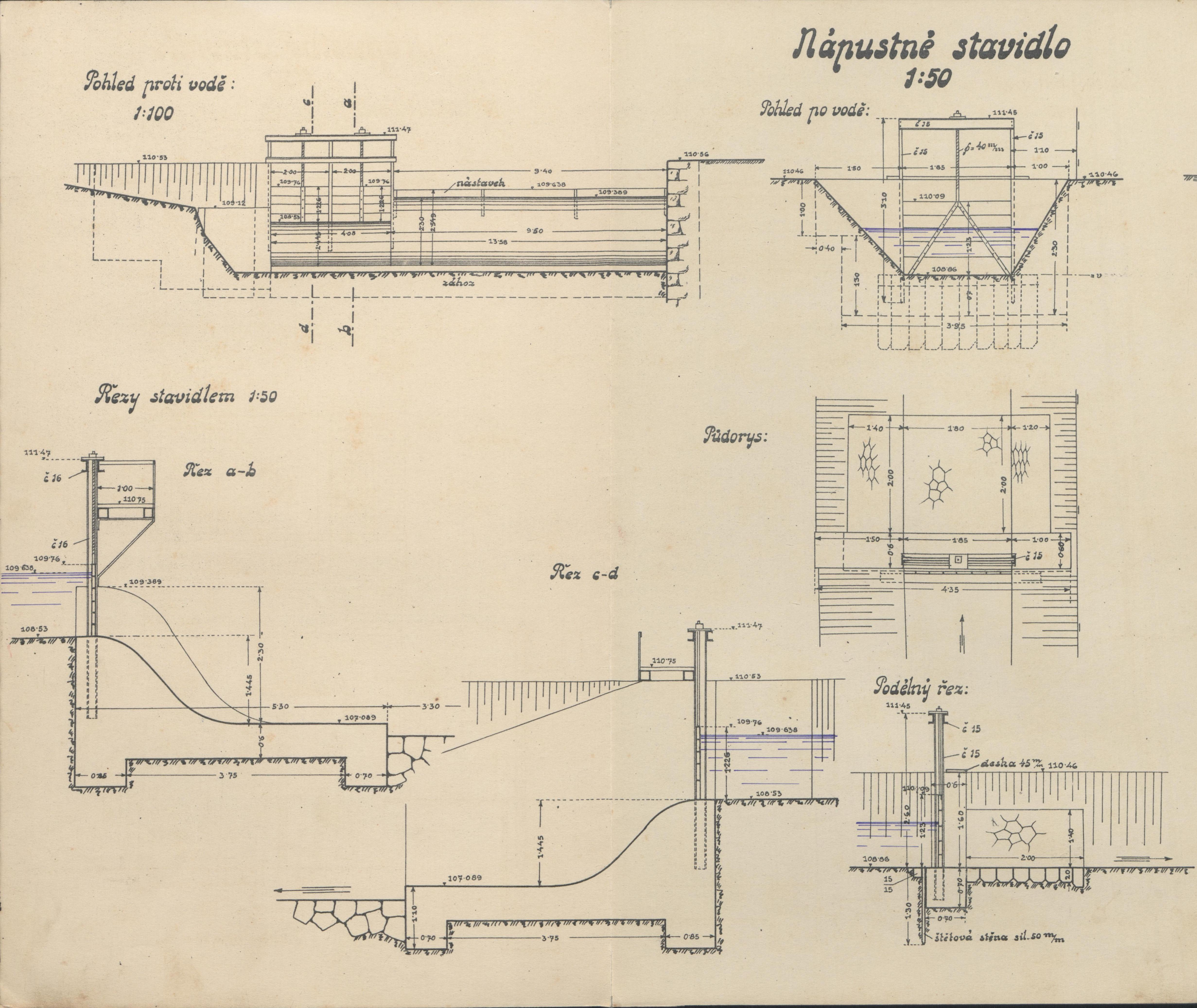
Betonový jez na Hané a nápustné stavidlo
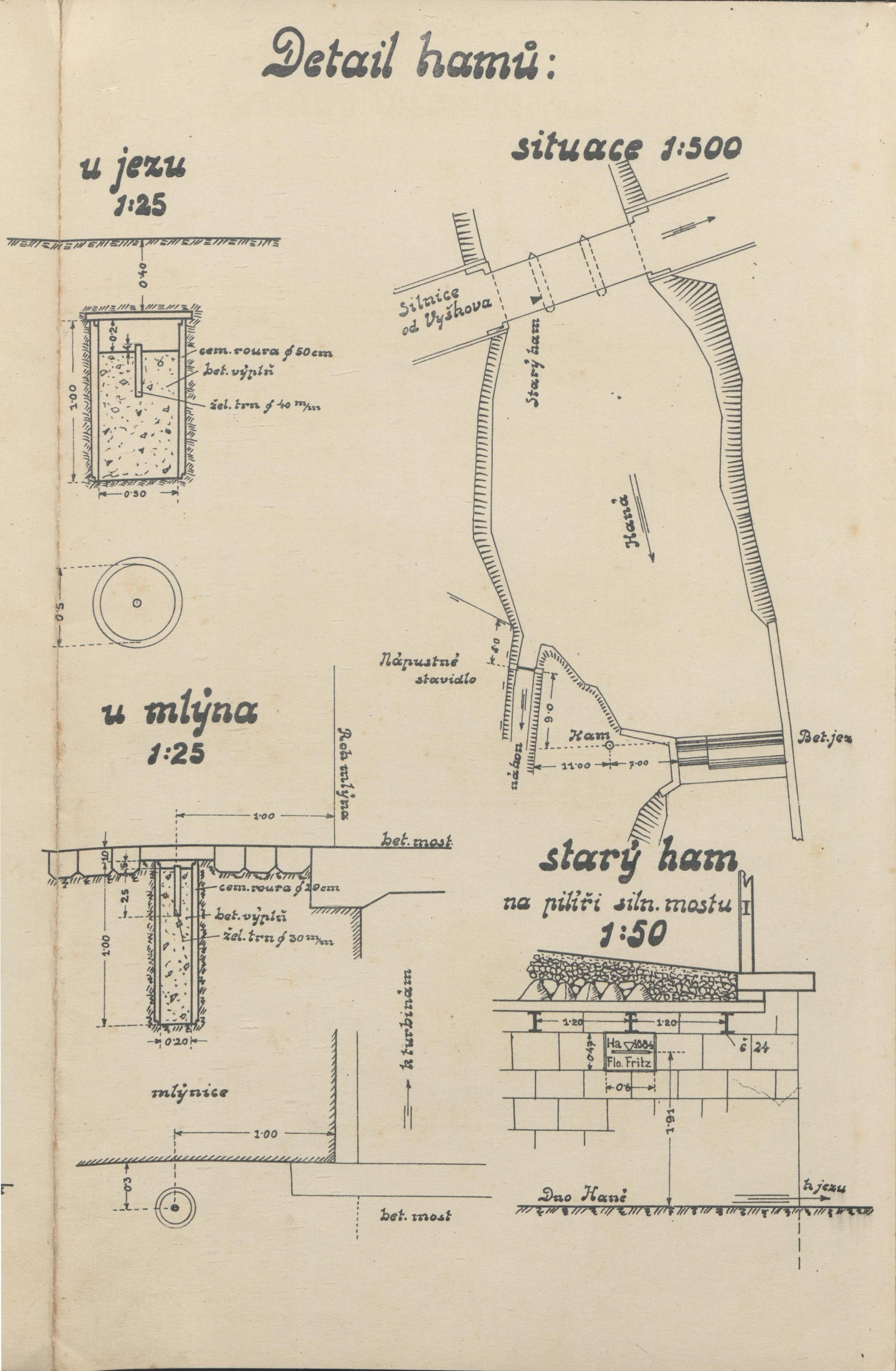
Detaily hamů: starý ham na pilíři silničního mostu, nový ham u jezu a nový ham u mlýna
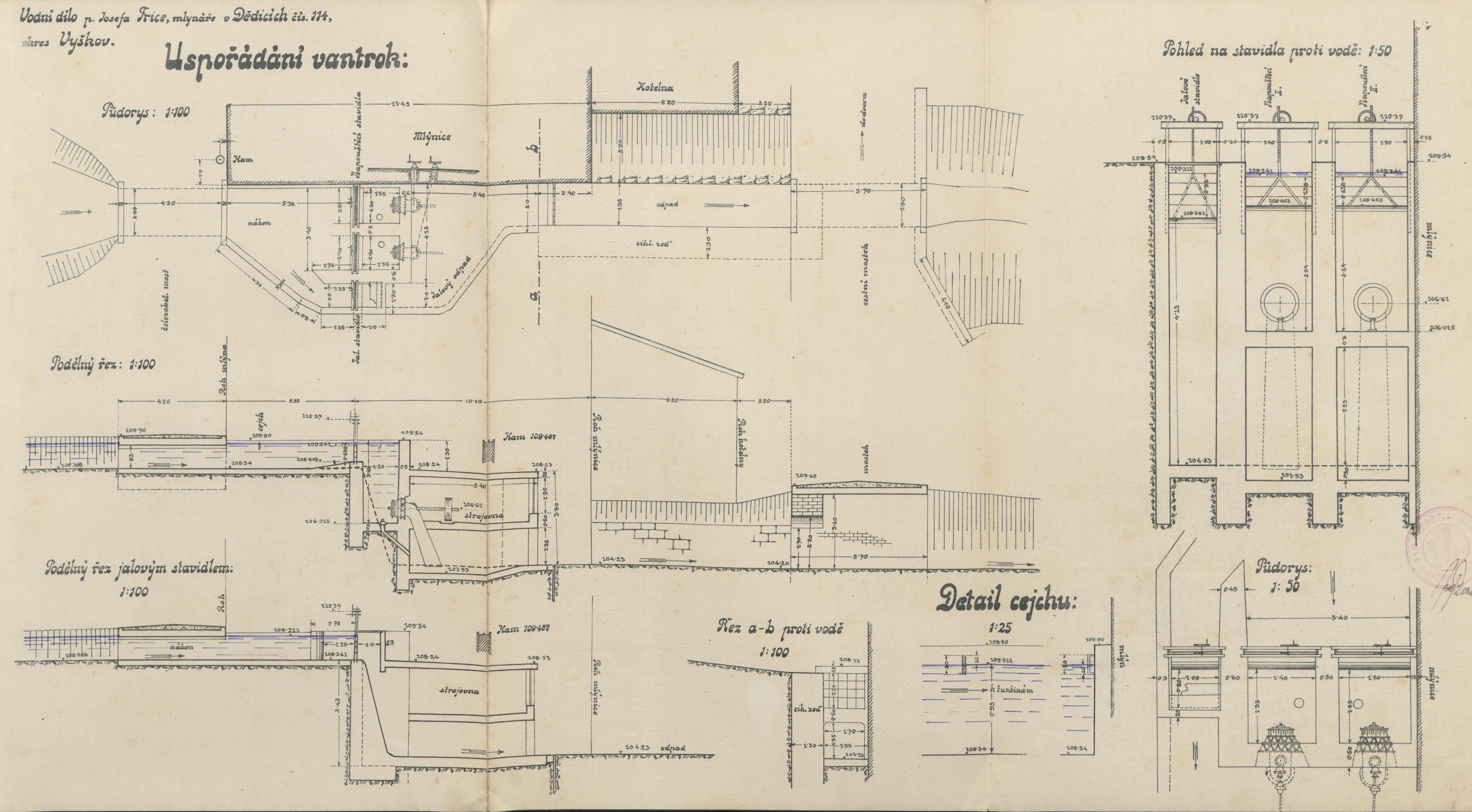
Uspořádání vantrok. Stavidla. Jalové stavidlo. Ham u mlýna

### Hlavní a záložní pohon
K pohonu sloužily dvě Francisovy turbíny v otevřené kašně od firmy J. Kohout, Praha-Smíchov, s nejvyšším výkonem 13 a 9,70 KS a plynosací motor (dřevoplyn) od firmy Körting z Vídně používající jako palivo dřevo s nejvyšším výkonem 30 KS. Pec na dřevoplyn vyrobila firma Částka a Čtvrtníček, strojírna Slatiňany u Chrudimě.

### Čištění a mletí obilí

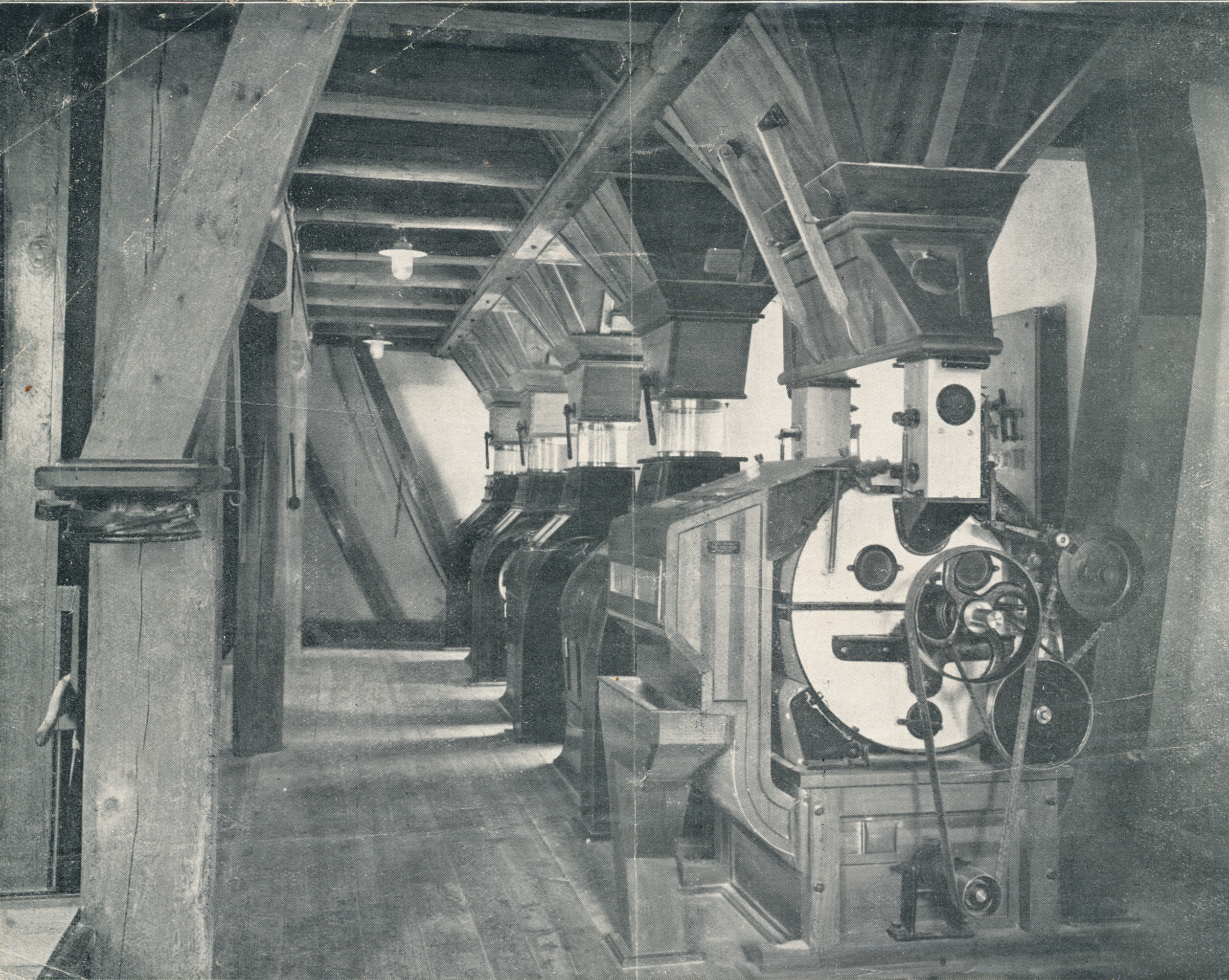
Dobový snímek zachycující výřez z plakátu se záběrem mlecí podlahy Fricova mlýna vydaným po jeho rekonstrukci

Ve mlýně byly na čištění obilí tarár s koukolníkem od Ferdinanda Tesaříka z Křižanovic, loupačka Elka od Leopolda Kašpara ze Šternberka na loupání obilí, tarár, špicový vysévač, magnet (výkon celé čistírny za 24 hodin činil 168 q obilí), 1 dvouválcová stolice od firmy ČKD k mletí žita, od téže firmy 1 dvouválcová stolice na domílání, 1 dvouválcová stolice na šrotování pšenic, a jedna dvouválcová stolice k mletí krupice, smirkové kameny od firmy Heller ze Žandova k šrotování obilí pro krmné účely, 2 rovinné vysévače na vysévání mouky od Ferdinanda Tesaříka z Křižanovic, od téže firmy 1 jednoduchá reforma na čištění krupice a dunstu (připojený filtr: autokap) a sací filtr s větřákem a šnekem, od firmy Tesařík a Palacký ze Slavkova 1 válcová míchačka k míchání pšeničné mouky, 1 válcová míchačka k míchání režné mouky a 1 válcová míchačka k míchání otrub. Výrobní schopnost k 31. říjnu 1938 za 24 hodin činila 20 q pšenice (za celý rok 7000) a 20 q žita (za celý rok 7000), a 100 q ječmene za celý rok, 40 q (za celý rok 10 000) pro šrotování.

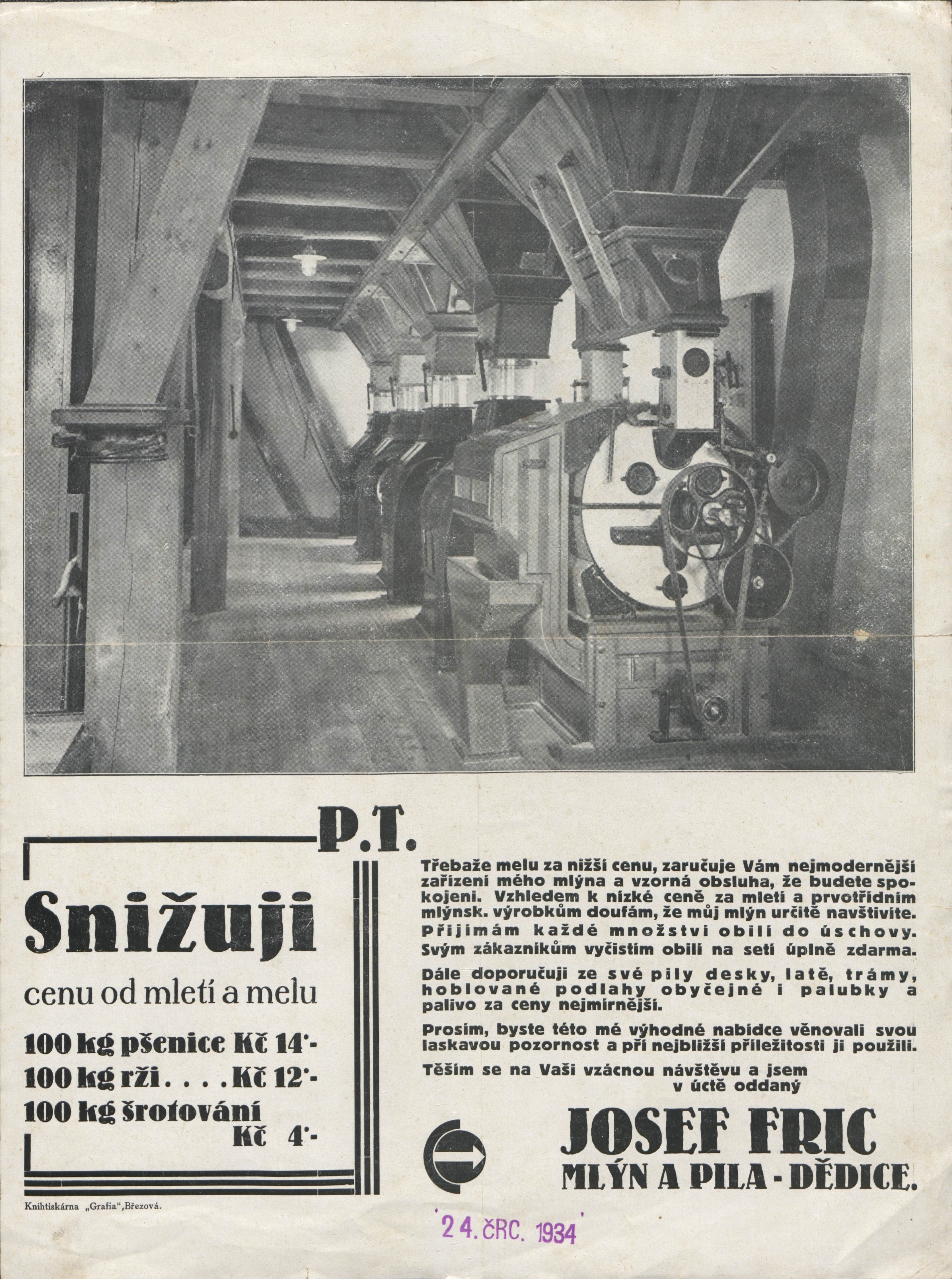
Reklama na mlýn a pilu Josefa Frice v Dědicích
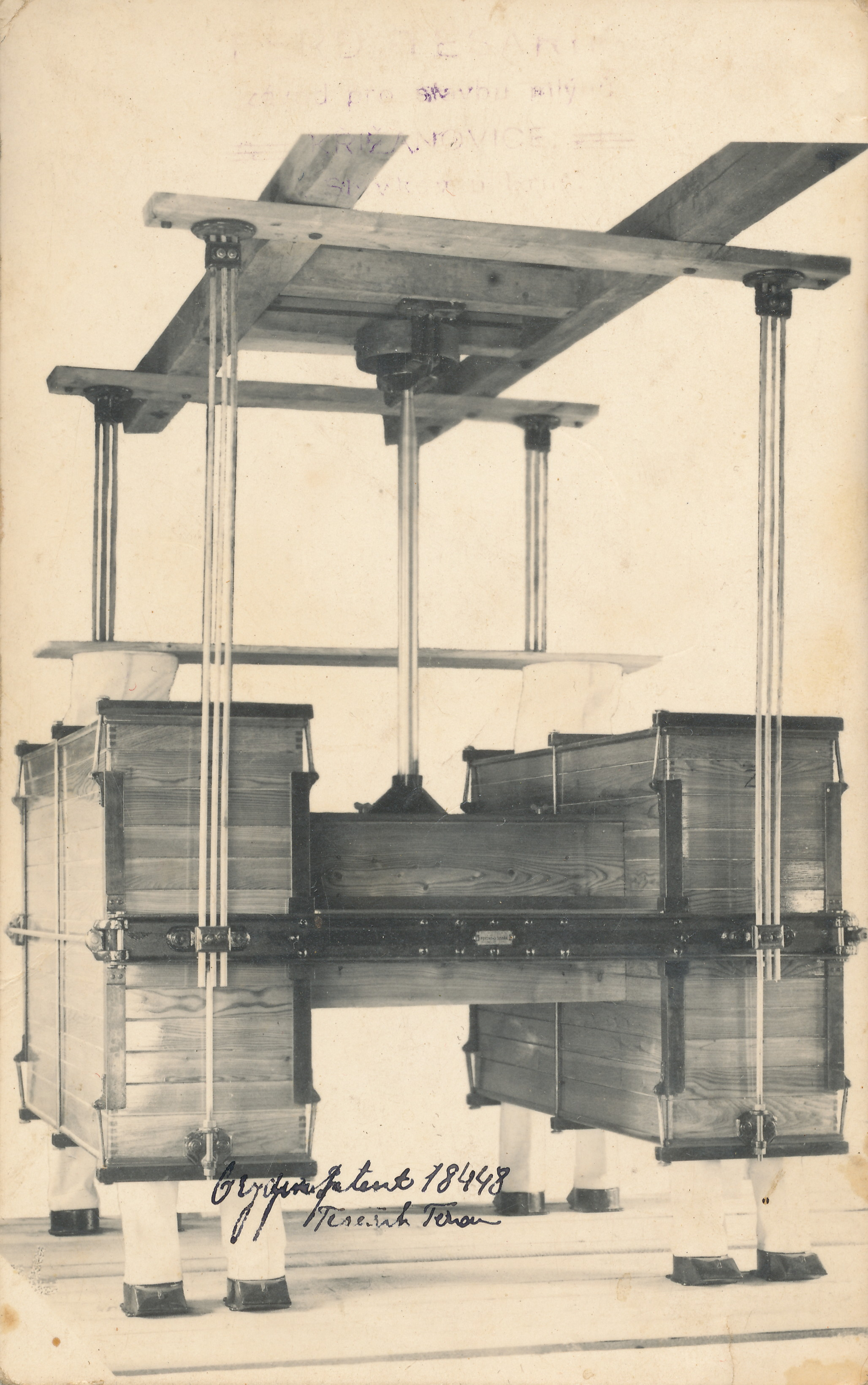
Rovinný vysévač od Ferdinanda Tesaříka z Křižanovic
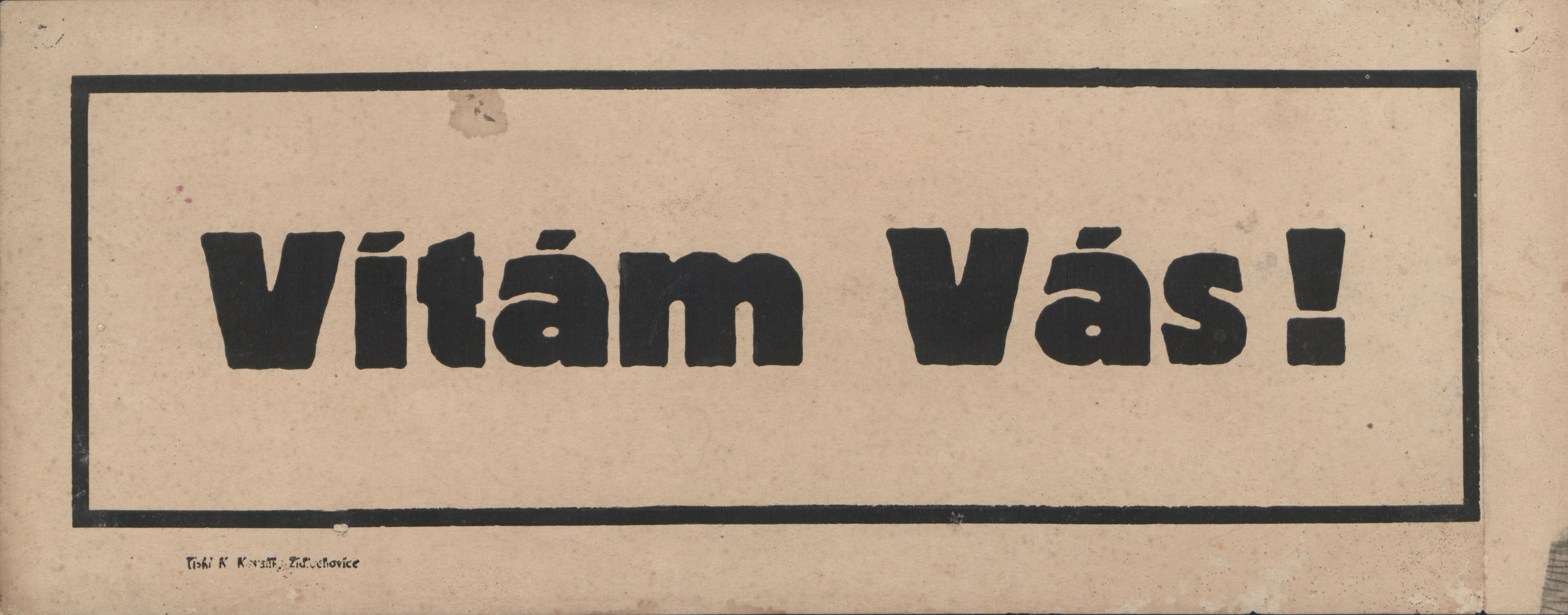
Uvítání zákazníků ve Fricově mlýně: "Vítám Vás!"

### Připojená provozovna
Připojenou provozovnou byla bedničkárna (bednárna), jejíž 4 okružní pily na výrobu bednových přířezů spotřebovaly asi 8 KS.
Mlýn byl zařízen tak, že bylo možné mlít současně pšenici i žito, při současném čistění a loupání obilí, a bylo též možné současně šrotovat obilí pro krmné účely.